# Ukiyo-e
Ukiyo-e, ukiyo-ye ou ukiyo-ê (浮世絵, "retratos do mundo flutuante", em sentido literal), vulgarmente também conhecido como estampa japonesa, é um gênero de xilogravura e pintura que prosperou no Japão entre os séculos XVII e XIX. Destinava-se inicialmente ao consumo pela classe mercante do período Edo (1603 – 1867). Entre as mais populares temáticas abordadas, estão a beleza feminina; o teatro kabuki; os lutadores de sumô; cenas históricas e lendas populares; cenas de viagem e paisagens; fauna e flora; e pornografia.
Alguns dos artistas devotaram-se à pintura, mas a maioria era composta por gravuristas. Tais indivíduos raramente talhavam seus próprios blocos de impressão. Em vez disso, a produção era dividida entre o artista, que criava a obra; o talhador, que gravava a arte nos blocos; o impressor, que pintava e prensava os blocos nos washis; e o publicador, que financiava, promovia e distribuía os trabalhos. Por ser uma atividade artesanal, gravuristas podiam dominar e empregar uma grande variedade de efeitos a partir de diferentes técnicas impraticáveis na produção mecanizada, como a criação de gradações de cor, por exemplo.
No começo do século XVII, a burguesia da próspera Edo (hoje Tóquio) passou a buscar entretenimento nos teatros de kabuki e com as oirans e geishas das yūkaku, zonas de meretrício. O termo ukiyo ("mundo flutuante") descrevia o estilo de vida hedonista da era. Pintadas ou impressas, essas obras de artes visuais eram populares entre os burgueses, abastados o suficiente para adquiri-las a fim de decorar suas casas. O sucesso começou já na década de 1670, com as pinturas e gravuras monocromáticas de Hishikawa Moronobu, retratando a beleza feminina. A impressão colorida surgiu gradualmente — a princípio adicionada meticulosamente à mão e apenas em casos especiais. Por volta dos anos 1740, artistas como Okumura Masanobu usavam múltiplos blocos de madeira talhados em baixo-relevo para criar áreas coloridas. A partir de 1760, o sucesso das gravuras brocadas nishiki-e de Suzuki Harunobu levou a produção em alto apuro de cor a tornar-se padrão, com cada item sendo concebido a partir do uso de dez ou mais blocos. O auge do período, em quantidade e qualidade, foi marcado por peças que retratavam a beleza e o teatro, criadas por mestres como Torii Kiyonaga, Kitagawa Utamaro e Tōshūsai Sharaku ao final do século XVIII. Esse ápice foi seguido, no século seguinte, por mestres em paisagens, liderado por Hokusai, cuja Grande Onda de Kanagawa é não só a obra-prima do gênero mas também uma das mais populares e aclamadas peças da arte japonesa; e pelo sereno criador de ambientes atmosféricos Hiroshige, conhecido por "Cinquenta e Três Estações da Tōkaidō". Com a morte desses mestres e a modernização tecnológica e social da restauração Meiji, de 1868, a produção do ukiyo-e declinou.
O gênero foi um elemento nuclear para a formação da percepção ocidental a respeito da arte do Japão ao final do século XIX, especialmente a partir das paisagens de Hokusai e Hiroshige. Na década de 1870, o japonismo tornou-se uma proeminente tendência e foi grande influência aos primeiros impressionistas, como Edgar Degas, Édouard Manet e Claude Monet, bem como aos pós-impressionistas, tais quais van Gogh, e a artistas da art nouveau, entre eles Henri de Toulouse-Lautrec. O século XX assistiu a um renascimento da xilogravura japonesa, com a vertente shin-hanga a crescer em termos de interesse no ocidente com suas cenas tradicionais da cultura nipônica combinadas a referências ocidentais e o movimento sōsaku-hanga a pregar o individualismo de produção enquanto caminho criativo único para a expressão do eu. As culturas legatárias do ukiyo-e, desde o final do século XX, continuam em tal veia individualista e vêm sendo também concebidas a partir de técnicas importadas do mundo ocidental, como a serigrafia, a água-forte e o mezzo tinto.

## História

### Pré-história
A arte japonesa, desde o período Heian (794 – 1185), seguiu dois principais caminhos: a tradição nativista yamato-e, com temas japoneses e melhor conhecida pelos trabalhos da escola Tosa, e a tradição de inspiração chinesa denominada kara-e, sobretudo a vertente sumi-ê de Sesshū Tōyō e seus discípulos. A escola Kanō de pintura incorporou características de ambas as tradições.
Desde a antiguidade, o fazer artístico nipônico encontrou mantenedores, ou patronos, entre aristocracia, governos militares e autoridades religiosas. Até o século XVI, o proletariado não era objeto de pintura, e mesmo quando era incluído, os trabalhos permaneciam sendo itens de luxo feitos para samurais ou indivíduos da rica classe mercantil. Posteriormente, tais peças de arte começaram a surgir a partir e para as pessoas comuns da cidade, com pinturas monocromáticas retratando belas mulheres, cenários de teatro e zonas urbanas de meretrício. O caráter manual de feitura de tais shikomi-e — termo que identificava essa prática primitiva — limitava a escala de produção, problema este logo superado com surgimento de gêneros direcionados à produção massiva em xilogravura.

Vista dos bordos de Takao, por Kanō Hideyori, metade do século XVI. Uma das primeiras pinturas japonesas a retratar a vida da população comum.

Durante o período Sengoku (1467 – 1603) e sua notória época de guerra civil, uma classe burguesa de forte poder político se desenvolveu. Os machishū(町衆), como eram conhecidos, possuíam aliança com a corte, controle sobre comunidades locais e influência na arte por meio do patronato. Essa condição e suas consequências estimularam o renascimento da arte clássica japonesa no final do século XVI e começo do século XVII. Tokugawa Ieyasu (1543 – 1616), ao unificar o país e ser nomeado Shōgun, ganhando grande poder a nível nacional, consolidou seu governo na vila de Edo, hoje Tóquio, e requeriu aos  daimyosenhor feudal (大名) que lá se reunissem com suas comitivas em anos alternados. As demandas da crescente capital atraíram muitos trabalhadores vindos de outras partes do país, de forma que homens tornaram-se cerca de setenta porcento dos habitantes. A vila cresceu durante o período Edo (1603 – 1867) de uma população de 1 800 pessoas a mais de um milhão no século XIX.

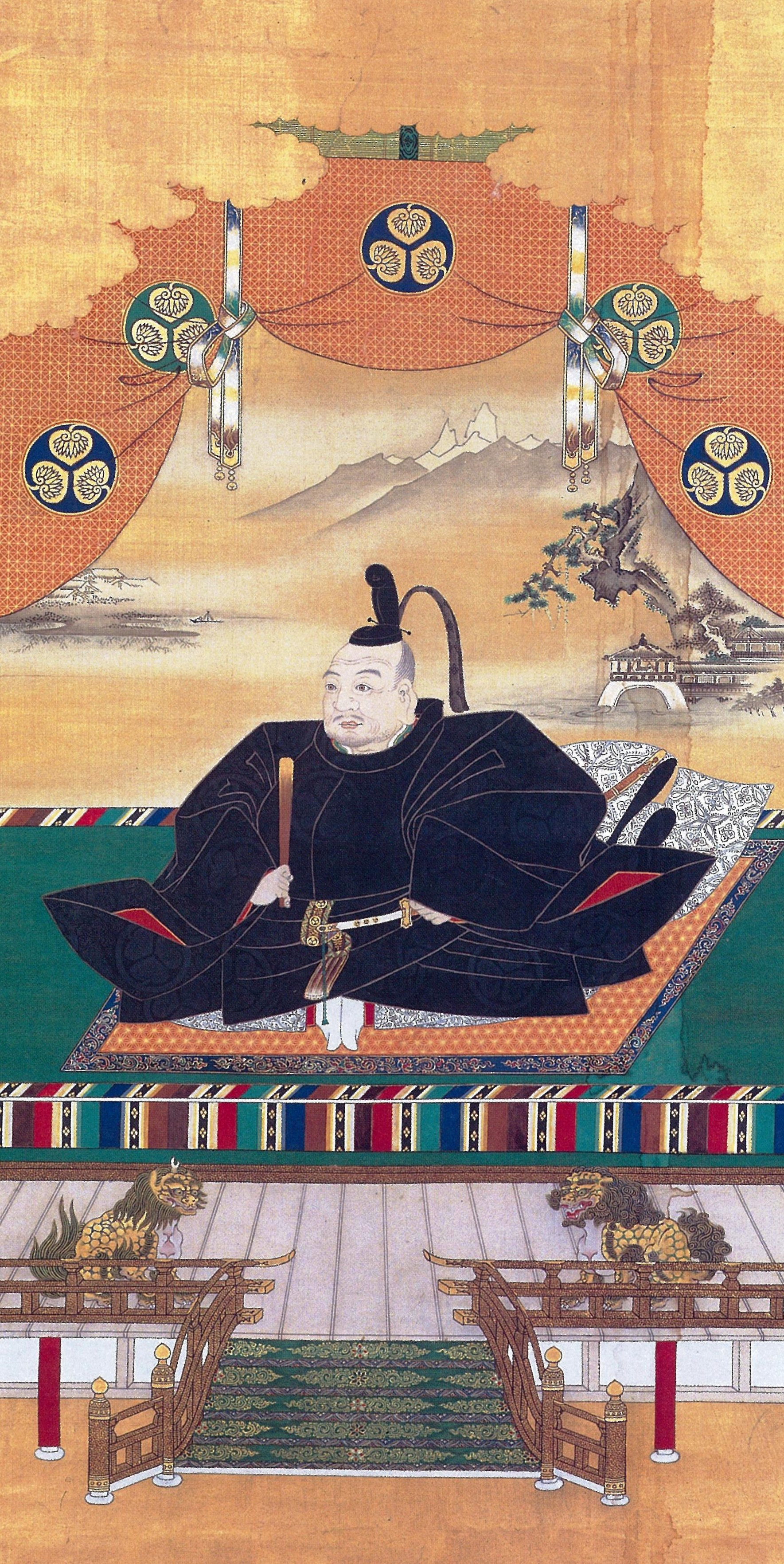
Retrato de Tokugawa Ieyasu, pintura da Escola Kanō, Kanō Tan'yū, século XVII.

O shogunato centralizado deu fim ao poderio machishū e dividiu a sociedade japonesa em quatro classes sociais, com a corrente classe samurai no topo e a mercantil na base. Embora privada de influência política, a segunda foi a maior beneficiada da rápida expansão econômica que ocorreu no período Edo. Com a benéfica condição financeira da classe, muitos de seus membros passaram a ter como costume a busca por lazer nas zonas de meretrício, particularmente na chamada Yoshiwara(吉原), e a colecionar telas de arte para decorar seus lares, pratica que em tempos anteriores não era compatível com seu potencial financeiro. A experiência com a prostituição era, portanto, aberta àqueles com suficiente saúde, classe e educação.
A xilogravura no Japão, que remonta ao "Hyakumantō Darani" em 770 EC, era, até o século XVII, reservada somente a imagens e selos budistas. A complexidade do sistema de escrita japonesa, que requeria cerca de 100 000 peças em mecanismos de impressão tipográfica, fez com que técnicas de talha em madeira passassem a ser consideradas mais eficientes para reprodução. No domínio Saga, o calígrafo Honami Kōetsu e o editor Suminokura Soan combinavam texto impresso e imagens em trabalhos de literatura, estando uma adaptação de "Ise monogatari" (1608) entre suas principais produções. Durante a era Kan'ei (1624 – 1643), livros ilustrados de contos populares chamados tanrokubon (丹緑本, livros laranja-e-verde), foram as primeiras publicações de produção massiva em que foi usada impressão por talha de madeira, ou xilogravura. A variação de imaginários e temas construídos por meio dessa técnica passou a crescer, sendo notória sobretudo a criação de peças visuais para contos sobre a hedonística vida urbana na capital, presentes em livros escritos em kana conhecidos como kanazōshi(仮名草子). A reconstrução de Edo que se seguiu após o grande incêndio de Meireiki, em 1657, ocasionou uma grande modernização na cidade, e a publicação de livros ilustrados impressos floresceu no ambiente de rápida urbanização.
O termo ukiyo (浮世, mundo flutuante) é homófono a um termo budista antigo, ukiyo (憂き世, este mundo de tristeza e pesar), que caracterizava a condição efêmera de todas as coisas e o ciclo da vida terrestre. A nomenclatura mais recente foi por vezes associada a significados como "erótico" ou "elegante", entre outros, e posteriormente passou a ser relacionada ao espírito hedonista daquele tempo para as classes baixas, celebrado no romance precursor Ukiyo Monogatari (浮世物語, Contos do mundo flutuante) (c. 1661), por Asai Ryōi. Em seu prefácio, está escrito:
| “ | (...) Viver apenas o momento presente, entregar-se inteiramente à contemplação da lua, da neve, da flor de cerejeira e da folha de bordo... Cantar canções, beber saquê, divertir-se, não se deixar abater pela pobreza e não deixá-la transparecer em seu rosto, mas flutuar como uma cabaça na corrente do rio: isto é o que chamamos de Ukiyo. | ” |

### Emergência (fim do século XVII – início do século XVIII)
Os primeiros artistas do gênero surgiram a partir de vertentes da pintura japonesa. Trabalhos yamato-e do século XVII desenvolveram um estilo de formas contornadas que permitiu que tintas pudessem ser gotejadas em superfícies molhadas e espalhadas por seus limites. Essa prática de contorno foi dominante no desenvolvimento do ukiyo-e.

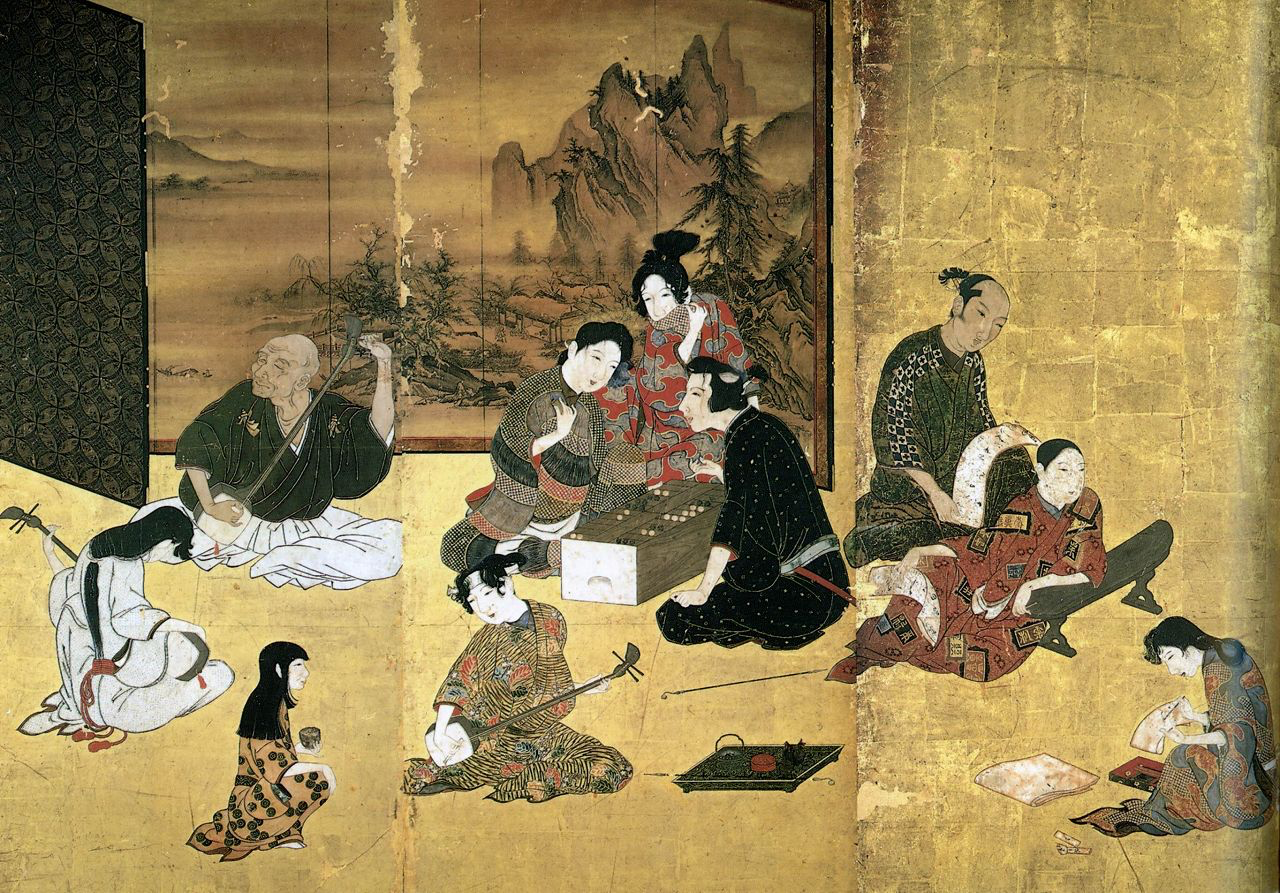
O "Biombo de Hikone" é tido como o mais antigo trabalho de ukiyo-e existente, com data de c. 1624 – 44.

Por volta de 1661, peças kakemono-e conhecidas como kanbun bijin (寛文美人, retratos das belezas da Kanbun) ganharam popularidade. As pinturas da era Kanbun (1661 – 1673), boa parte feita por anônimos, marcaram o início da história do gênero enquanto escola artística independente. Os trabalhos de Iwasa Matabei (1578 – 1650) tinham grande afinidade com a pintura ukiyo-e, embora acadêmicos divirjam sobre sua obra pertencer ou não ao gênero. Afirmações de que ele foi seu fundador são especialmente populares entre a comunidade de pesquisadores japoneses. Por vezes, Matabei tem sido creditado enquanto suposto autor do "Biombo de Hikone", uma pintura em biombo que acredita-se ser o mais antigo trabalho ukiyo-e ainda existente. A tela possui refinado estilo Kanō e retrata o cotidiano da época, em desalinhamento às características temáticas objeto das escolas pictóricas.
Em resposta à crescente demanda por trabalhos do gênero, Hishikawa Moronobu (1618 – 1694) produziu as primeiras xilogravuras do gênero. Em 1672, o sucesso de Moronobu era tamanho que ele começou a assinar seu trabalho, criando o primeiro livro de ilustrações do gênero com autor conhecido. Ele foi um prolífico ilustrador, trabalhando com uma grande variedade de estilos e desenvolvendo um influente modo de retratar a beleza feminina. Mais importantemente, ele criava ilustrações de folha única, que podiam ter significado enquanto peças únicas ou como parte de séries. A escola de Hishikawa atraiu, assim, um vultoso número de seguidores e até mesmo imitadores, como Sugimura Jihei, além de ter marcado o início da popularização da nova forma de arte.

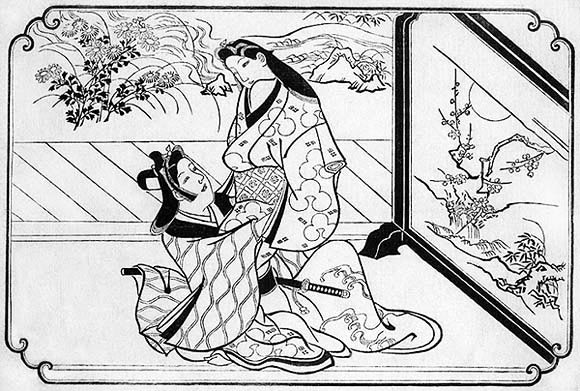
Antigo impresso xilográfico, Hishikawa Moronobu, final dos anos 1670 ou começo dos anos 1680.

Torii Kiyonobu I e Kaigetsudō Ando tornaram-se proeminentes herdeiros do estilo de Moronobu após a morte de seu "mestre", embora nenhum deles tivesse sido membro da escola Hishikawa. Ambos, em suas criações, descartavam detalhes de fundo em favor do foco na figura humana — mais comumente, atores kabuki no yakusha-e de Kiyonobu e da escola Torii que o seguiu, além de cortesãs no bijin-ga de Ando e sua escola Kaigetsudō. Ando e seus seguidores produziam imagens estereotípicas de mulheres cujo desenho e postura eram pensados levando-se em consideração a produção massiva, e sua popularidade desses trabalhos fez surgir uma demanda por mais pinturas que acabou por se estender a outros artistas e escolas. A escola Kaigetsudō e sua característica "beleza Kaigetsudō" findou-se após Ando descontinuar suas atividades e partir em exílio por volta de 1714.
Nishikawa Sukenobu (1671 – 1750) nativo de Kyoto, criava refinadas pinturas de cortesãs. Considerado um mestre dos retratos eróticos, ele foi alvo de um banimento governamental em 1722, embora acredite-se que tenha continuado seu trabalho artístico sob diferentes nomes. Sukenobu passou a maior parte de sua carreira em Edo, e sua influência era considerável tanto em Kantō quanto em Kansai. As pinturas de Miyagawa Chōshun (1683 – 1752) retratavam a vida cotidiana do início do século XVIII em cores delicadas. Chōshun, no entanto, não criava gravuras. A escola de Miyagawa, fundada por ele no início do mesmo século, especializou-se em temas românticos em estilo mais refinado em traços e cores, se comparada à escola de Kaigetsudō. Chōshun permitia maior liberdade de expressão aos membros, um grupo que posteriormente veio a incluir Katsushika Hokusai.

Primeiros mestres do ukiyo-e
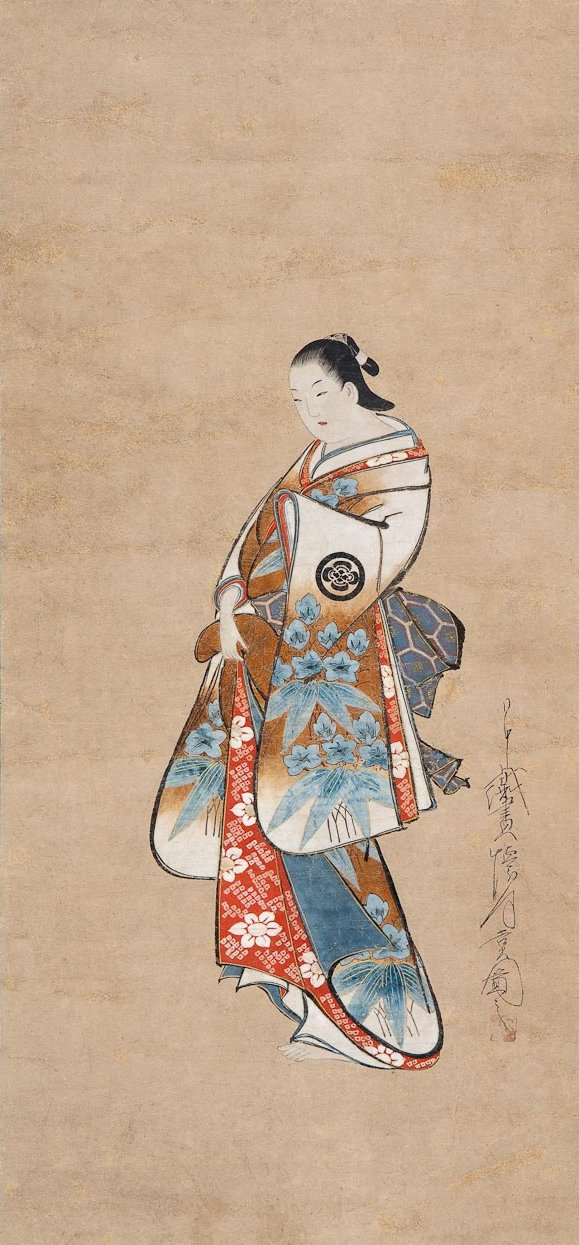
Cortesã em pé Kaigetsudō Ando, c. 1705 – 10
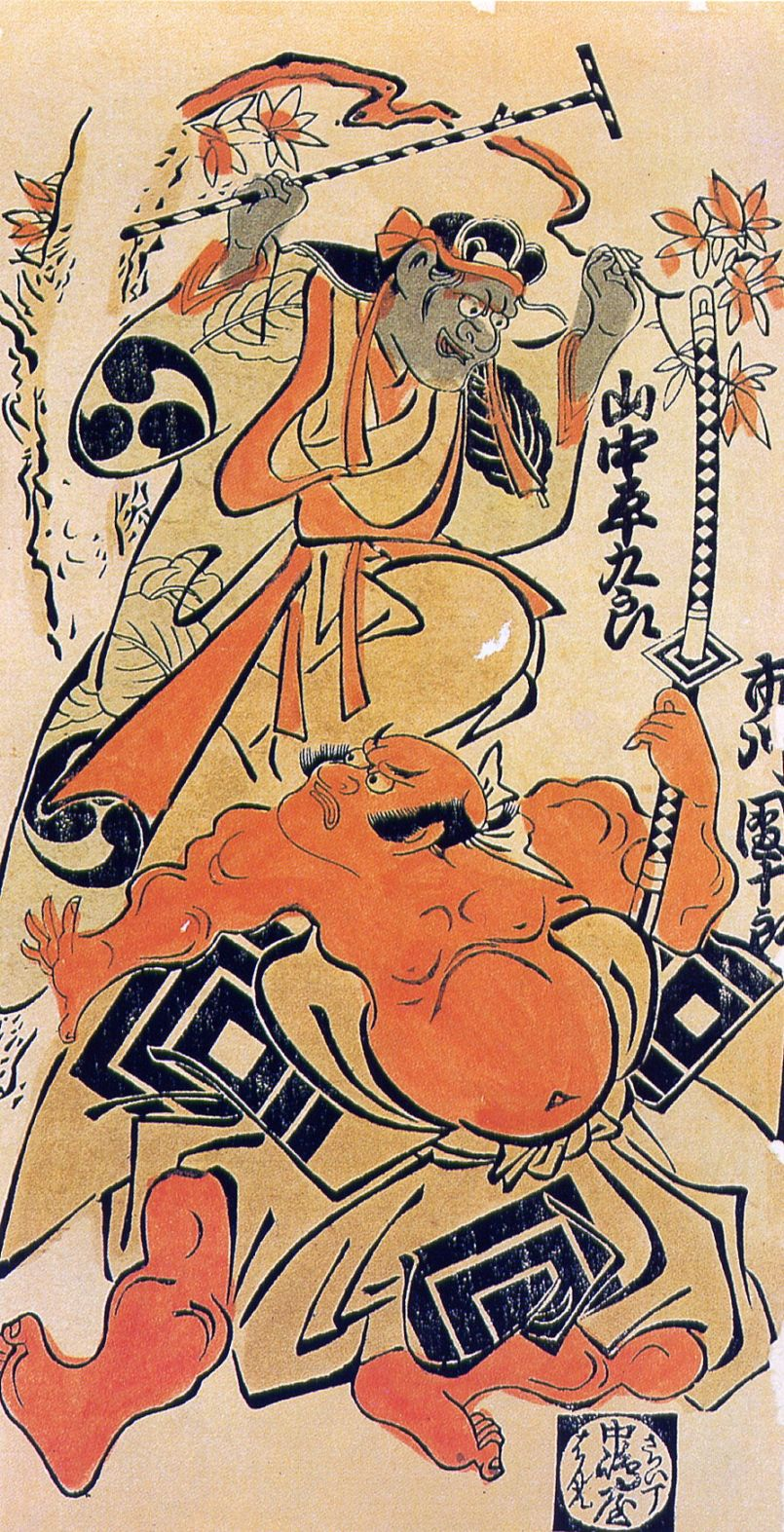
Retrato dos atores Yamanaka Heikuro e Ichikawa Danjuro II Kiyonobu, 1714
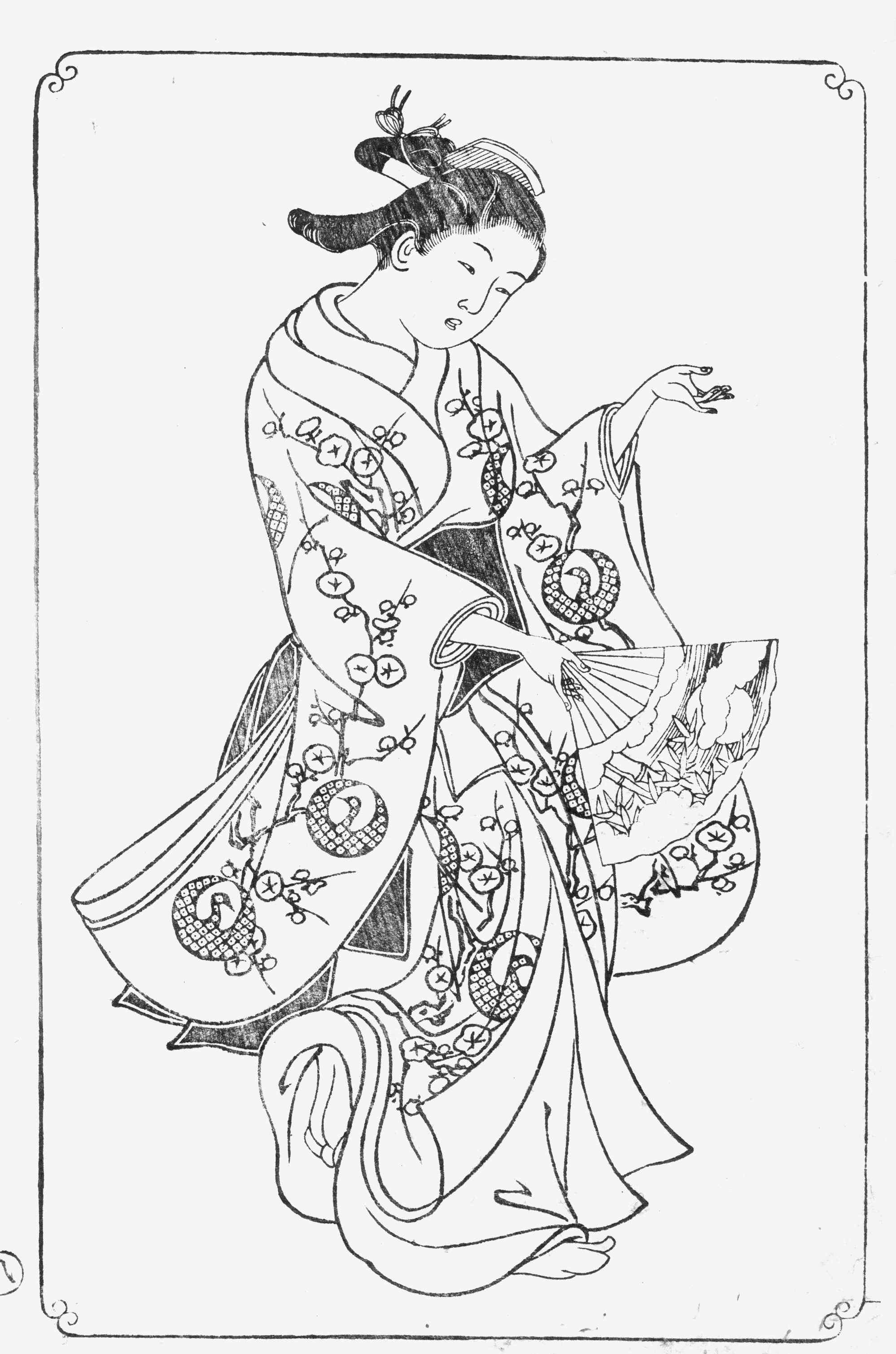
Página do E-hon Asakayama Sukenobu, 1739
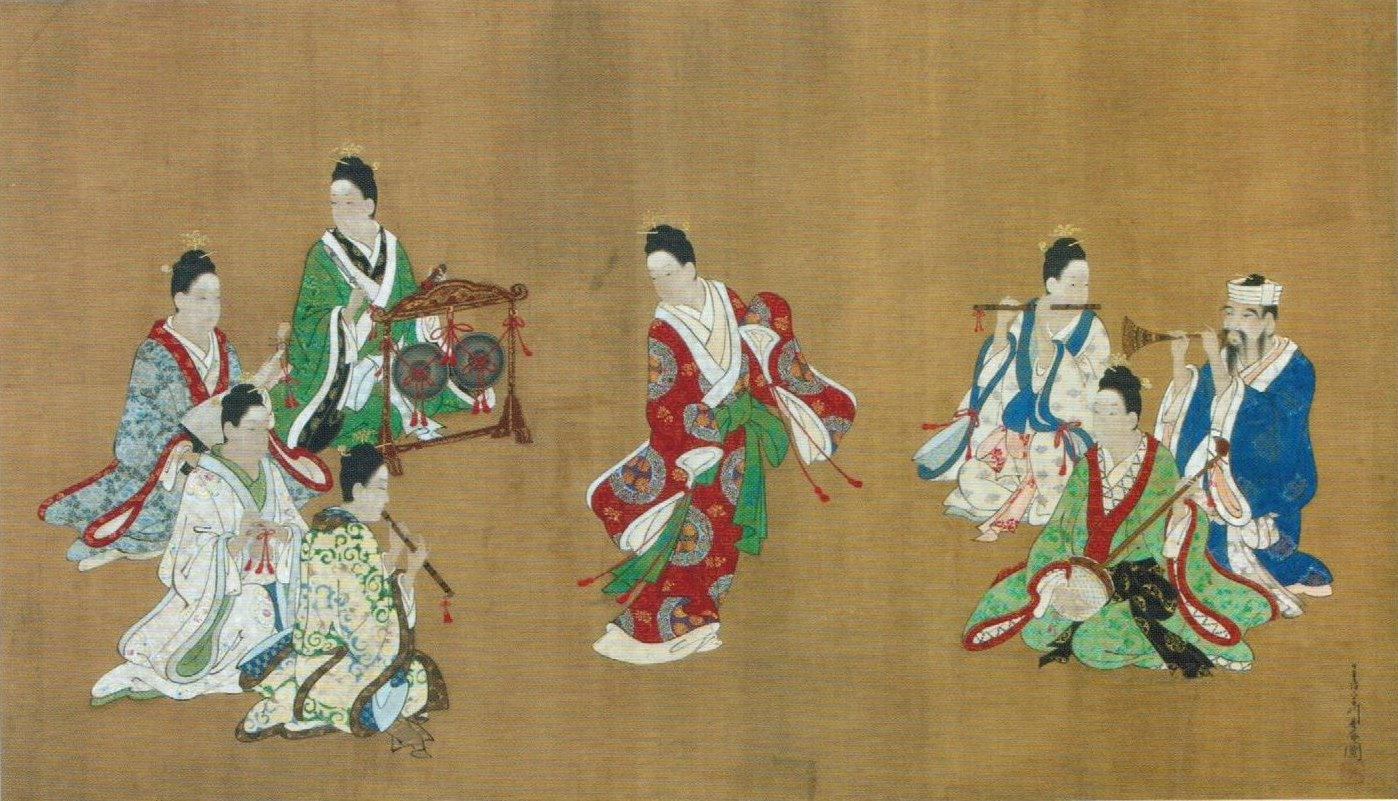
Gravura em seda retratando uma performance musical Chōshun, c. 1718

### Gravuras coloridas (metade do século XVIII)
Mesmo nas primeiras gravuras e livros monocromáticos, cor era adicionada à mão em casos especiais. A demanda por trabalhos coloridos no início do século XVIII era suprida por tan-e tan (丹), um tipo de pigmento feito com tetróxido de chumbo misturado a enxofre e salitre. As telas eram geralmente pintadas em tonalidades de laranja e, menos comumente, verde e amarelo. Trabalhos do tipo foram seguidos, na década de 1720, pela moda da tintura rosada beni-e beni (紅), produzida a partir de pétalas de cártamo, e, posteriormente, pela moda da tinta similar a laca urushi-eurushi (漆絵). Em 1744, deu-se o primeiro período de sucesso da gravura colorida, com o uso predominante de beni-e e verde vegetal. Os trabalhos dessa leva, gravados por meio de múltiplos blocos de madeira, um para cada tonalidade, eram conhecidos como benizuri-e benizuri (紅刷絵).

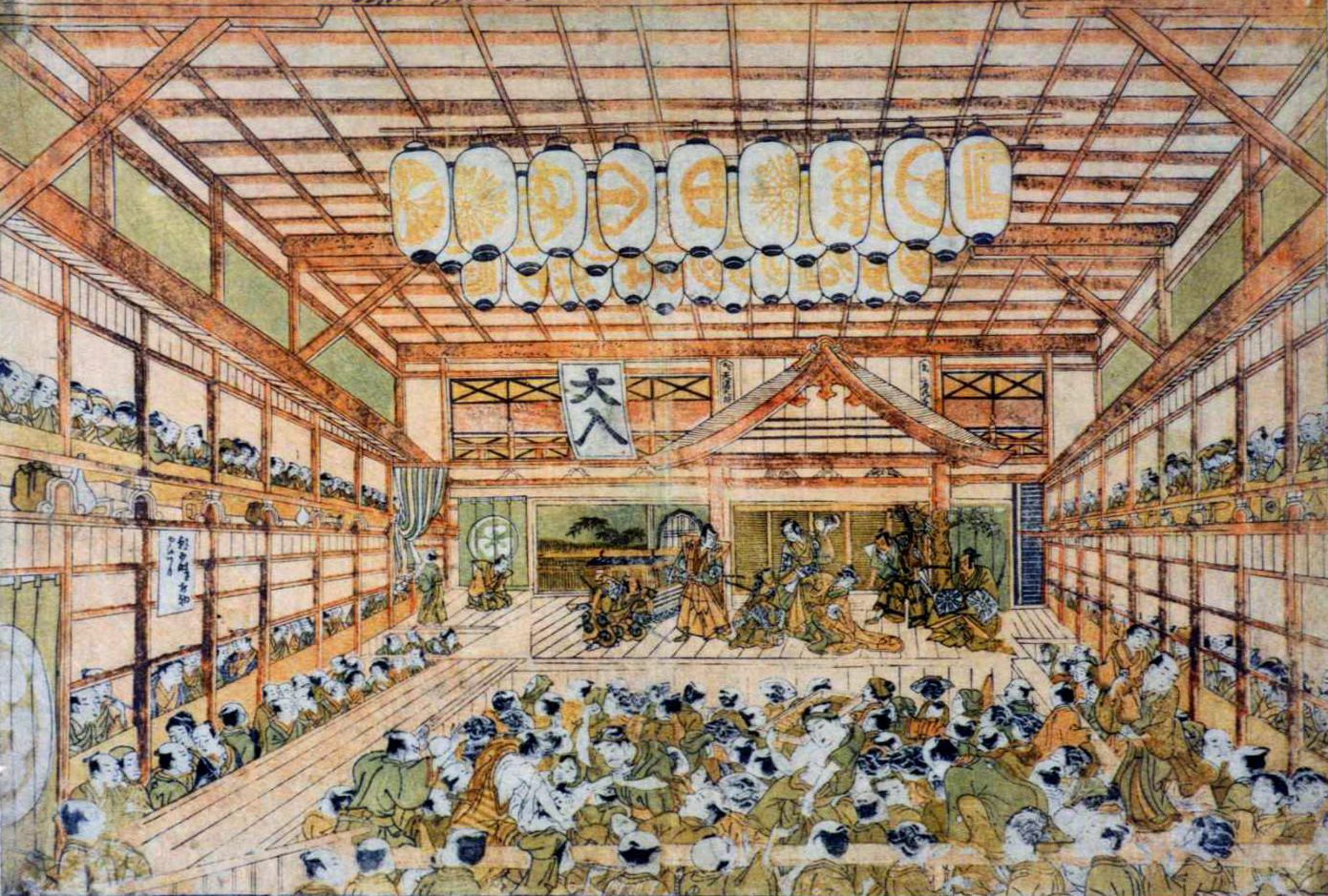
Perspectiva gráfica em estilo ocidental e intenso e complexo uso de cor estiveram entre as inovações de Okumura Masanobu.
Shibai ukie, c. década de 1790.

O artista Okumura Masanobu (1686 – 1764) teve grande papel durante o período de rápido desenvolvimento técnico na gravura entre o fim do século XVII e metade do século XVIII. Em 1707, ele montou uma loja onde combinava elementos das principais escolas artísticas da época a uma grande variedade de estilos, embora não tivesse pertencido a nenhuma delas. Entre as inovações de suas românticas e líricas criações visuais, estiveram a introdução de perspectiva, o que deu voz a um ramo especializado em perspectiva dentro do ukiyo-e, chamado de uki-e;  na década de 1740, as longas e delgadas gravuras hashira-e; e a combinação de artes gráficas e literatura em haikus de sua autoria.
A arte ukiyo-e atingiu seu pico de sucesso ao final do século XVII, com o advento das gravuras em rica quantidade e variedade de cor, avanço desenvolvido quando Edo voltou à prosperidade com reformas monetárias após um longo período de depressão. Estas populares peças multicoloridas vieram a ser chamadas nishiki-e imagem brocada (錦絵), e seu nome derivava da semelhança que suas vistosas cores tinham com os brocados chineses importados, conhecidos no Japão por shokkō nishiki. As primeiras gravuras dessa variante eram destinadas a calendários (絵暦, e-goyomi), desenvolvidas em múltiplos blocos, com papel de alta qualidade e com tintas fortes e opacas. Essas produções tinham o número dos dias de cada mês dispostos em meio ao seu desenho e eram distribuídas ao início do ano como presentes de "feliz ano novo" personalizados, carregando o nome do patrocinador em vez da assinatura do artista. Os blocos de talha para esses trabalhos eram posteriormente reusados para produção comercial, onde o nome do patrocinador era retirado e colocado o do artista responsável no lugar.
As delicadas e românticas gravuras de Hozumi Harunobu (1725 – 1770) estavam entre as primeiras a desfrutar de expressivos e complexos designs em cor, produzidas com mais de uma dúzia de blocos separados para manusear diferentes tonalidades cromáticas e meios-tons. Suas sóbrias e graciosas telas invocavam o classicismo da poesia waka e da pintura yamato-e. A prolificidade de Harunobu foi dominante na cena artística ukiyo-e de seu tempo. O sucesso de suas coloridas nishiki-e de 1765 em diante levou a um declínio de demanda por trabalhos de paletas limitadas como benizuri-e e urushi-e.
Uma tendência contra o idealismo dos trabalhos de Harunobu e da escola Torii se desenvolveu após a morte do artista em 1770. Katsukawa Shunshō (1726 – 1793) e sua escola passaram a criar retratos de atores de kabuki com uma maior fidelidade às características físicas dos modelos, se comparados ao que era até então produzido. Koryūsai (1735 – c. 1790) e Kitao Shigemasa (1739 – 1820), proeminentes retratistas de mulheres, trouxeram um novo foco para o gênero, afastando-o da influência do idealismo de Harunobu, direcionando-o à moda urbana e trazendo para o centro temático cortesãs reais e geishas. Koryūsai foi talvez o mais atuante artista ukiyo-e do século XVII, produzindo maior número de pinturas e séries de gravuras que qualquer outro de gerações passadas. A escola Kitao que Shigemasa fundou foi uma das ramificações dominantes de escolas nas últimas décadas do século XVIII.
Na década de 1770, Utagawa Toyoharu produziu um grande número de gravuras uki-e que demonstravam maestria em técnicas ocidentais de perspectiva. Os trabalhos de Toyoharu ajudaram a transformar as paisagens em temática comum para ukiyo-e, uma vez que, antes disso, elas serviam apenas como fundo de retratos humanos. No século XIX, as técnicas ocidentais de perspectiva foram completamente absorvidas pela cultura artística nipônica e passaram a ser empregadas nas refinadas paisagens de artistas como Hokusai e Hiroshige, este último enquanto membro da escola Utagawa, fundada por Toyoharu. Esta escola se transformou numa das mais influentes da época e produziu trabalhos numa muito maior variedade de estilos e modalidades que qualquer outra.

Trabalhos de ukiyo-e com apurado uso de cor
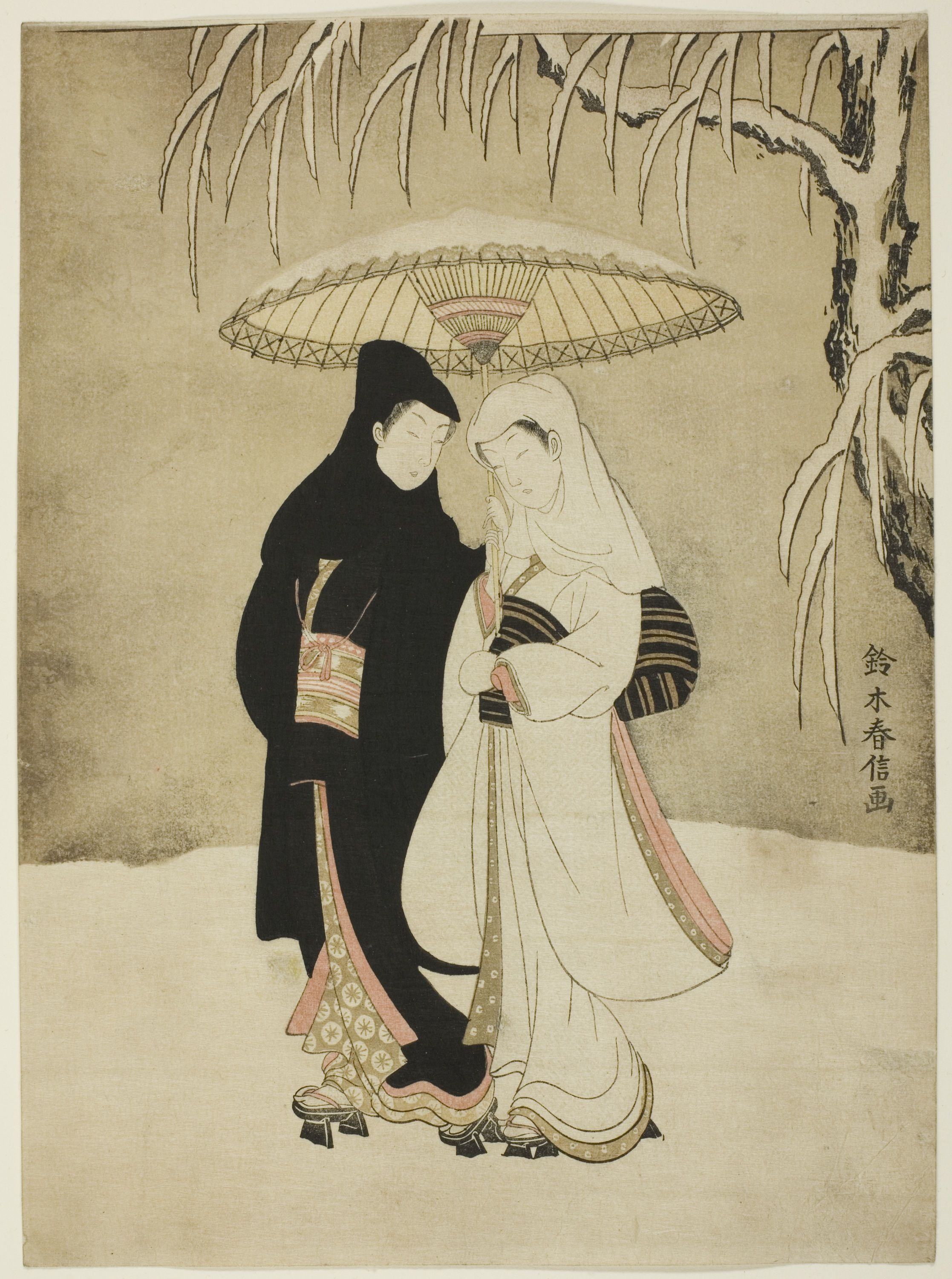
Dois amantes na neve debaixo do guarda-chuva Mitate de Harunobu, c. 1767
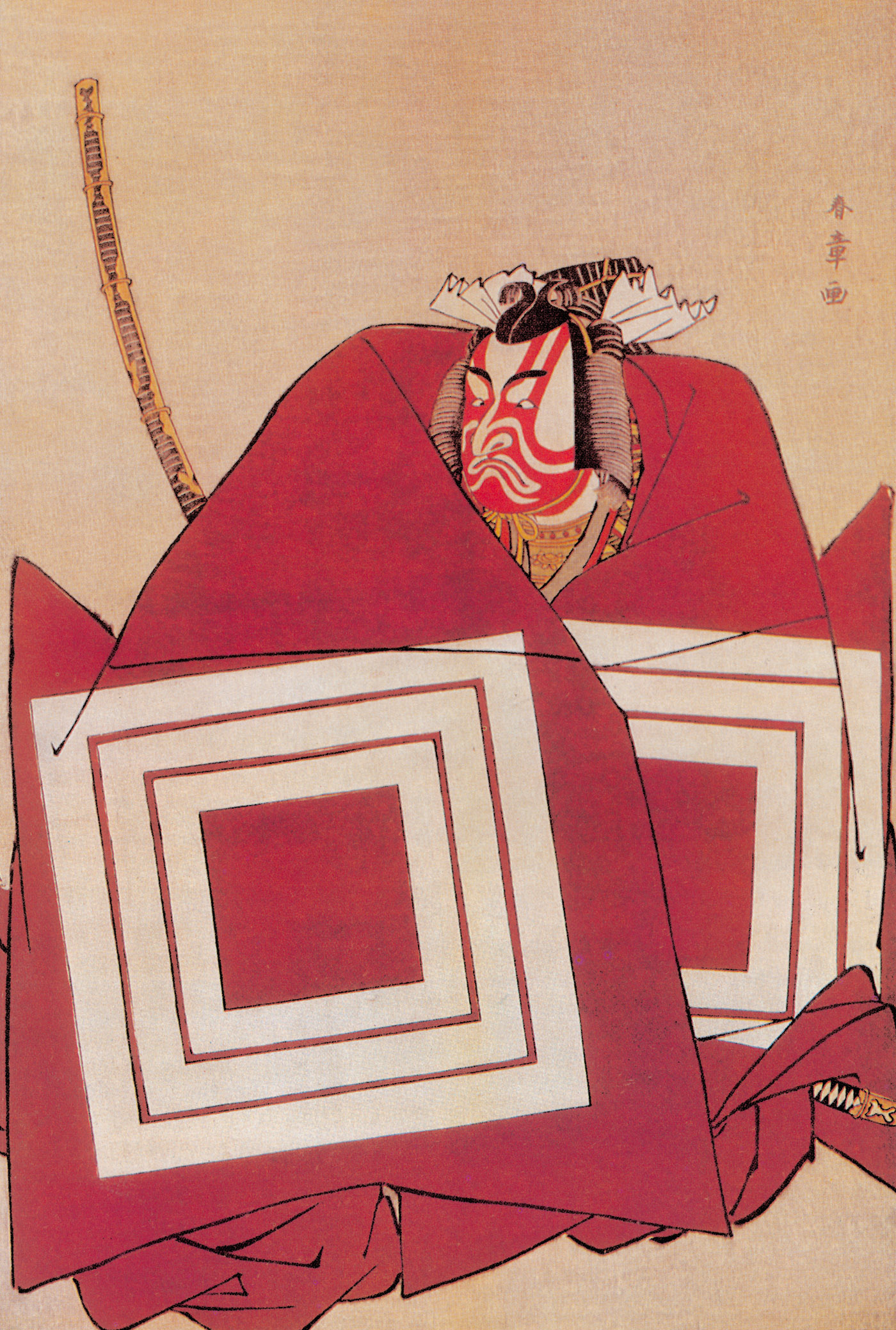
Ichikawa Danjuro V em Shibaraku Shunshō, 1777
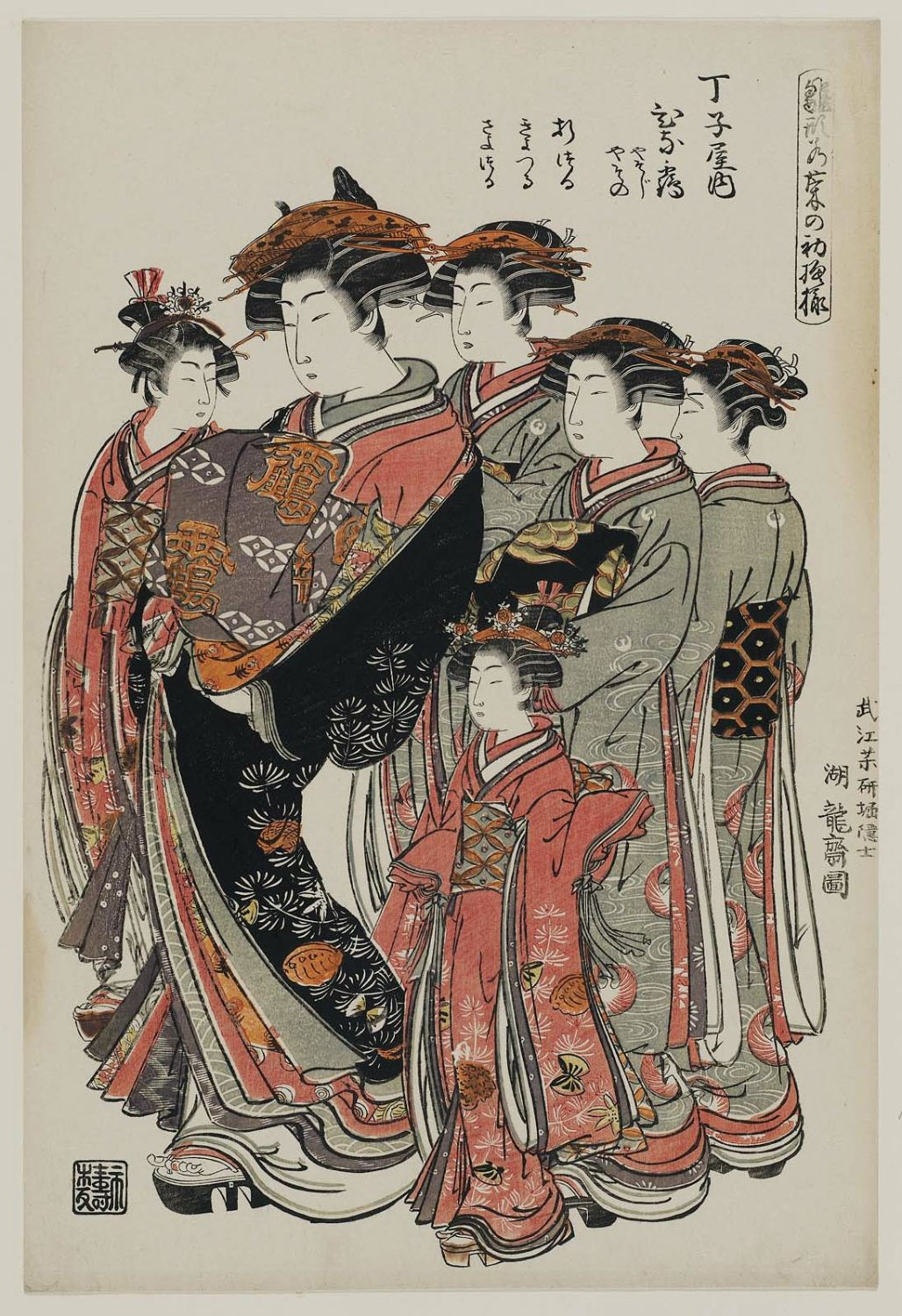
Chōjiya uchi hinazuru Koryūsai, c. 1778 – 80
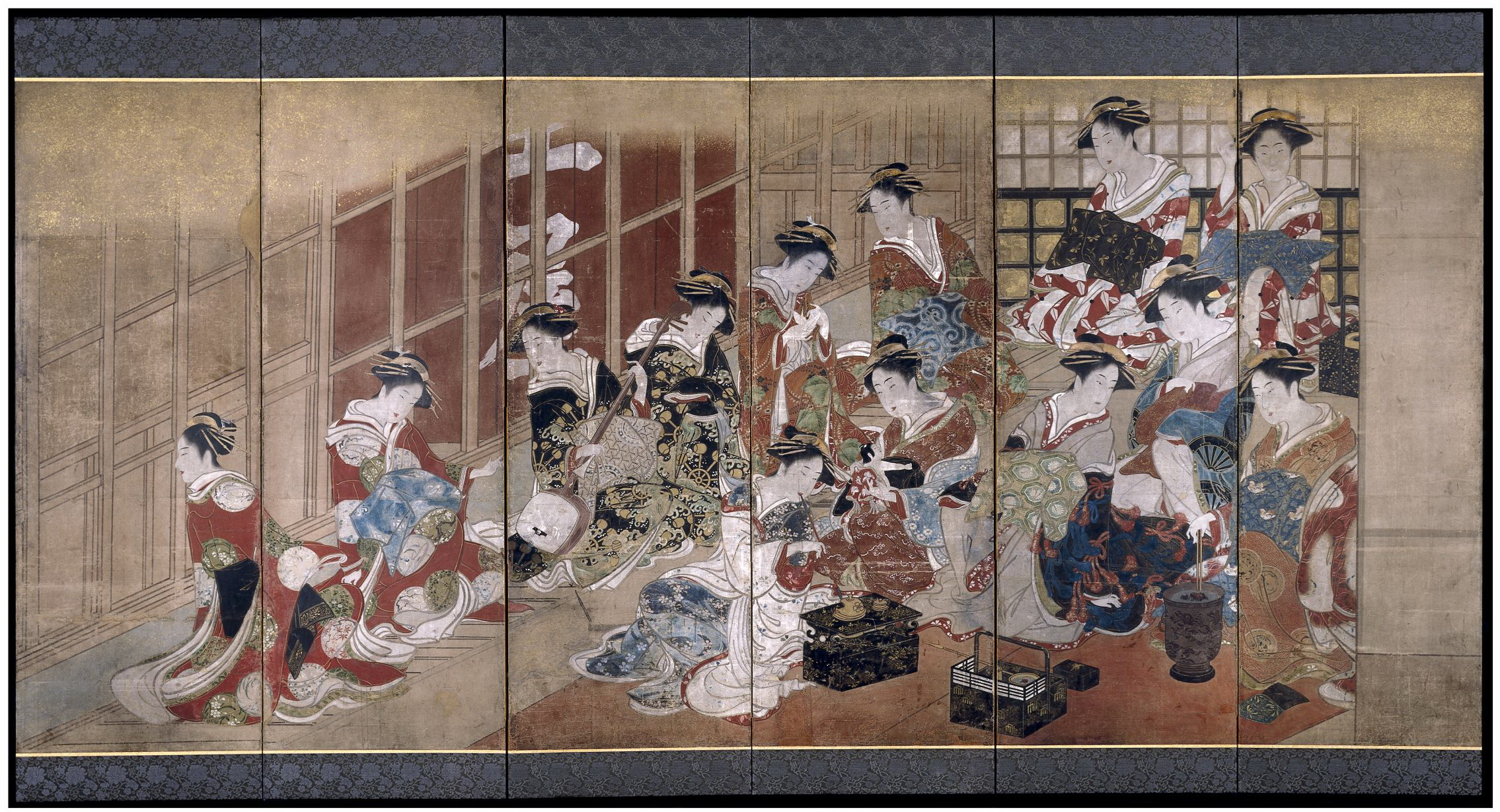
Cortesãs da casa Tamaya (pintura) Toyoharu, c. 1770–1780
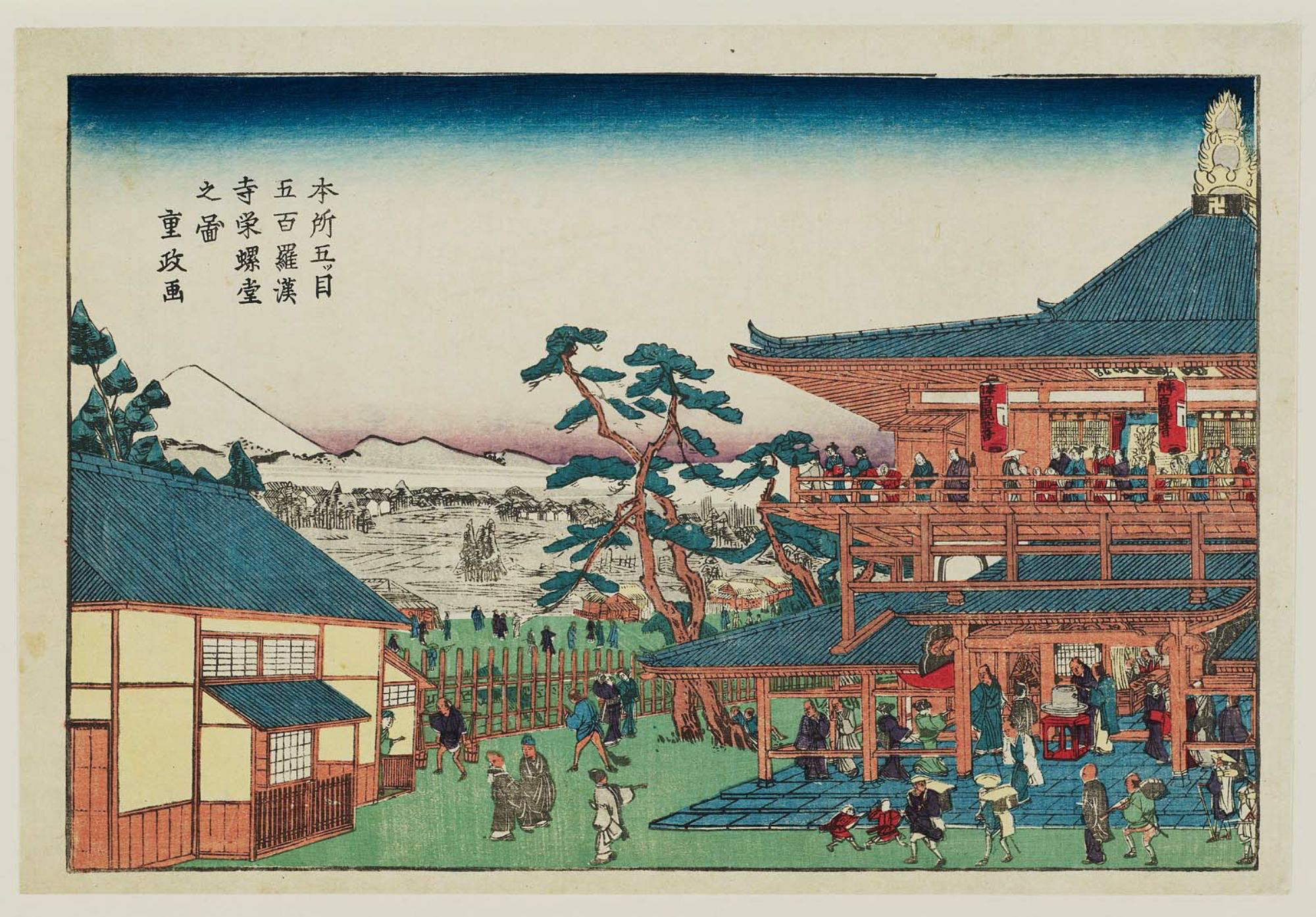
Honjo Itsutsume Gohyaku Rakan-ji Sazaidô no zu Shigemasa, fim do período Edo

### Auge (final do século XVIII)

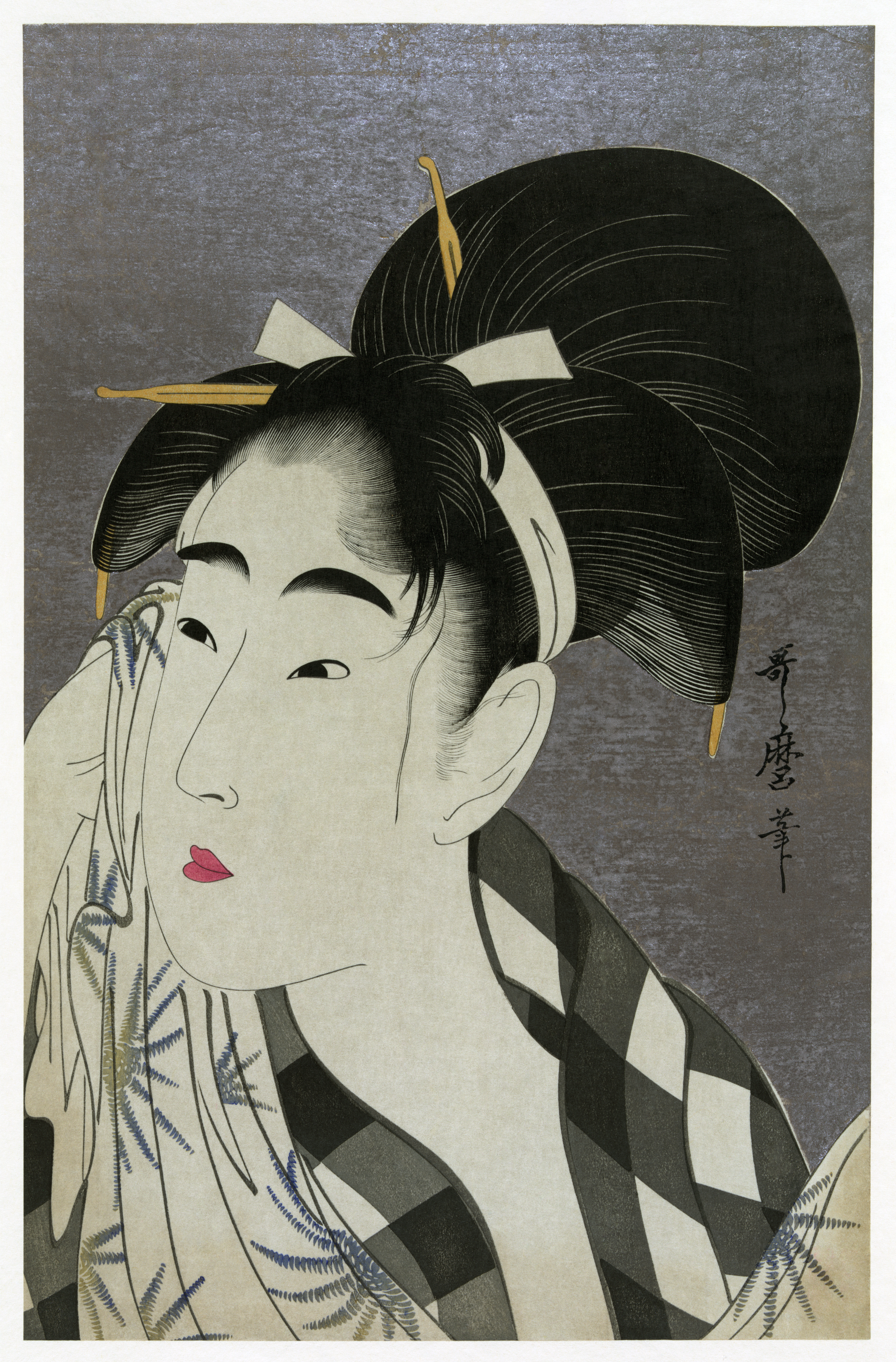
Ase o fuku onna
Utamaro, 1798.

Enquanto a sociedade japonesa via no final do século XVIII tempos difíceis economicamente, presenciou-se na mesma época o auge do gênero em quantidade e qualidade de trabalhos, particularmente durante a era Kansei (1789 – 1791). O ukiyo-e do período das reformas Kansei trouxe foco à beleza e à harmonia, foco este que acabou entrando em colapso no século seguinte, quando as reformas acabaram-se e as tensões políticas aumentaram, culminando na restauração Meiji, de 1868.
Na década de 1780, Torii Kiyonaga (1752 – 1815), da escola Torii, retratava tradicionais temas do ukiyo-e, como belezas femininas e cenas urbanas, produzidas em amplas folhas de papel, sempre como dípticos ou trípticos horizontais. Seus trabalhos distanciavam-se das paisagens poéticas de Harunobu, optando por retratos realistas de formas femininas idealizadas, vestidas de acordo com a moda vigente, a posar em locações cênicas. Ele também produzia retratos de atores de kabuki no estilo realista, além de músicos e coros.
Uma lei entrou em vigor em 1790 requisitando que gravuras passassem por um processo de avaliação para que pudessem ser vendidas. A censura cresceu com rigor nas décadas seguintes, e violadores recebiam severa punição. De 1799 em diante, mesmo rascunhos iniciais necessitavam de aprovação. Em 1801, um grupo de infratores da escola Utagawa, que incluía Utagawa Toyokuni, teve seu trabalho reprimido. Kitagawa Utamaro foi preso em 1804 por criar gravuras do líder político e militar do século XVI Toyotomi Hideyoshi.
Utamaro (c. 1753 – 1806) conquistou grande renome na década de 1790 com seu bijin ōkubi-e ("retratos de belas mulheres com cabeça grande"), focando nas cabeças e na parte superior do tronco das figuras, estilo esse então já empregado em retratos de atores de kabuki. Utamaro experimentou com traços, cores e técnicas para criar inovações em características físicas, expressões e fundos de temas a partir de uma vasta variedade de influências. As belezas individualizadas de Utamaro possuíam nítido contraste com as imagens estereotípicas que até então eram usuais. Ao fim da década, especialmente após a morte de seu patrono, Tsutaya Jūzaburō, em 1797, a prodigiosa produtividade de Utamaro decaiu em qualidade e assim continuou até sua morte, em 1806.
Aparecendo de repente em 1794 e desaparecendo tão de repente quanto dez meses depois, as gravuras do enigmático Tōshūsai Sharaku estão entre as mais conhecidas do ukiyo-e. Sharaku produziu notáveis retratos de atores de kabuki, introduzindo grande nível de realismo nos trabalhos do gênero, enfatizando em sua produção as diferenças entre o ator e o personagem retratado. Os expressivos e contorcidos rostos que ele criava contrastavam nitidamente com as faces serenas, semelhantes a máscaras, que eram produzidas mais comumente por grandes artistas como Harunobu ou Utamaro. Publicado por Tsutaya, o trabalho de Sharaku encontrou resistência e, em 1795, sua entrega cessou tão misteriosamente quanto surgiu, sendo sua identidade real até hoje desconhecida. Utagawa Toyokuni (1769 – 1825) produzia retratos do kabuki em um estilo mais acessível e foi melhor recebido pela comunidade de Edo, dando ênfase a posturas dramáticas e evitando o realismo de Sharaku.
Um consistente alto nível de qualidade marcou o gênero no final do século XVIII, mas os trabalhos dos mestres desse tempo foram ofuscados pelo legado de Utamaro e Sharaku. Um dos seguidores de Kiyonaga, Chōbunsai Eishi (1756 – 1829), abandonou sua posição de pintor particular do Shogun Tokugawa Ieharu para produzir arte ukiyo. Ele trouxe um refinado senso em seus retratos de esguias e graciosas cortesãs, além de ter deixado como legado notáveis estudantes. Com um traço fino, Eishōsai Chōki (fl. 1786 – 1808) retratou delicadas figuras femininas. Quando o período Edo encaminhava-se para o final, a escola Utagawa veio a dominar a produção de ukiyo-e.
Edo foi o centro primário da produção no decorrer desse período. A região de Kamigata (上方), que hoje constitui Kyoto e Osaka, foi outro grande centro criativo. Em contraste à grande gama temática das peças de Edo, as de Kamigata tendiam a retratar somente figuras do kabuki. O estilo regional era pouco distinto do de Edo até o final do século XVIII, em parte por causa da constante transição de artistas entre as duas áreas do país. As cores adotadas costumavam ser mais leves e com pigmentos mais espessos. No século XIX, muitas dessas produções passaram a ser concebidas por fãs de kabuki e amadores.

Mestres do período de auge
Onna yu Kiyonaga, c. 1780
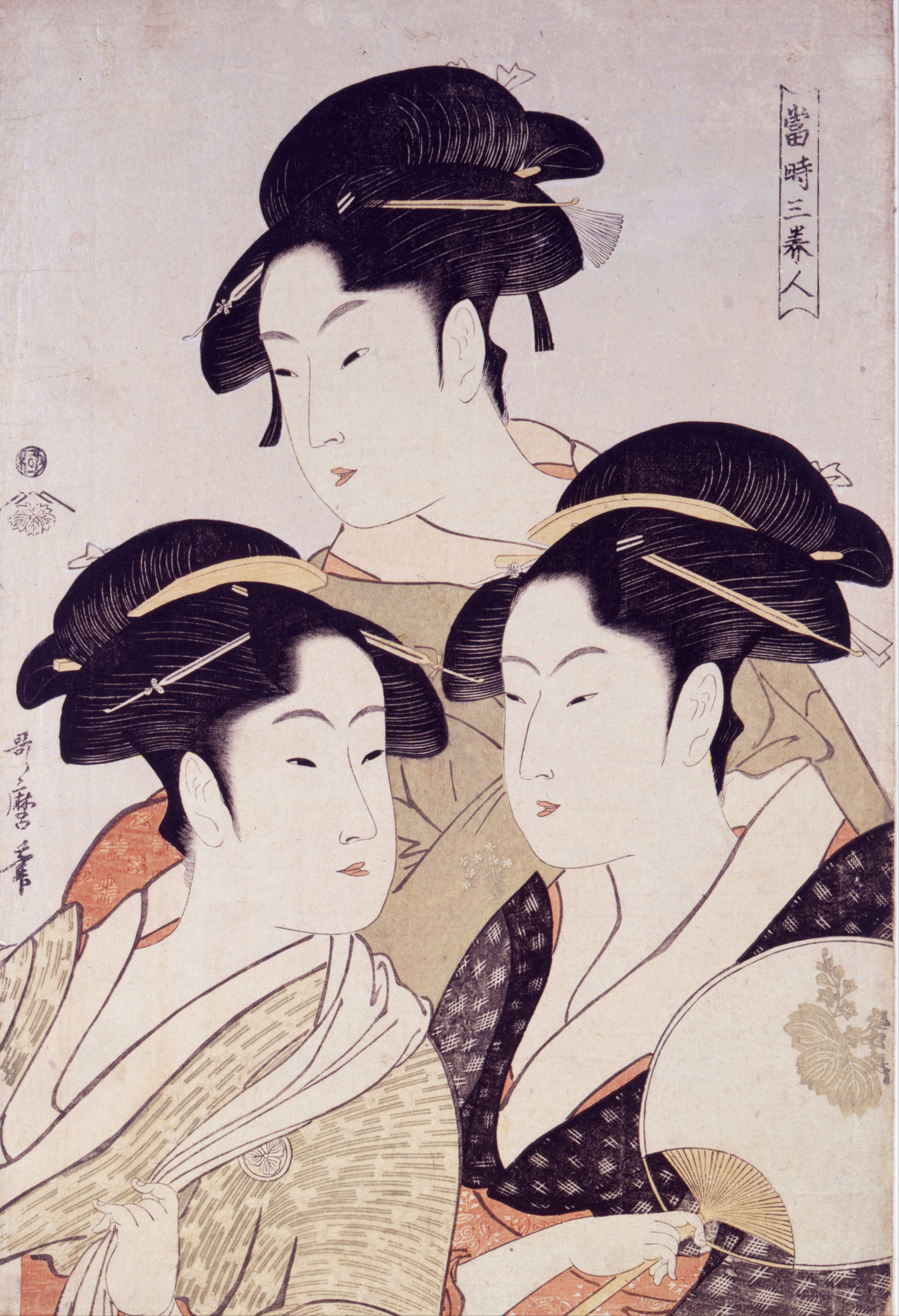
Três belezas famosas Utamaro, c. 1793
Sawamura Sojurō III como Ogishi Kurando Sharaku, 1794
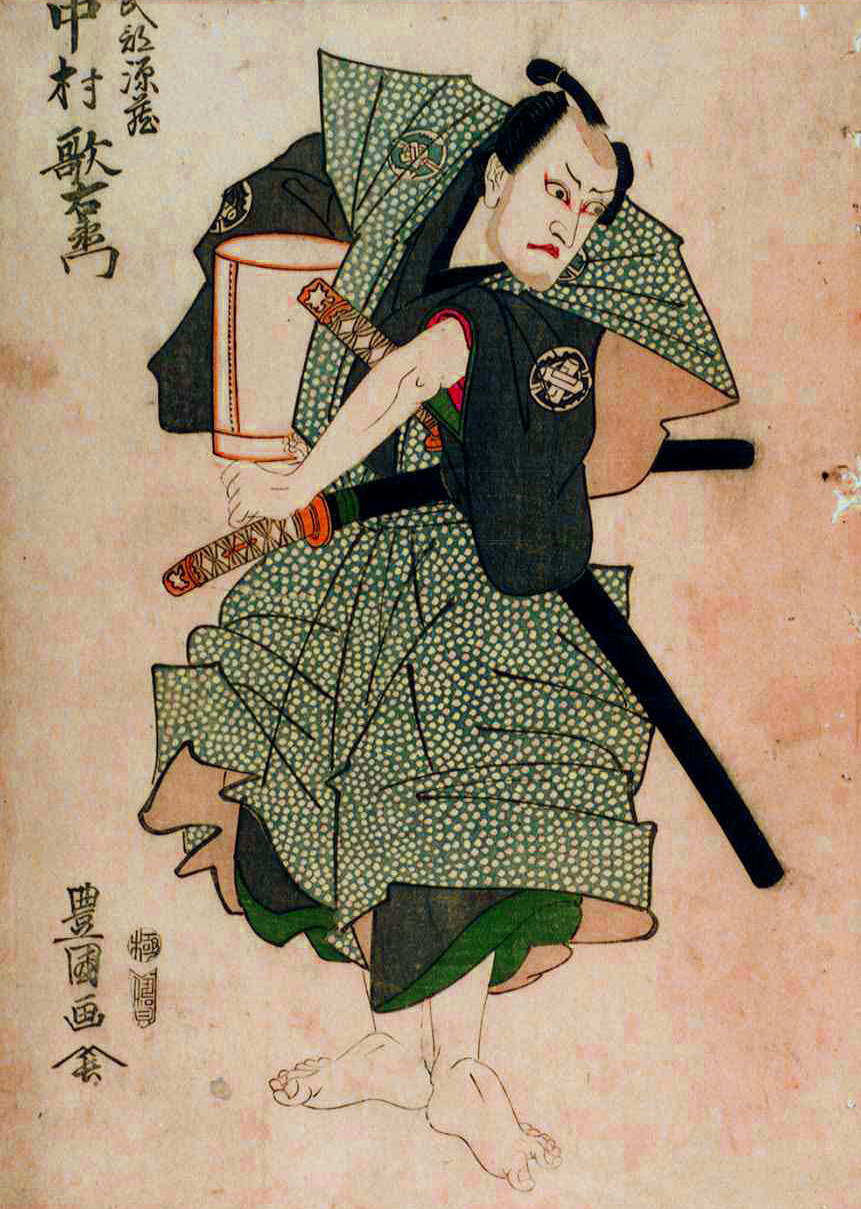
Utaemon Nakamura III como Genzō Takebe Toyokuni, c. 1800
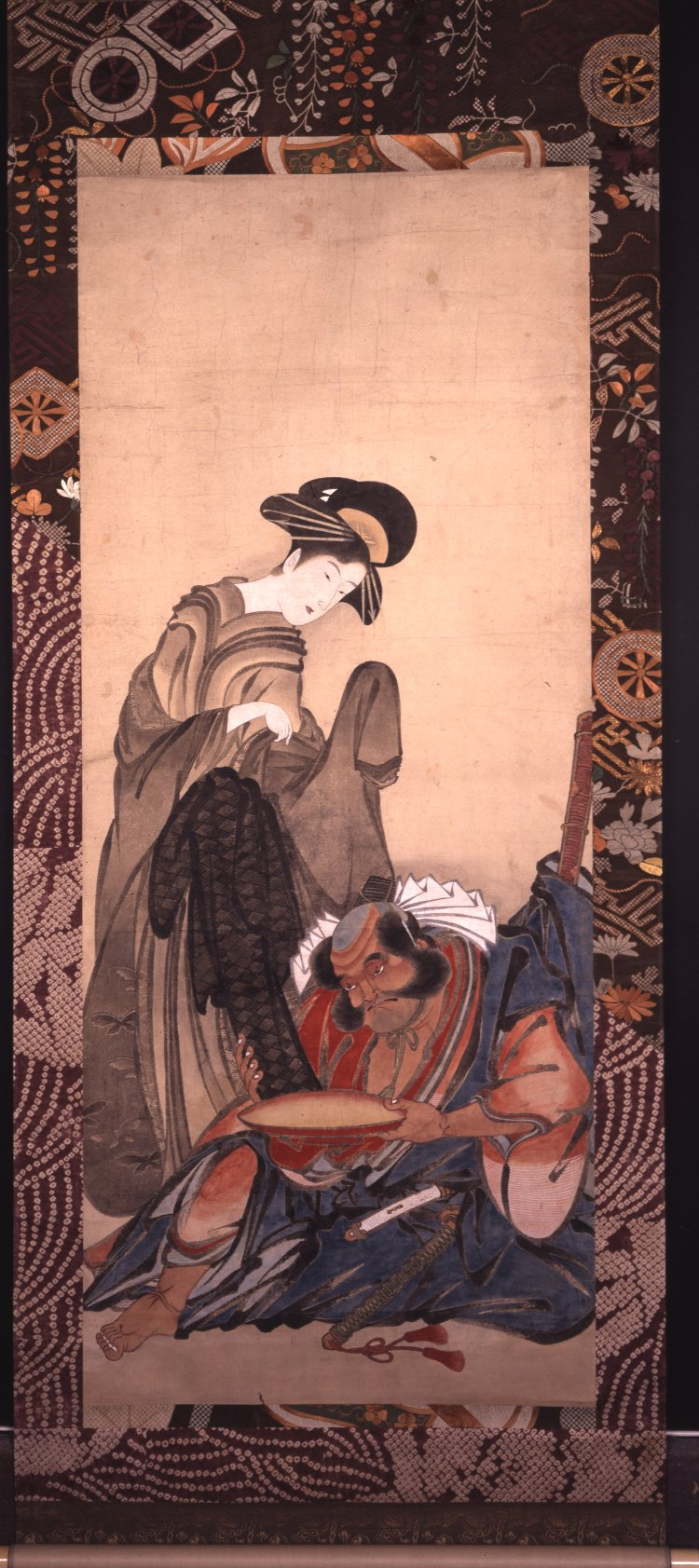
Cortesã e Asahina Chōki, c. 1793 – 1801

### Florescimento tardio: natureza e paisagens (século XIX)
Com as reformas Tenpō de 1841–43, a exibição exterior de luxo passou a ser reprimida, incluindo a arte de representação de cortesãs e atores. Como resultado, muitos artistas do gênero passaram a retratar cenas de viagem e imagens da natureza em suas criações, especialmente pássaros e flora. Paisagens tinham perdido representatividade na arte desde Moronobu, embora constituíssem importante elemento criativo nos trabalhos de Kiyonaga e Shuncho. Somente ao final do período Edo, trabalhos com essa temática passaram a constituir uma vertente independente, especialmente por meio da obra de Hokusai e Hiroshige, que acabou por dominar o uso da perspectiva em ukiyo-e, embora a vertente não tivesse registrado grande passado histórico de exploração desse aspecto antes dos mestres do final da era. A principal característica da arte de paisagem japonesa (名所絵, meisho-e) era o fato de que diferia da tradição ocidental por depender mais da imaginação, composição e atmosfera e menos da observação da natureza.
O autoproclamado "pintor louco" Hokusai (1760 – 1849) desfrutou de longa e variada carreira. Seu trabalho é marcado pela falta do sentimentalismo usualmente comum ao ukiyo-e e pelo foco no formalismo de influência ocidental. Entre seus feitos, estão ilustrações para trabalhos literários de Takizawa Bakin, séries de sketchbooks — a mais famosa delas chamada  (北斎漫画, esboços de Hokusai) — e sua popularização da paisagem enquanto vertente, sobretudo com a série "Trinta e Seis Vistas do Monte Fuji", que inclui seu mais conhecido trabalho, A Grande Onda de Kanagawa, que também é uma das mais famosas peças de arte japonesa de todos os tempos. Em contraste ao trabalho dos velhos mestres, as cores de Hokusai eram arrojadas, lisas e abstratas, e suas temáticas não tinham relação com as zonas de meretrício, mas dialogavam com vida comum e o ambiente da classe trabalhadora. Mestres consagrados, como Keisai Eisen, Utagawa Kuniyoshi e Utagawa Kunisada também seguiram os passos de Hokusai rumo às paisagens na década de 1830, produzindo trabalhados de composição ousada e impressionantes efeitos.
Embora não tivessem conquistado a mesma atenção e prestígio de seus mais conhecidos predecessores, surgiram alguns mestres na escola Utagawa no período de declínio. O prolífico Kunisada (1786 – 1865) teve alguns rivais na tradição de concepção de retrato de cortesãs e atores. Eisen (1790 – 1848), um deles, também era adepto da representação de paisagens. O talvez último membro significativo dessa época, Kuniyoshi (1797 – 1861), passou por uma variedade de estilos e temáticas, tanto quanto Hokusai em sua trajetória. Seus cenários históricos de guerreiros em violento combate ganharam popularidade, especialmente suas séries de heróis de "Suikoden" (1827 – 30) e "Chūshingura" (1847). Ele também atuava representando natureza e cenas satíricas — esta segunda, uma área raramente explorada dentro da conjuntura ditatorial da era Edo — sobre assuntos que ousava enfrentar, dados os sinais de enfraquecimento do shogunato à época.
Hiroshige (1797 – 1858) foi considerado o maior rival de Hokusai, graças à sua envergadura artística e influência. Ele especializou-se em imagens de pássaros e flores e de serenas paisagens, sendo mais conhecido por suas séries de viagem, tais como "As Cinquenta e Três Estações da Tōkaidō". Sua obra era mais realista, sutilmente colorida e mais atmosférica que a de Hokusai. A natureza e as estações eram elementos chave, e névoa, chuva, neve e o luar desempenhavam importante papel em suas composições. Os seguidores de Hiroshige, incluindo seu filho adotivo Hiroshige II e seu genro Hiroshige III, carregaram a tradição estilística de seu mestre na era Meiji.

Mestres do período tardio
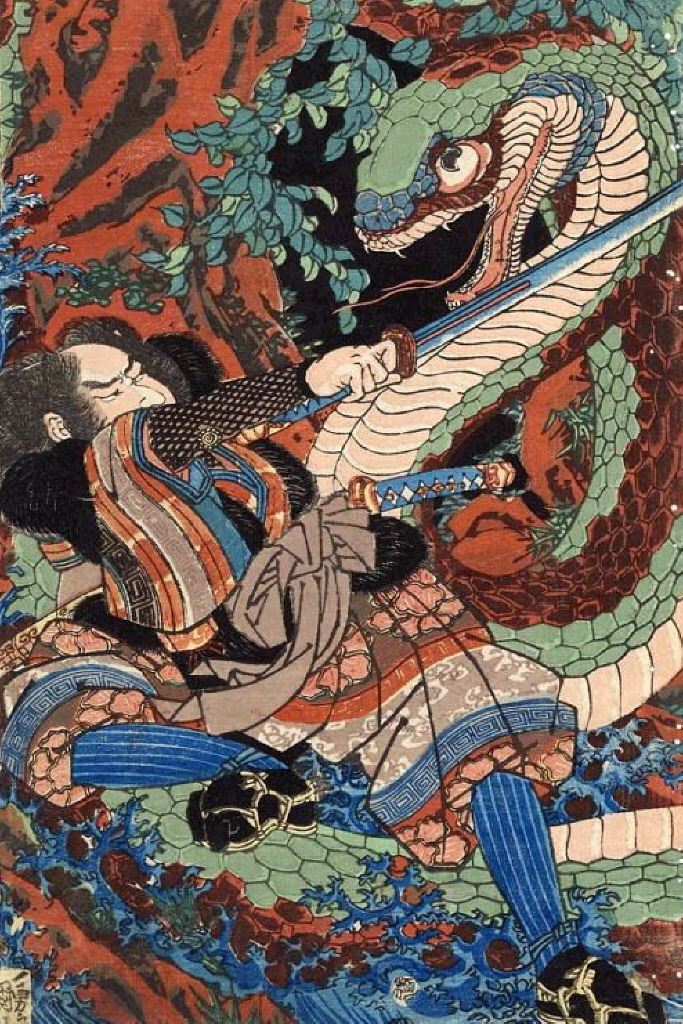
Peça da série Suikoden Kuniyoshi, 1830
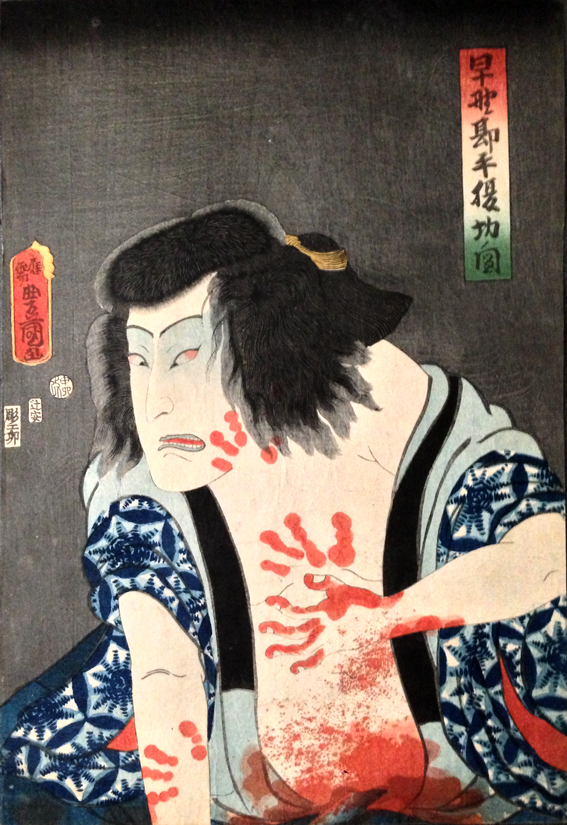
Nakamura Fukusuke como Hayano Kampei a cometer seppuku Kunisada, c. 1860
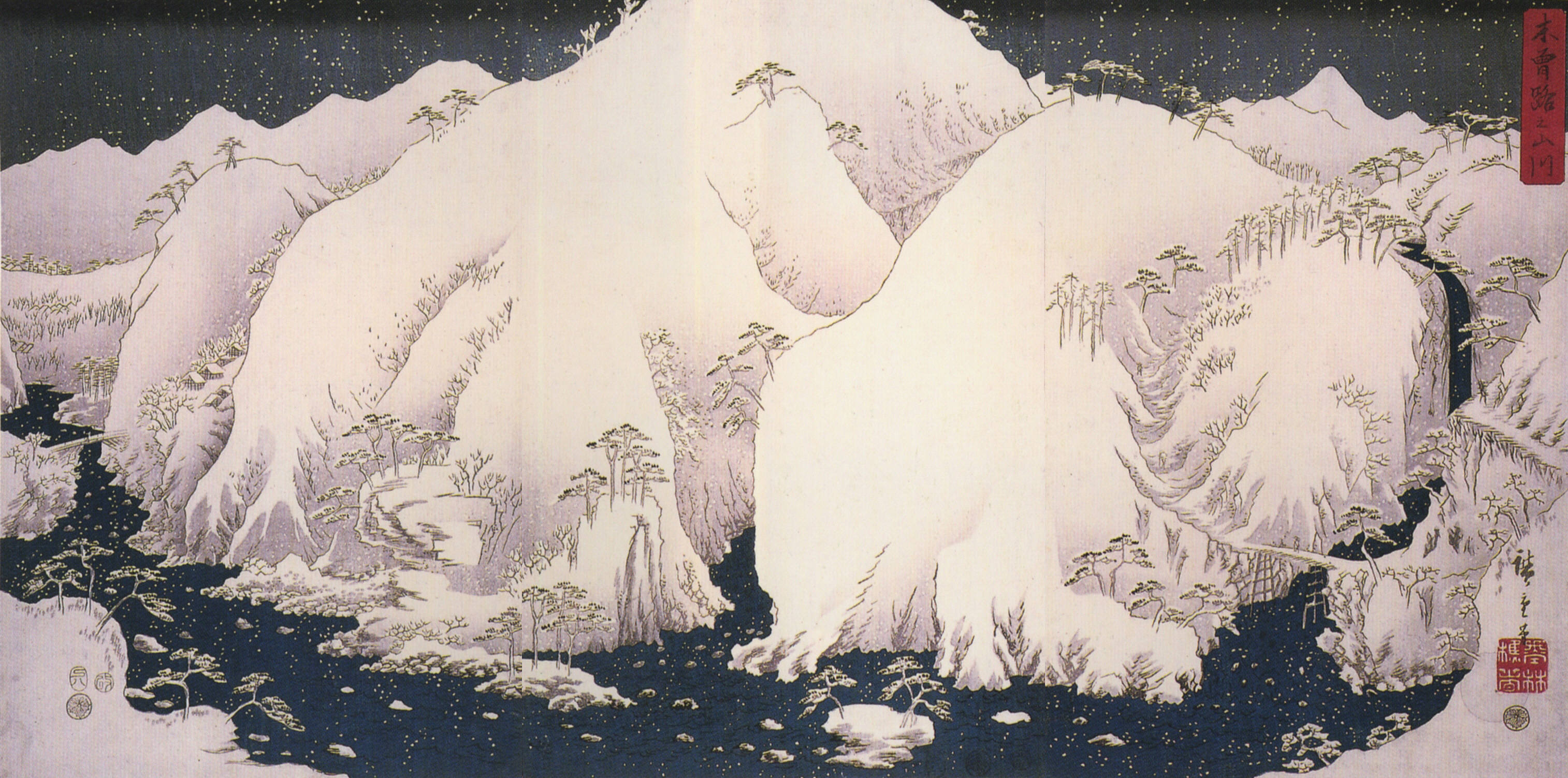
Kisoji no yamakawa Hiroshige, 1857
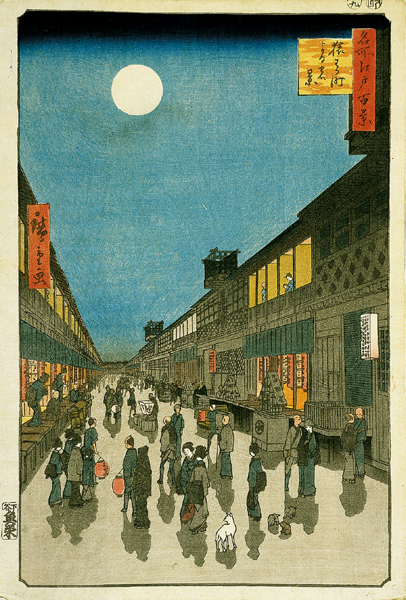
Saruwaka-machi Yoru no Kei Hiroshige, 1856

### Declínio (final do século XIX)
Após as mortes de Hokusai e Hiroshige e a restauração Meiji de 1868, o gênero sofreu forte declínio tanto em quantidade quanto em qualidade. Com a rápida ocidentalização que aconteceu na era Meiji, a xilogravura foi transformada em serviço ao jornalismo, passando a disputar terreno com a fotografia. Praticantes da "pura" ukiyo-e tornavam-se cada vez mais raros, e o gosto popular se afastou do gênero artístico, que se tornou patrimônio remanescente de uma era obsoleta. Artistas continuaram a produzir trabalhos notáveis ocasionalmente, porém, por volta da década de 1890, a tradição dava sinais de desvanecimento.
Na segunda metade do século XIX, pigmentos sintéticos importados da Alemanha começaram a substituir os tradicionais e orgânicos. Muitas gravuras dessa era faziam extensivo uso de vermelho brilhante e por isso eram conhecidas como aka-e imagens vermelhas (赤絵). Artistas como Yoshitoshi (1839 – 1892) lideraram a tendência da década de 1860 de representação de cenas macabras retratando assassinatos e fantasmas, monstros e criaturas sobrenaturais (妖怪, yōkai), além de lendários heróis japoneses e chineses. Seu trabalho Cem Aspectos da Lua (1885–92) retrata uma variedade de temas fantásticos (Kaidan) e mundanos com motivos relacionados à Lua. Kobayashi Kiyochika (1847 – 1915) tornou-se conhecido por seus trabalhos de documentação da rápida modernização de Tóquio, como por exemplo registros artísticos de construção de ferrovias, e por suas representações da Primeira Guerra Sino-Japonesa e da Guerra Russo-Japonesa. Um dos primeiros pintores da escola Kanō na década de 1870, Toyohara Chikanobu (1838 – 1912), migrou para a gravura, retratando sobretudo a Casa Imperial do Japão e cenários de influência ocidental na vida japonesa do período Meiji.

Ukiyo-e da era Meiji
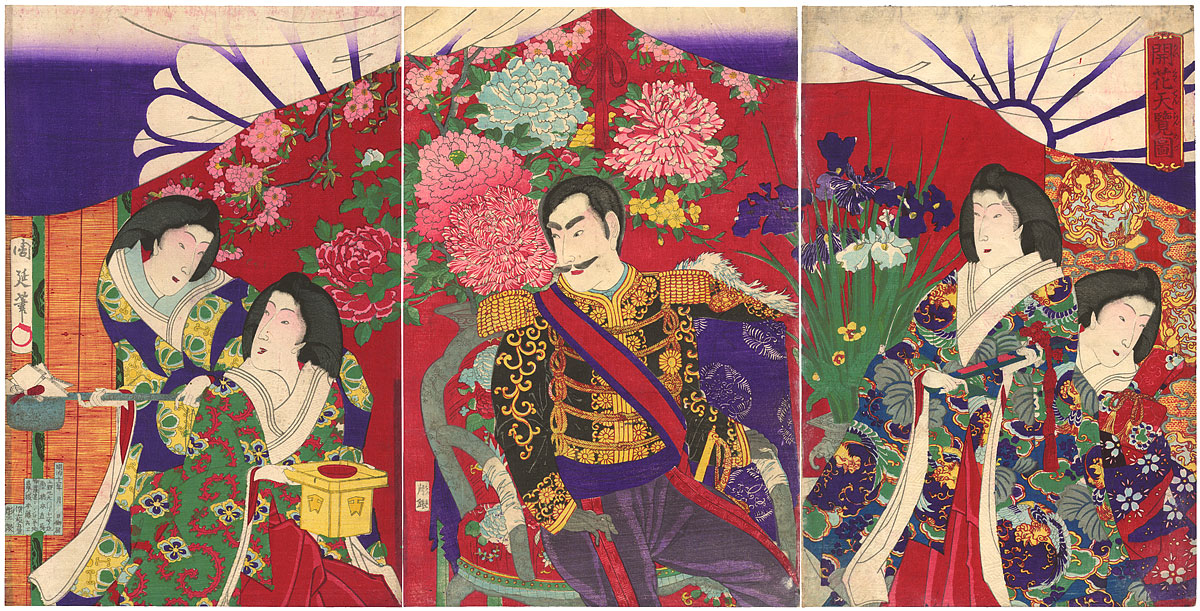
Kaika tenran no zu Chikanobu, 1878
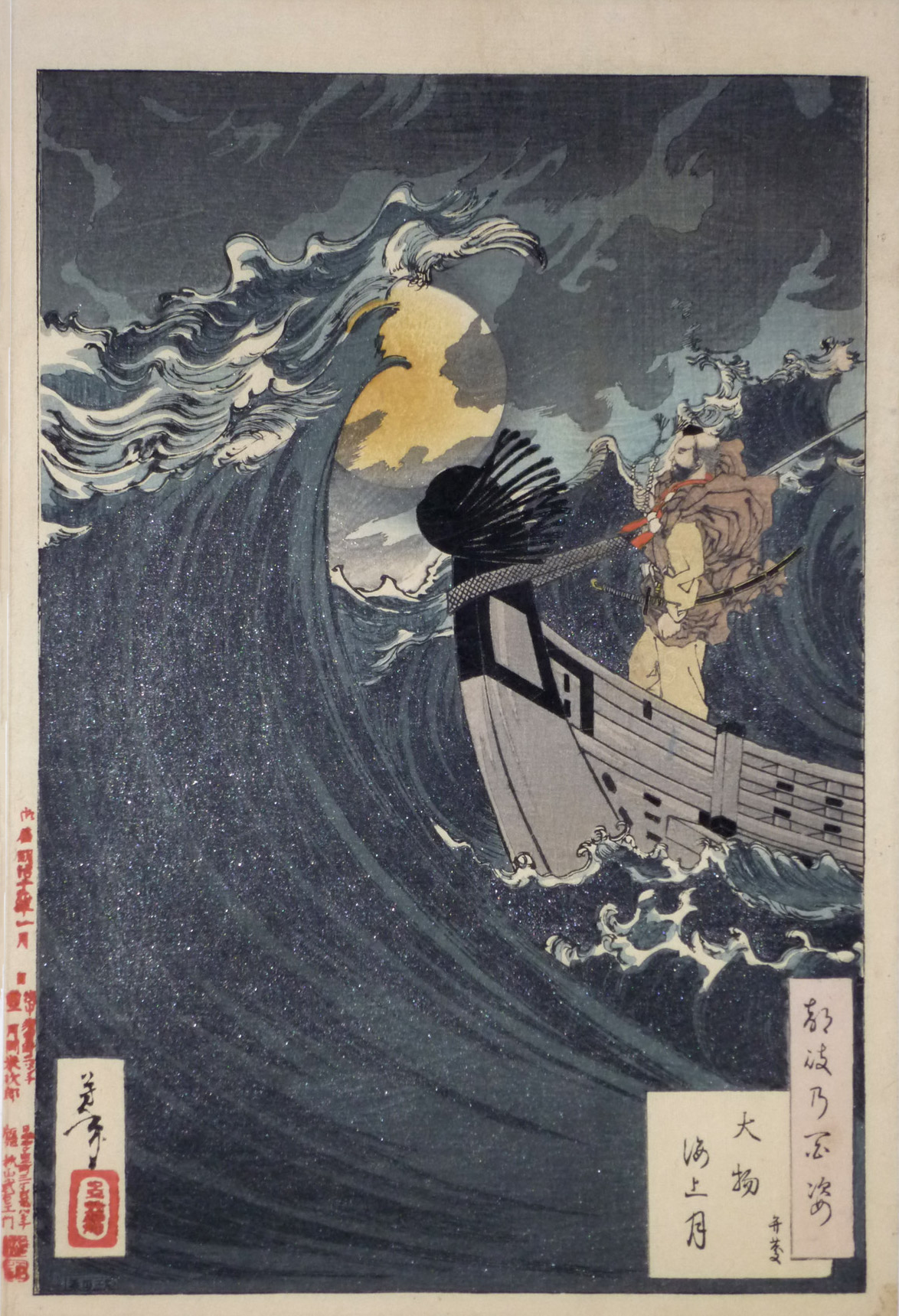
Peça da série Cem aspectos da Lua Yoshitoshi, 1891
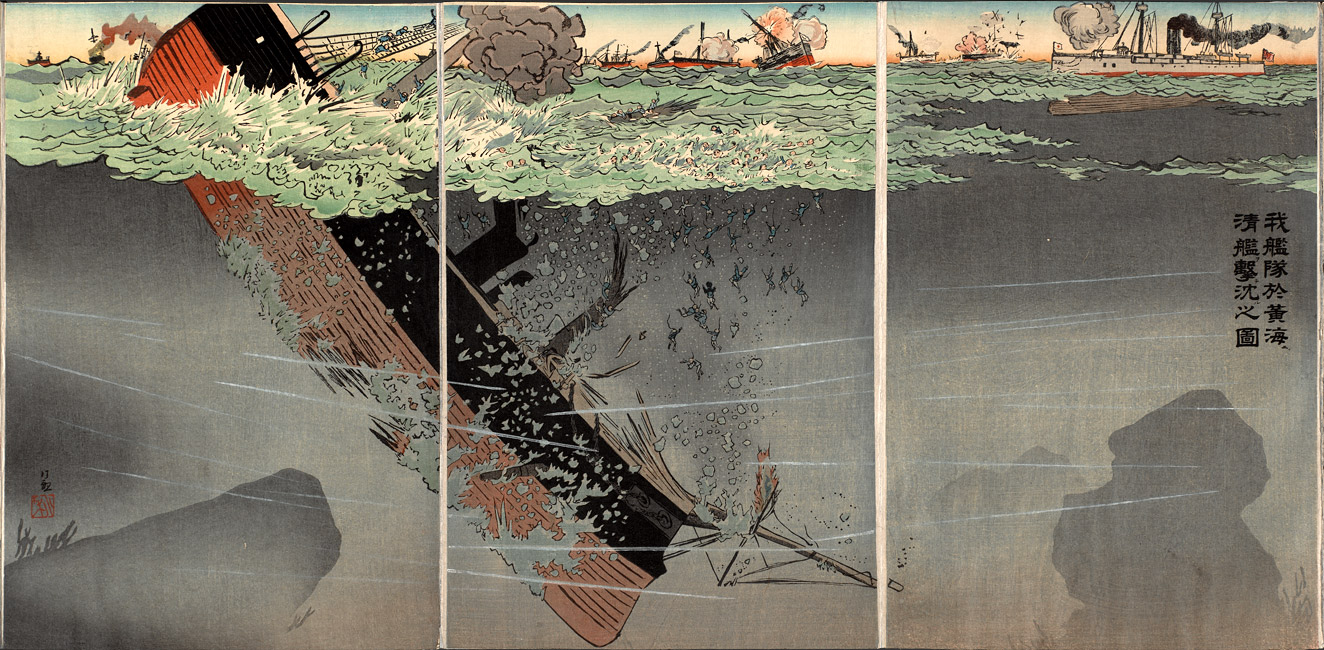
Waga kantai Kôkai ni oite Shinkan gekichin no zu Kiyochika, 1904

### Introdução no ocidente
Com exceção de comerciantes holandeses que mantinham negócios com o Japão desde a era Edo, ocidentais deram pouca atenção à arte nipônica até metade do século XIX. Mesmo quando o interesse surgia, pouco a diferenciavam do resto da produção oriental. O naturalista sueco Carl Peter Thunberg dedicou um ano de trabalho à missão comercial neerlandesa de Dejima, próxima a Nagasaki, e foi um dos primeiros ocidentais a colecionar trabalhos gráficos japoneses. Após o início das exportações de ukiyo-e, que lentamente começaram a crescer ainda no início do século XIX, a coleção do negociante mercador Isaac Titsingh passou a despertar atenção de apreciadores de arte em Paris.

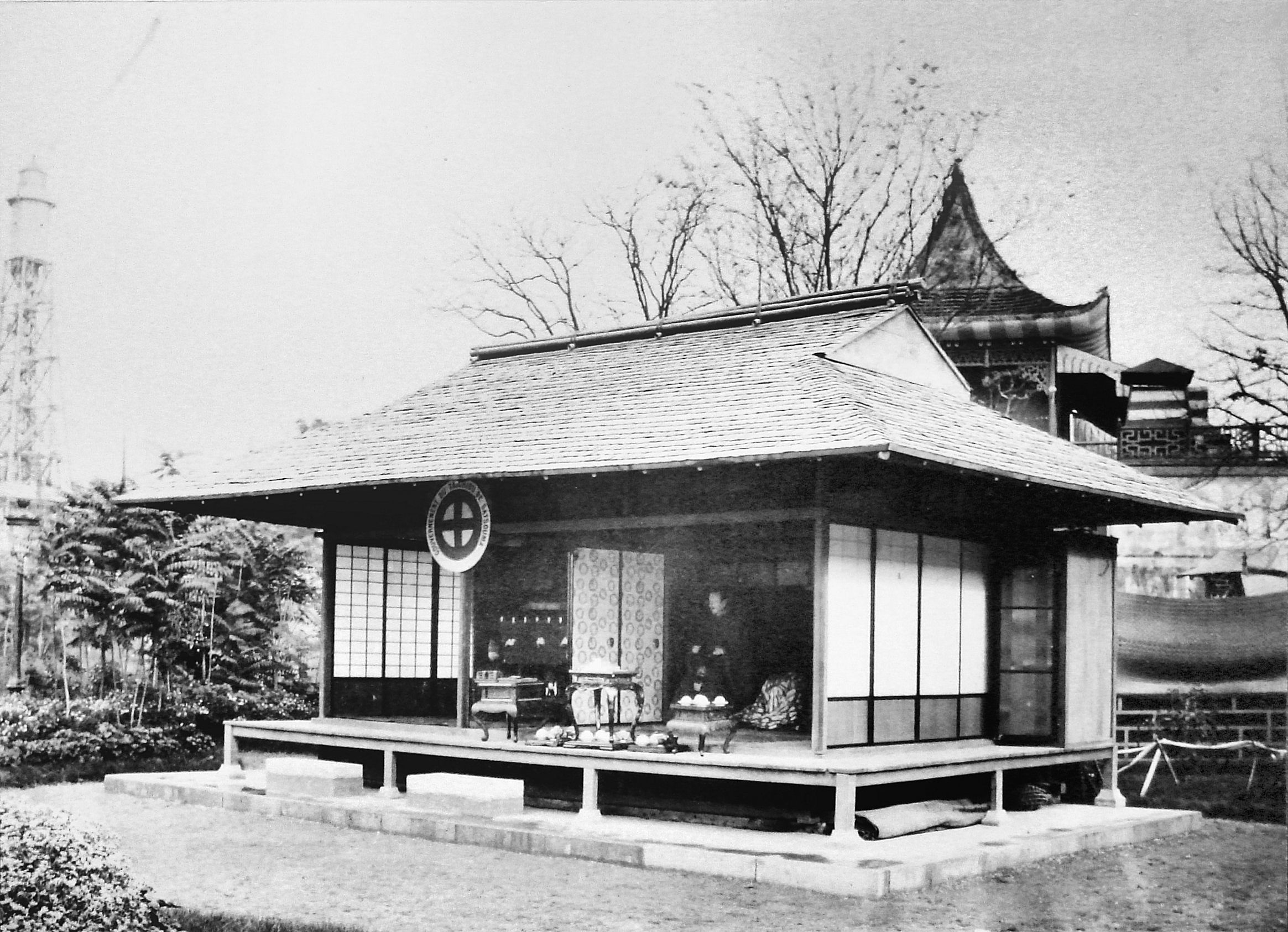
Pavilhão Satsuma, usado na Exposição Universal de 1867 para a divulgação da arte japonesa e do ukiyo-e.

A presença do comodoro estadunidense Matthew Calbraith Perry em Edo em 1853 levou à assinatura do Tratado de Kanagawa, em 1854, que fez do Japão um país aberto ao resto do mundo após mais de dois séculos de isolamento. Trabalhos do gênero estiveram entre os itens que o comodoro levou para os Estados Unidos. Tais peças começaram a surgir em Paris por volta da década de 1830 e, já na década de 1850, tinham se tornado numerosas. A recepção desse fazer artístico na Europa foi mista, e, mesmo quando aclamado, o ukiyo-e era geralmente visto como inferior à arte ocidental da época, que buscava enfatizar a maestria da perspectiva naturalista e da anatomia. Na Exposição Universal de 1867 em Paris, entretanto, a produção artística nipônica passou a despertar curiosidade e a ser vista como uma elegante tendência, ganhando destaque na França e Inglaterra nas décadas de 1870 e 1880. Obras de Hokusai e Hiroshige tiveram importante papel no desenvolvimento da visão ocidental acerca da arte do Japão. À época de sua introdução na cultura do ocidente, a xilogravura era o mais comum meio de comunicação de massa de seu país original, e já era de opinião geral da população japonesa que a técnica não duraria tanto mais.
Entre os primeiros europeus promotores e estudiosos do ukiyo-e e da arte japonesa, esteve o escritor Edmond de Goncourt. O crítico de arte Philippe Burty foi o responsável pela criação do termo "japonismo", em 1872. À época, lojas de artigos originais e derivados dessa arte começaram a surgir, além de revistas em inglês, alemão e francês a ela dedicadas e exposições como a de 1890 na École des Beaux-Arts, apreciada por artistas como Mary Cassatt.

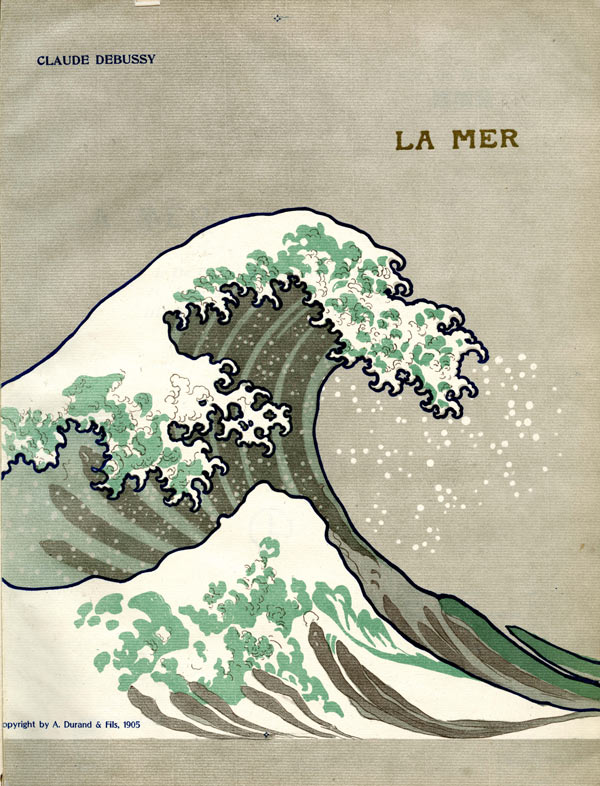
Não apenas as artes visuais ocidentais foram inspiradas pelo ukiyo-e, mas também a música. Capa original da La mer de Debussy, composta em 1905.

O estadunidense Ernest Fenollosa foi um dos primeiros devotos ocidentais da cultura do Japão, e muito fez para promover a arte nipônica, sobretudo os trabalhos de Hokusai, que foram nucleares em sua exibição inaugural como curador do Museu de Belas Artes em Boston. Em Tóquio, em 1898, também,  Fenollosa foi responsável pela curadoria da primeira exposição de ukiyo-e em seu país de origem. Ao fim do século XIX, a popularidade do gênero no mundo ocidental impulsionou preços para além do alcance de muitos colecionadores, entre eles o artista Edgar Degas, que costumava trocar suas próprias pinturas por gravuras da arte japonesa. Tadamasa Hayashi foi um proeminente negociante de arte em Paris, e seu escritório de Tóquio era responsável pela avaliação e exportação de vultosas quantidades de gravuras para o ocidente, sendo por isso acusado por críticos japoneses de ceifar um tesouro imaterial do país. Esse escoamento de peças acontecia em meio a um cenário de constante imersão dos artistas japoneses nas técnicas e métodos clássicos da pintura do mundo ocidental.
A produção nacional, em especial a de gravuras, influenciou importantemente a arte ocidental à época dos primeiros impressionistas. Os primeiros pintores-colecionadores, também, incorporaram temas e técnicas de composição nipônicos em seus trabalhos por volta da década de 1860: os tapetes e papeis de parede em padrões na obra de Édouard Manet tiveram inspiração nos kimonos do ukiyo-e, e James Abbott McNeill Whistler focava sua atenção em elementos efêmeros da natureza da mesma forma que acontecia nos trabalhos de paisagem do gênero. Van Gogh foi um ávido colecionador, além de ter pintado cópias em óleo de gravuras de Hiroshige e Eisen. Degas e Cassatt retratavam o cotidiano fugaz sob forte influência da perspectiva e composição japonesas. A perspectiva plana e as cores não moduladas do gênero foram de particular influência para designers gráficos e criadores de pôster. As litografias de Toulouse-Lautrec evidenciavam seu interesse não apenas na coloração e formas contornadas do ukiyo-e, mas também nas temáticas de performers e cortesãs. Ele assinou muitos de seus trabalhos com suas iniciais dentro de um círculo, imitando os selos dos impressos japoneses. Outros artistas da época que absorveram influência da produção nipônica foram Monet, Lafarge, Gauguin, e membros do grupo Les Nabis como Bonnard e Vuillard. O compositor clássico Claude Debussy buscou inspiração em obras de Hokusai e Horoshige, sobretudo na peça sinfônica La mer, de 1905. Poetas imagistas como Amy Lowell também buscaram ideias em gravuras do gênero. Lowell, ainda, publicou um livro de poesia chamado "Pictures of the Floating World", em 1919, com temática e estilo orientais.

Influência do ukiyo-e na arte ocidental
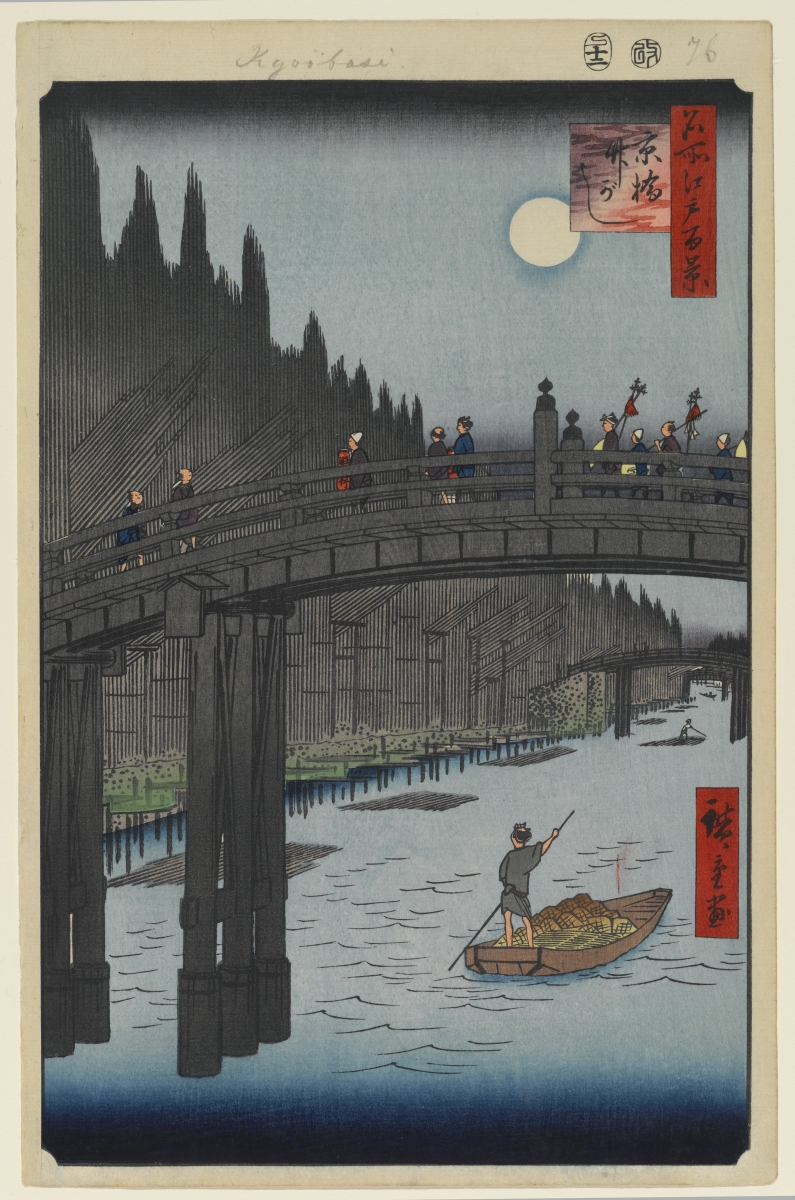
Jardim de bambu, ponte Kyōbashi Hiroshige, c. 1857 – 58
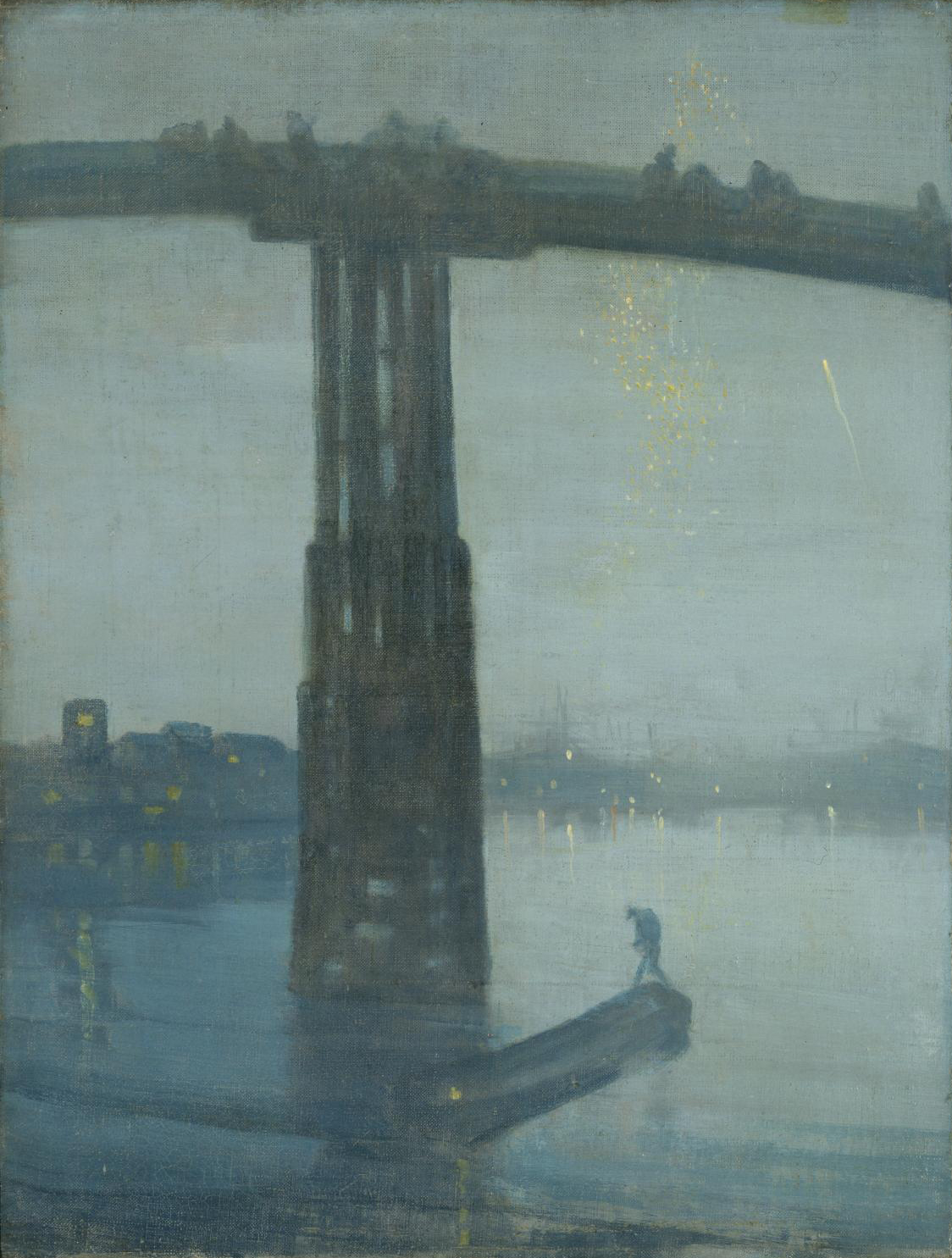
Noturno em azul e dourado: a velha ponte de Battersea Whistler, c. 1872 – 75
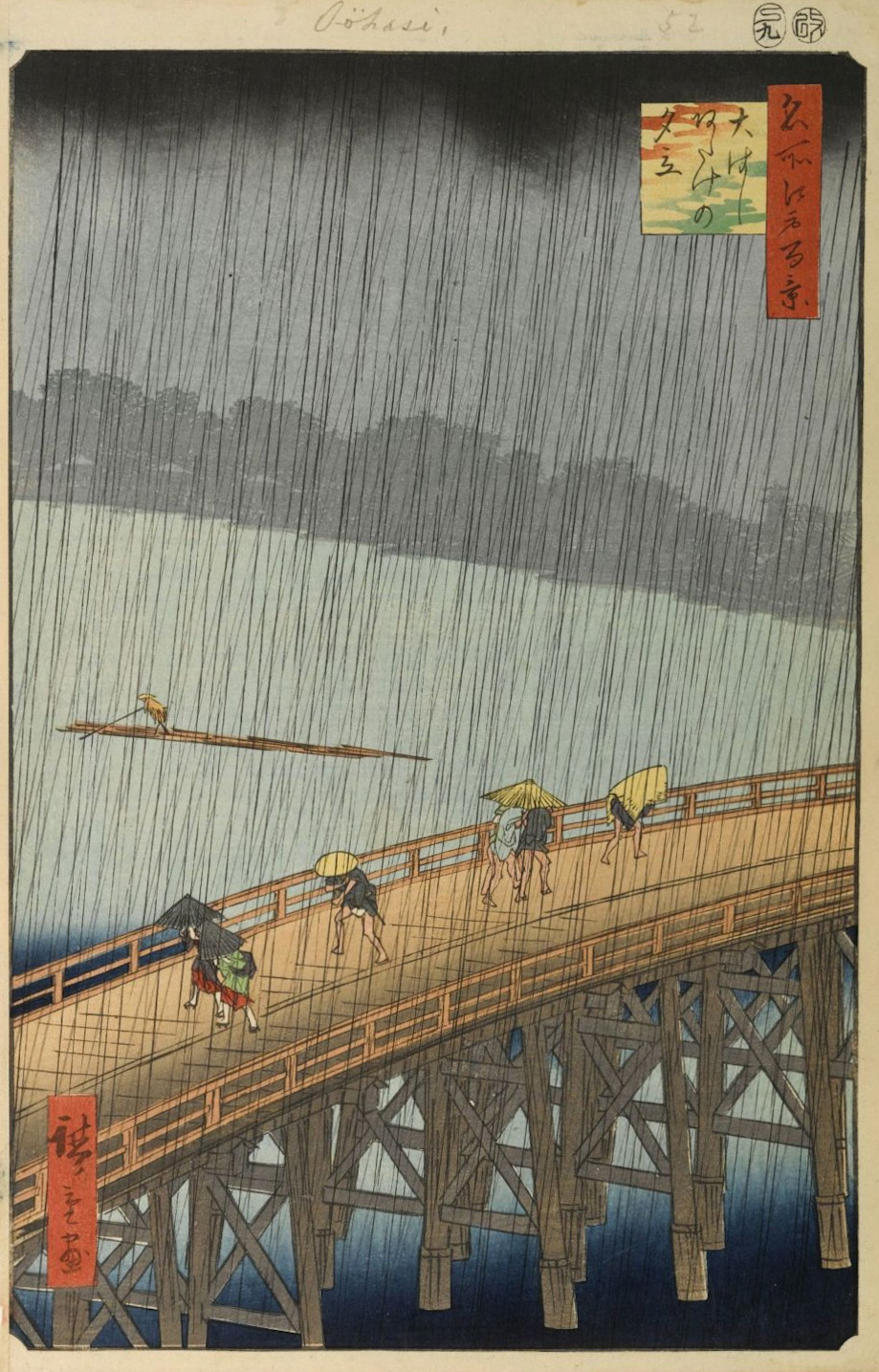
Ponte Shin-Ōhashi em Atake debaixo de aguaceiro repentino Hiroshige, 1857
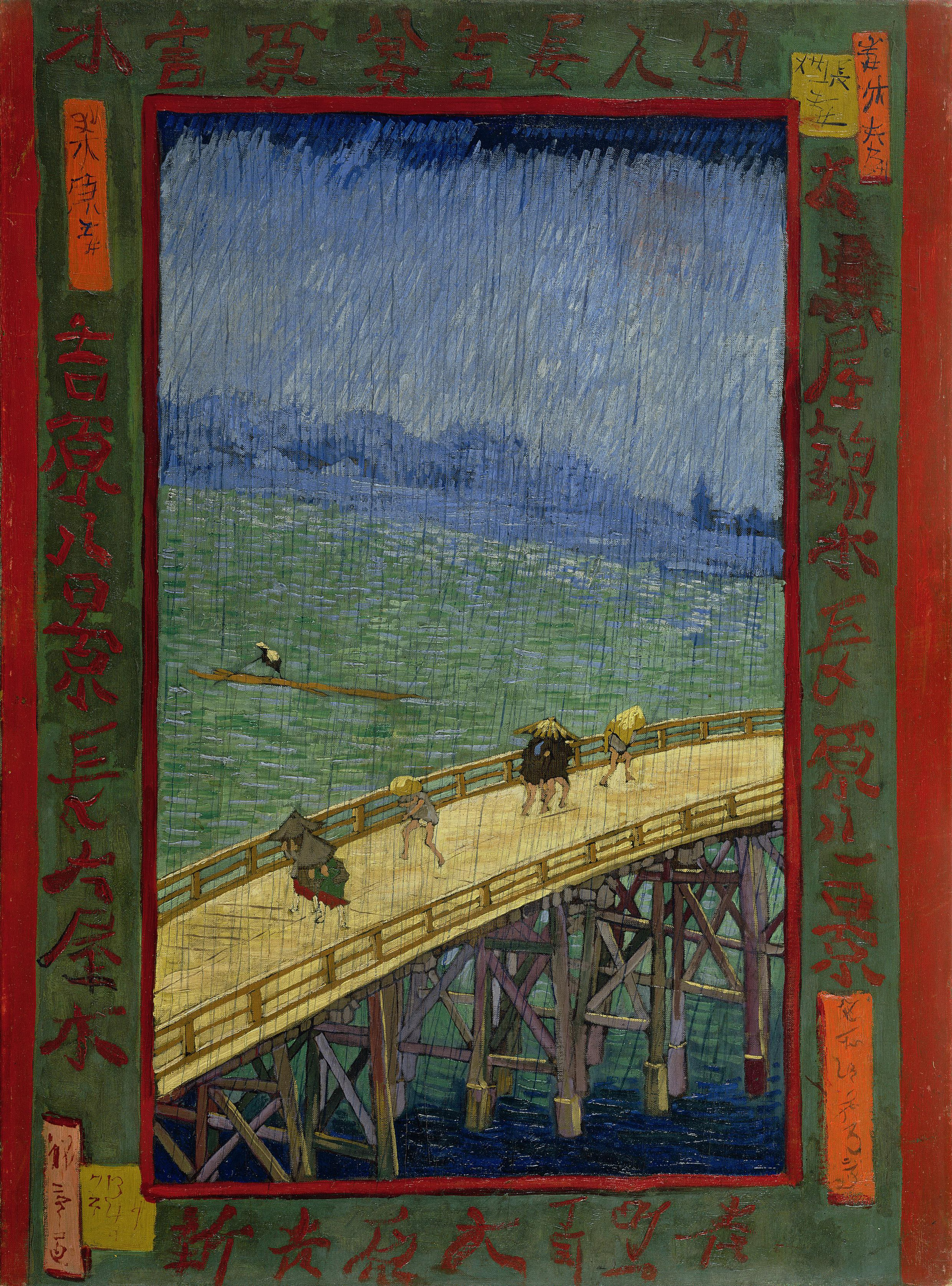
Japonaiserie: a ponte debaixo de chuva (após Hiroshige) van Gogh, 1887
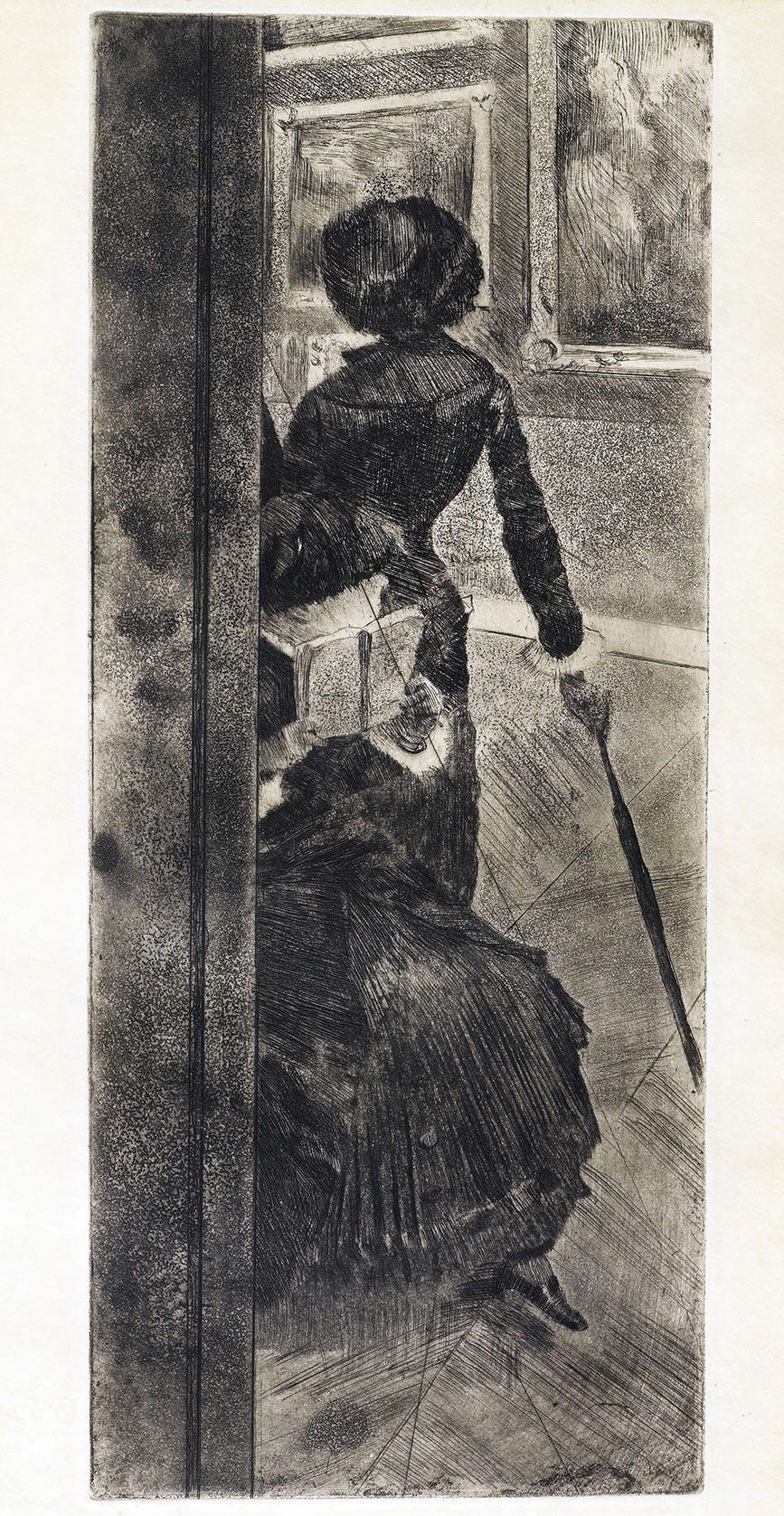
Mary Cassatt no Louvre Degas, c. 1879 – 80
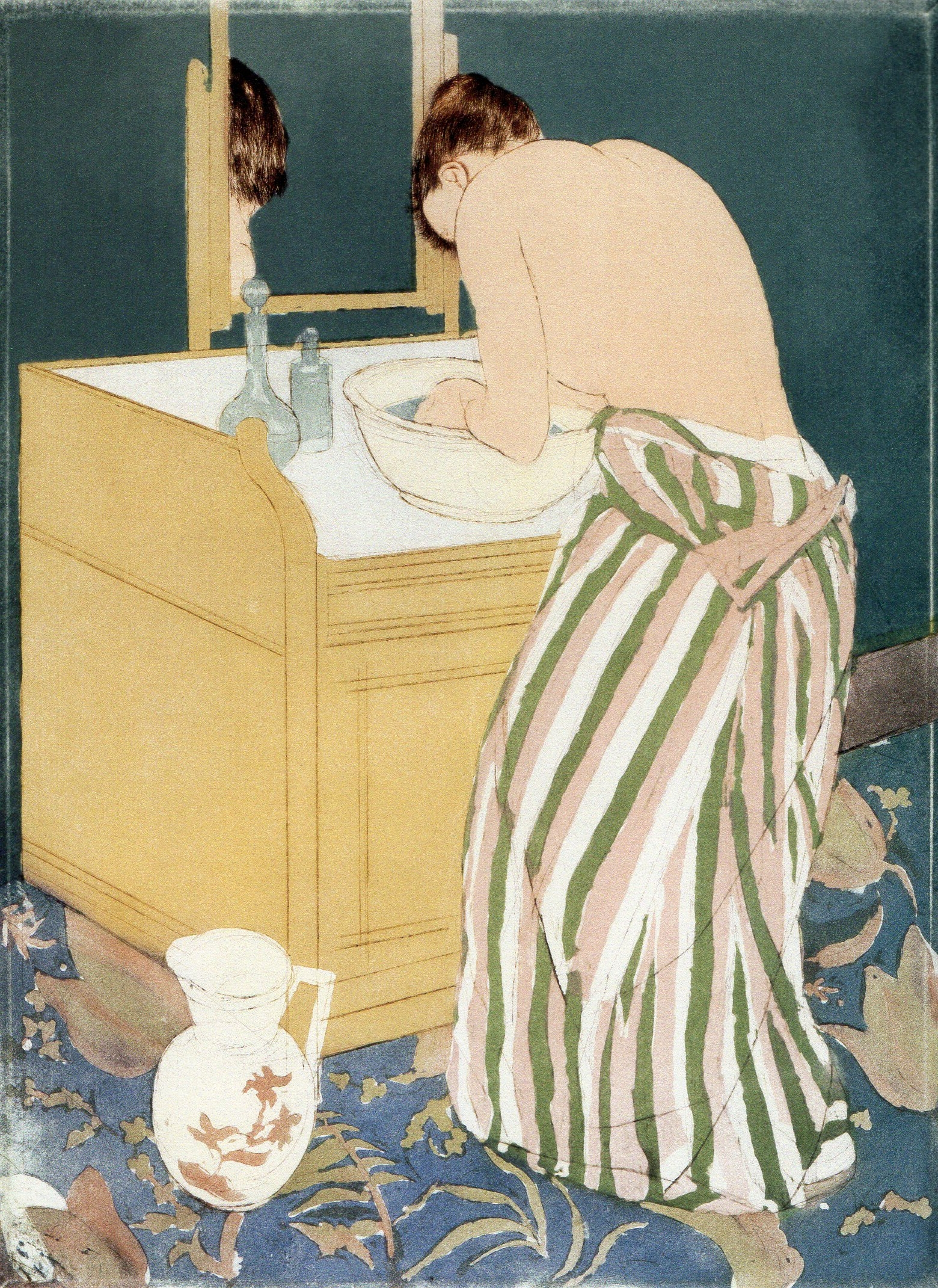
Mulher tomando banho Cassatt, c. 1890 – 91

### Tradições derivadas (século XX)

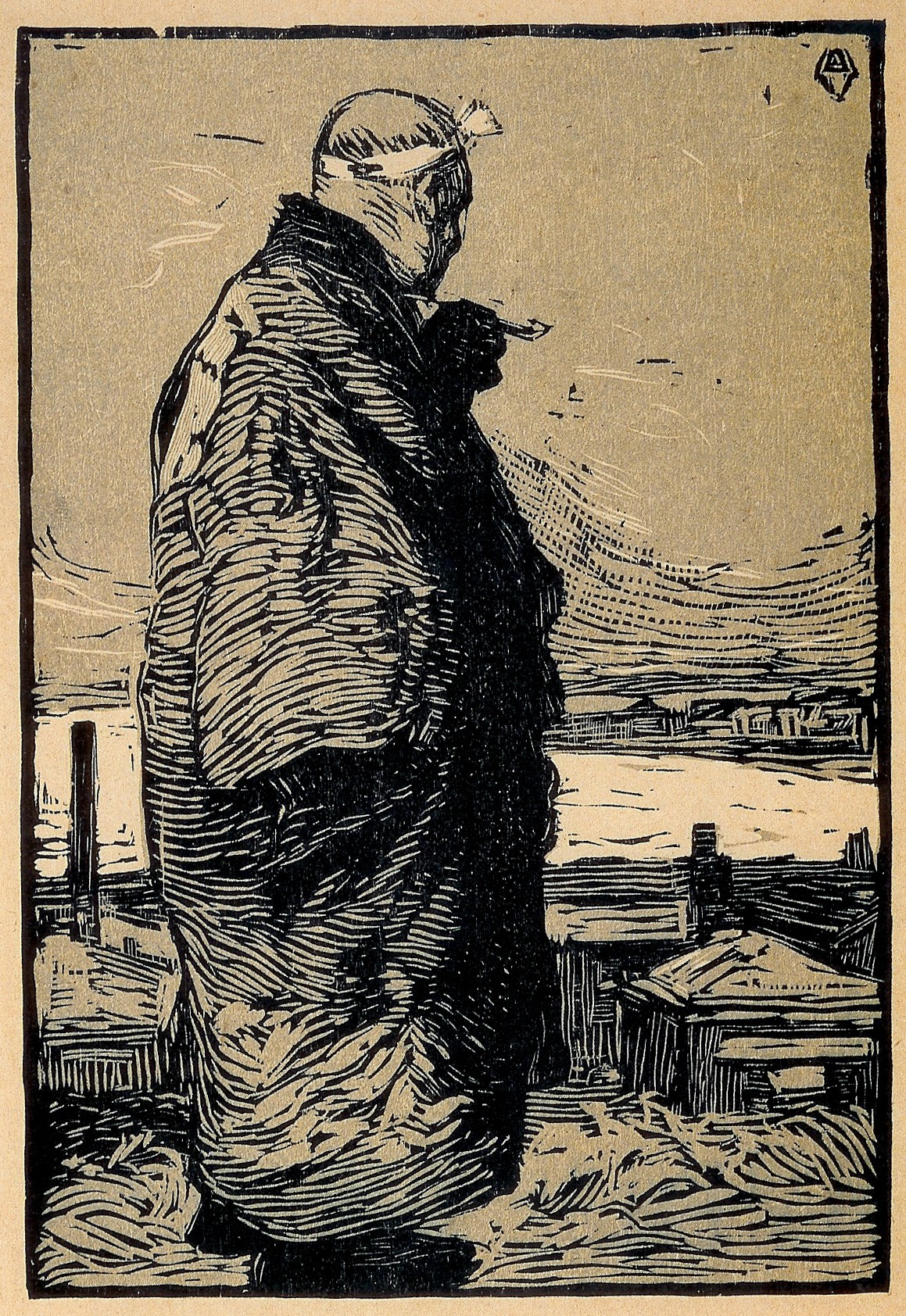
Pescador, Kanae Yamamoto, 1904.

O "rascunho de viagem" enquanto gênero de gravura começou a se popularizar por volta de 1905, com o governo Meiji, à época, a incentivar o turismo nacional entre seus cidadãos. Em 1915, o editor de publicações Shōzaburō Watanabe introduziu o termo shin-hanga (新版画, novos impressos) para descrever uma ramificação de produção com o qual ele trabalhava que era caracterizada pelo uso de temáticas tradicionais nipônicas direcionadas a públicos internacionais e nacionais de alta classe. Entre os importantes artistas que aderiram à vertente, estiveram Goyō Hashiguchi, chamado de "Utamaro do período Taishō" em decorrência de seu modo de retratar mulheres; Shinsui Itō, que trouxe mais sensibilidade moderna às representações da figura feminina; e Hasui Kawase, que produzia peças sobre paisagens características de modernização. Watanabe também publicou obras de artistas estrangeiros, especiais pelo modo peculiar de mistura de influências japonesas e indianas, cujo nome mais notório foi o do britânico Charles W. Bartlett (1860 – 1940) por volta de 1916. Outros editores seguiram o modelo de sucesso de Watanabe, além de muitos artistas de shin-hanga, como Goyō e Hiroshi Yoshida, terem fundado estúdios próprios para difundir seu trabalho.
Ainda no começo do século XX, devotos do movimento sōsaku-hanga (創作版画, impressos criativos) tomaram o poder sobre todos os aspectos da criação de gravura — desenho, talha e impressão. Kanae Yamamoto (1882 – 1946), então estudante da Universidade de Artes de Tóquio, é creditado como o criador dessa vertente. Em 1904, ele produziu a peça Pescador usando xilogravura, técnica então já considerada pela cena artística japonesa como obsoleta e estigmatizada por sua associação à produção massiva. O sōsaku-hanga foi marcado pelo favorecimento da individualidade artística e não estabelecia dominância de temas ou estilos. Tais trabalhos iam da completa abstração, como os de Kōshirō Onchi (1891 – 1955), às tradicionais representações figurativas de cenas e cenários típicos do Japão, como os de Un'ichi Hiratsuka (1895 – 1997). Esses artistas produziam peças não por ansiarem alcançar um grande público apreciador, mas por puro fim criativo, não restringindo sua obra aos meios tradicionais do ukiyo-e.
Peças do final do século XX e início do século XXI evoluíram das abordagens dos primeiros movimentos do período, especialmente a partir da ênfase do sōsaku-hanga na expressão da individualidade. Serigrafia, água-forte, mezzo tinto, técnica mista, entre outros, compreendem alguns dos métodos artísticos ocidentais que são misturados à tradicional xilogravura oriental em muitos dos trabalhos contemporâneos dos adeptos do ukiyo-e.

Descendentes do ukiyo-e
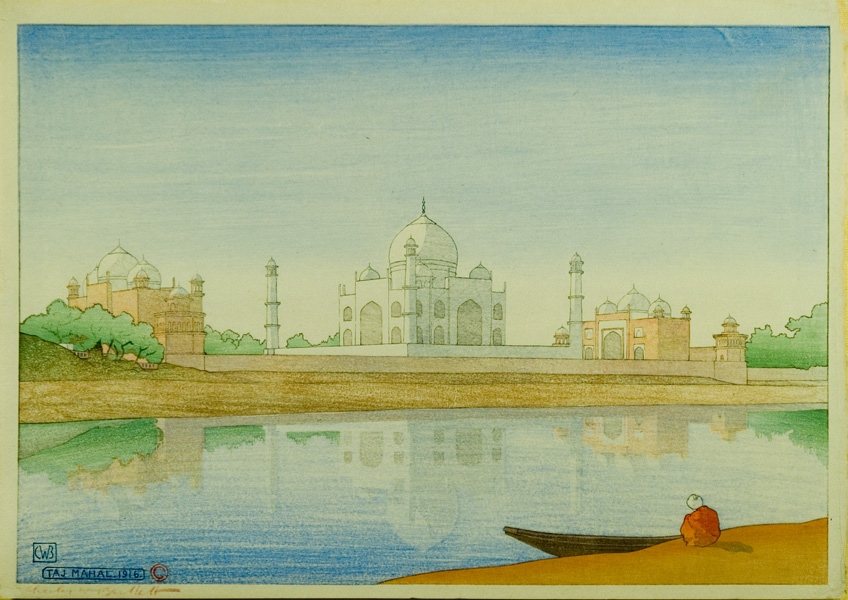
Taj Mahal Charles W. Bartlett, 1916
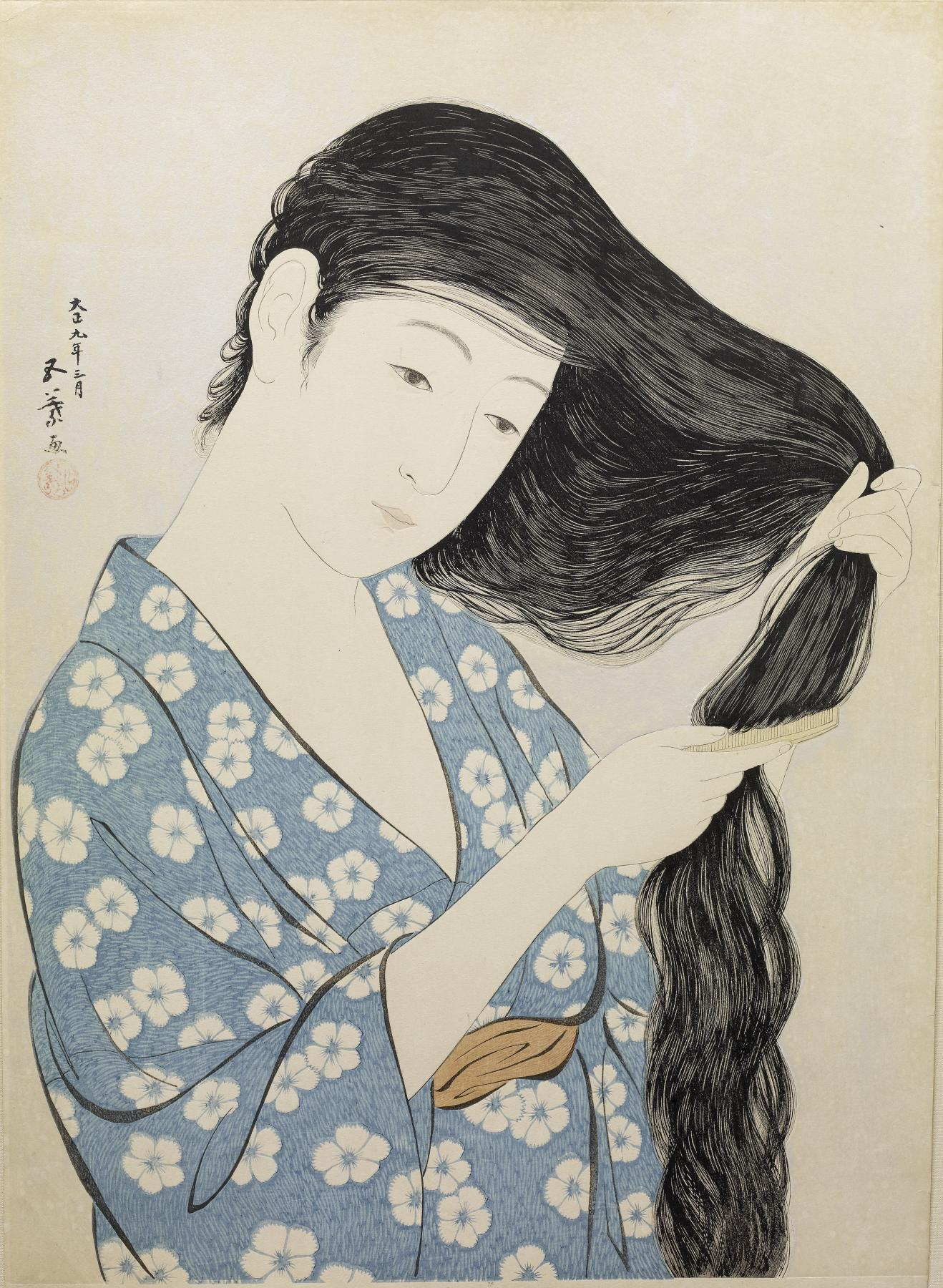
Mulher penteando o cabelo Goyō Hashiguchi, 1920
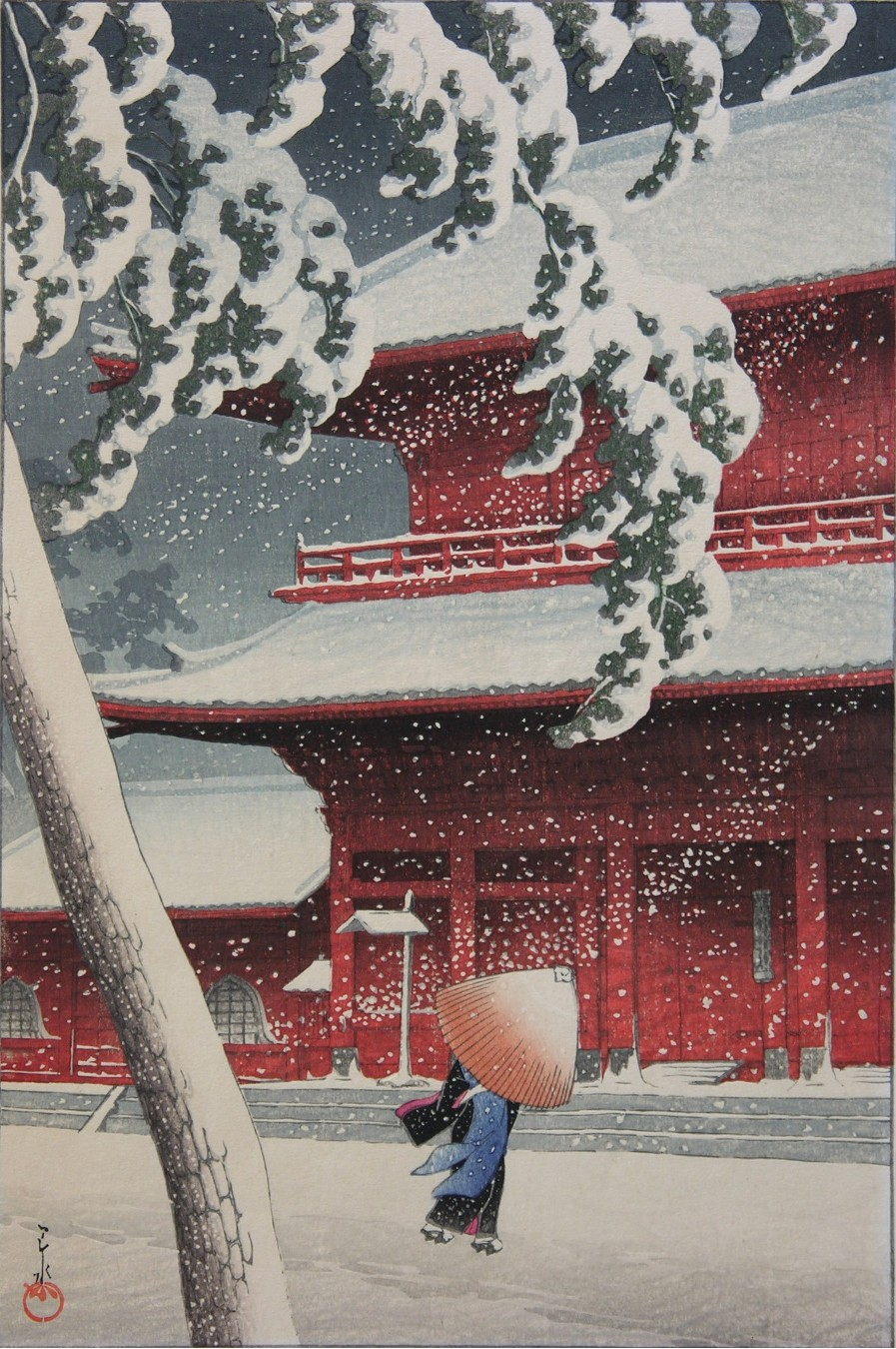
Shiba Zōjōji Hasui Kawase, 1925

## Estilo
Muitos dos primeiros nomes do gênero aplicavam em seus trabalhos sofisticado conhecimento e treinamento acerca dos princípios de composição da pintura chinesa clássica, porém, gradualmente, abandonaram a influência do outro país e desenvolveram uma linguagem visual nativa. Os dedicados ao ukiyo-e dos primórdios têm sido chamados de precursores no sentido de que foram responsáveis por conceber uma nova modalidade de impressão a partir da adaptação de técnicas artísticas seculares, embora sua produção não seja de forma alguma tida como primitiva. Muitos pintores e gravuristas do gênero receberam treinamento de professores da Kanō e outras escolas de arte tradicionais.

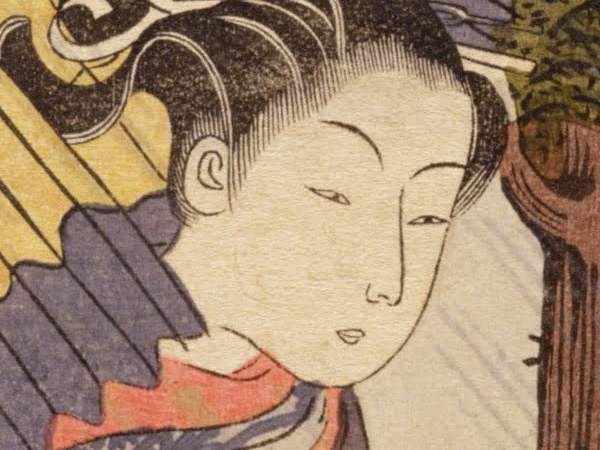
Jovem visitando o santuário Shinto, Harunobu, século XVII. No recorte, nota-se o típico traço que define as áreas coloridas.

Uma característica essencial da maioria dos trabalhos do ukiyo-e é o bem definido e espesso traço. Nas primeiras gravuras do gênero, destacavam-se a monocromia e o traço enquanto elemento impresso único. Mesmo com o advento da criação em cor, o desenho característico continuou a dominar. Já a composição tinha como notório o arranjo em espaços planos. Figuras nessas composições eram tipicamente dispostas sem qualquer ilusão de profundidade. Atenção era dada sobretudo aos aspectos de linhas, formas e padrões nas vestimentas das figuras retratadas. Tais composições eram frequentemente assimétricas e a perspectiva comumente concebida a partir de ângulos pouco usuais. Para dar um ar espontâneo, os elementos das representações costumavam ser recortados. Nas peças em cor, os contornos da maioria das áreas coloridas eram delineados de forma firme e nítida. A estética empregada nessas partes contrastava com as cores moduladas costumeiras da produção ocidental e com outras proeminentes tradições artísticas do Japão patrocinadas pelas classes abastadas, como a monocromática pintura sumi-ê do budismo zen ou as colorizações tonais próprias da escola Kanō.
O abuso da cor, a ostentação, os complexos padrões, a preocupação com a representação da moda e suas transformações no decorrer do tempo e as tensas e dinâmicas poses de figura humana, atributos nucleares do gênero, contrastavam de forma extrema com muitos dos conceitos então dominantes da estética japonesa. Proeminentes entre eles, estiveram o wabi-sabi, que favorecia a simplicidade e a imperfeição, e os valores shibui de sutileza, humildade e coibição. Acredita-se que o ukiyo-e apresentava menor oposição a conceitos estéticos como o Iki, com seu estilo picante e urbano.
O ukiyo-e apresenta uma pouco usual abordagem da perspectiva gráfica, de uma forma que pode parecer pouco desenvolvida se comparada à pintura europeia do mesmo período. O estilo ocidental de perspectiva geométrica era praticado no Japão, sobretudo por pintores de akita ranga da década de 1770, assim como também eram de conhecimento e uso os métodos chineses de criação de senso de profundidade pelo uso de homogenia em linhas paralelas. Tais técnicas muitas vezes apareciam combinadas num mesmo trabalho, com o estilo ocidental ao fundo e o chinês, mais expressivo, à frente. Elas provavelmente foram aprendidas em primeiro lugar por meio da pintura chinesa em estilo ocidental, em vez de for meio da pintura ocidental propriamente. Muito depois da familiarização a esses métodos, artistas continuaram a harmonizá-los com outros mais tradicionais de acordo com suas necessidades de composição e expressividade. Outras maneiras usadas para indicar profundidade incluíam o método tripartido chinês usado em trabalhos budistas, nos quais as figuras maiores eram dispostas à frente, as menores em camadas médias e as ainda menores ao fundo. Tal prática pode ser observada em A Grande Onda de Kanagawa, de Hokusai, onde um grande barco encontra-se em primeiro plano, um menor atrás e um Monte Fuji miniaturizado ao fundo.
Existiu uma tendência, desde os primeiros trabalhos de ukiyo-e, por representações da beleza humana em poses que o historiador da arte Midori Wakakura chama de jatai shisei (蛇体姿勢, postura serpentina), que são características pelo desenho de corpos em torção não natural. Outro historiador, Motoaki Kōno, acredita que essa tendência tem raízes na dança buyō. Já Haruo Suwa relata que tais poses são fruto de licença artística tomada pelos pintores e gravuristas. Tal aspecto é notável até mesmo em trabalhos concebidos a partir do uso de técnicas de perspectiva realística.

### Temas e gêneros
Ente os temas típicos do ukiyo-e, destacaram-se a beleza feminina (bijin-ga), atores de kabuki (yakusha-e) e paisagens. A mulheres retratadas nesse tipo de trabalho eram de forma mais recorrente cortesãs e gueixas em momentos de ócio, forma representativa que promovia o entretenimento em zonas de meretrício. O nível de detalhe por meio do qual os artistas concebiam as vestimentas e os estilos de penteado tornou-se um dos mais fiáveis elementos de estudo para estimar datas e analisar a produção de acordo com períodos históricos. Outro ponto estudado, embora em menor medida, é o rigor da representação de característica físicas, que seguiam as modas pictóricas de cada época — os rostos estereotipados e corpos altos e esguios em um período de tempo, baixos em outro, por exemplo. Retratos de celebridades possuíam grande demanda, particularmente os de kabuki e sumô, as duas mais populares formas de entretenimento da era. Embora a vertente de trabalhos de paisagens o tenha popularizado no mundo ocidental, ela floresceu de forma relativamente tardia na história do gênero.

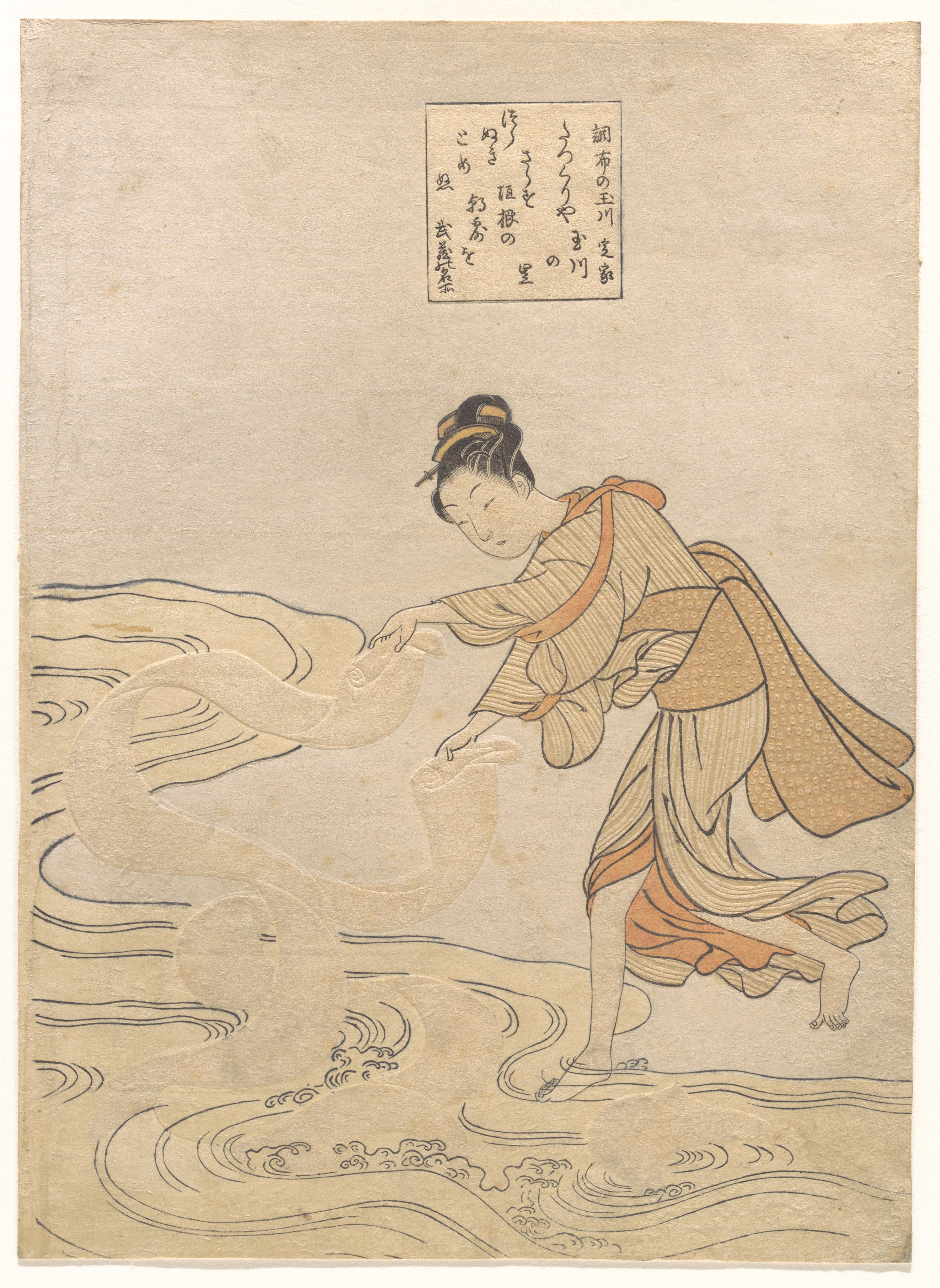
Chōfu no Tamagawa, um exemplo de peça brocada e gravada em relevo.
Harunobu, c. 1768.

Os trabalhos do gênero desenvolveram-se também a partir da ilustração em livros. Muitas das primeiras peças de Moronobu, por exemplo, faziam parte originalmente de publicações das quais ele foi ilustrador. Livros e-hon de desenho eram populares e se fizeram importantes canais para os artistas de ukiyo-e. Hokusai produziu, em três volumes, "Trinta e seis vistas do monte Fuji" e, em quinze, "Hokusai Manga", este último um compêndio de mais de quatrocentos rascunhos em ampla variedade de temas realistas e fantásticos.
As tradicionais religiões japonesas não consideravam sexo ou pornografia uma corrupção moral na perspectiva judaico-cristã, e, até a mudança moral da era Meiji que levou à sua supressão, o shunga-e, com suas temáticas eróticas, era uma das principais vertentes. Embora o regime Tokugawa tenha sujeitado o país a rigorosas leis de censura, a pornografia não era considerada uma grande ofensa e geralmente era aprovada pelos mecanismos reguladores. Muitos desses trabalhos apresentavam alto nível de qualidade de desenho, além de humor frequente, em representações explícitas de cenas de sexo, voyeurismo e anatomia de grandes dimensões. Já em retratos de cortesãs, as representações mostravam-se fortemente atreladas ao espírito de entretenimento das zonas de meretrício. É consensual que praticamente todo mestre de ukiyo-e produziu shunga-e em algum momento de sua carreira. Poucos são os registros da aceitação social da vertente shunga, embora o historiador Timon Screech postule que quase certamente existiram preocupações a esse respeito, e que tal nível de aceitação tenha sido superestimado por colecionadores ocidentais.
Cenários naturais tiveram importante papel na arte asiática ao longo dos séculos. Muitos artistas especializados estudavam detalhadamente as formas corretas de representação e a anatomia das plantas e animais, enquanto a anatomia humana permaneceu mais fantasiosa até a modernidade. Peças de ukiyo-e que retratam a natureza são chamadas de kachō-e (花鳥画, retratos de flor-e-pássaro), embora a vertente tenha sido aberta tematicamente a mais que flores e aves, e tais elementos não aparecessem necessariamente juntos. Os precisos e detalhados trabalhos do tipo feitos por Hokusai são creditados como estabelecedores do kachō-e enquanto vertente.
As reformas Tenpō da década de 1840 coibiram representações de atores e cortesãs. Na época, paisagens e kachō-e à parte, artistas começaram a trabalhar tendo como tema cenários e eventos históricos, envolvendo, por exemplo, guerreiros antigos de lendas, literatura e religião. O "Genji Monogatari", do século XI, e o "Heike Monogatari", do século XIII, foram recorrentes fontes de inspiração ao longo da história da arte nipônica e do ukiyo-e. Famosos cavaleiros e espadachins como Miyamoto Musashi (1584 – 1645) também serviram de objeto, assim como representações de monstros, figuras, fenômenos e heróis das mitologias japonesa e chinesa.
Do século XVII ao século XIX, o Japão isolou-se do resto do mundo. O comércio, sobretudo com a Holanda e China, esteve restrito à ilha Dejima, próxima a Nagasaki, onde eram vendidos a turistas estrangeiros trabalhos numa variante conhecida como nagasaki-e. Na metade do século XIX, Yokohama abrigou a principal instalação estrangeira após 1859, a partir da qual o conhecimento ocidental proliferou pelo Japão. Especialmente de 1858 a 1862, trabalhos nomeados como yokohama-e documentaram, em vários níveis de realismo e fantasia, o crescimento da comunidade de habitantes vindos de outros países, com os quais os japoneses desenvolviam forte contato. Trípticos tendo como tema os povos ocidentais e sua tecnologia eram particularmente populares.
Entre as gravuras para ocasiões especiais, destacavam-se as da vertente surimono, feitas em edição limitada para peritos apreciadores, e as da uchiwa-e, impressas em leques.

Gêneros do ukiyo-e
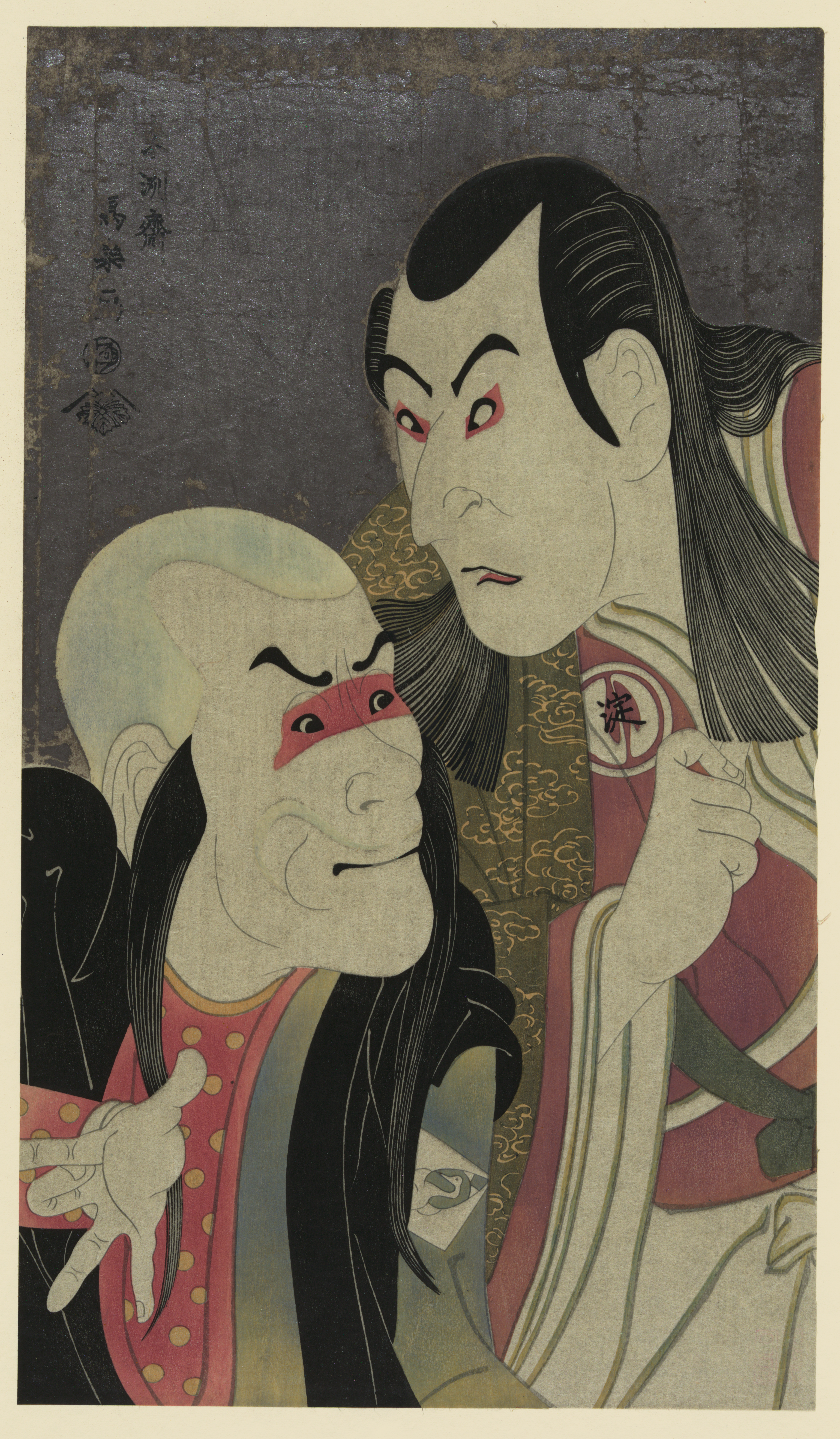
Yakusha-e retratando dois atores de kabuki Sharaku, 1794
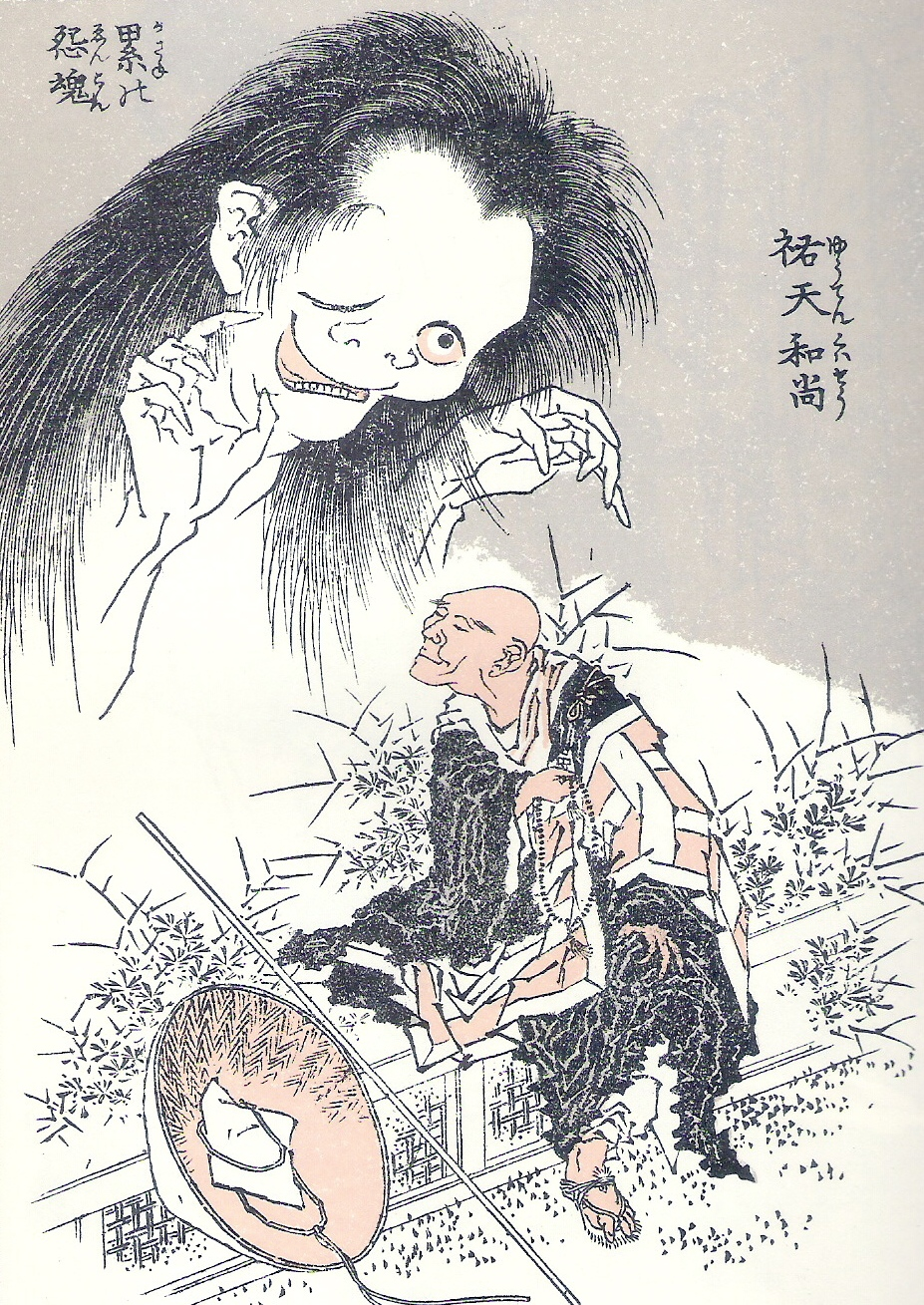
Página do e-hon Hokusai Manga Hokusai, c. começo do século XIX
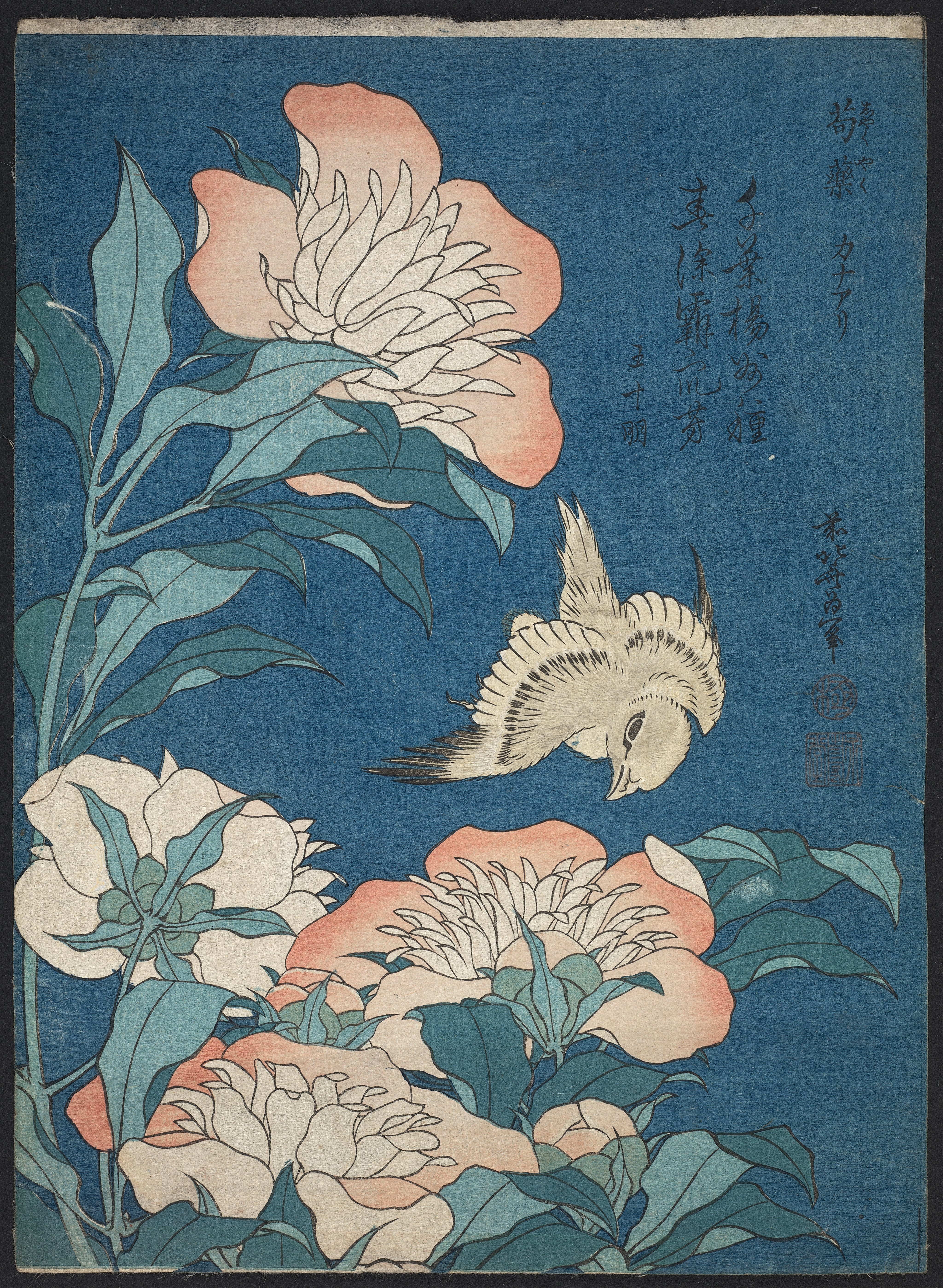
Shakuyaku kana ari Kachō-e por Hokusai, c. 1834
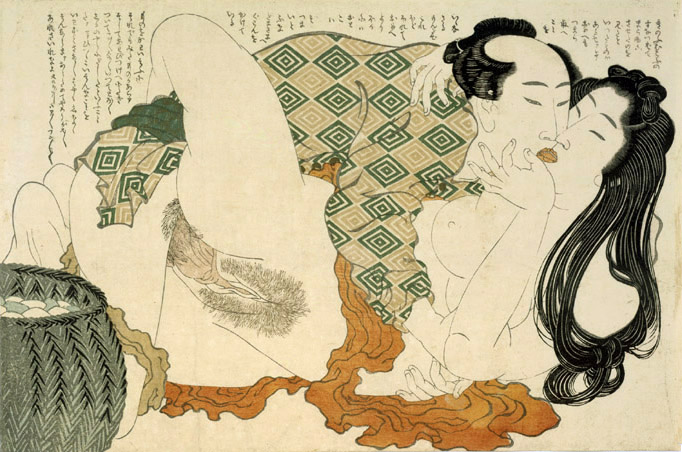
Shunga-e Fukujusō Eisen, c. década de 1830 – 40
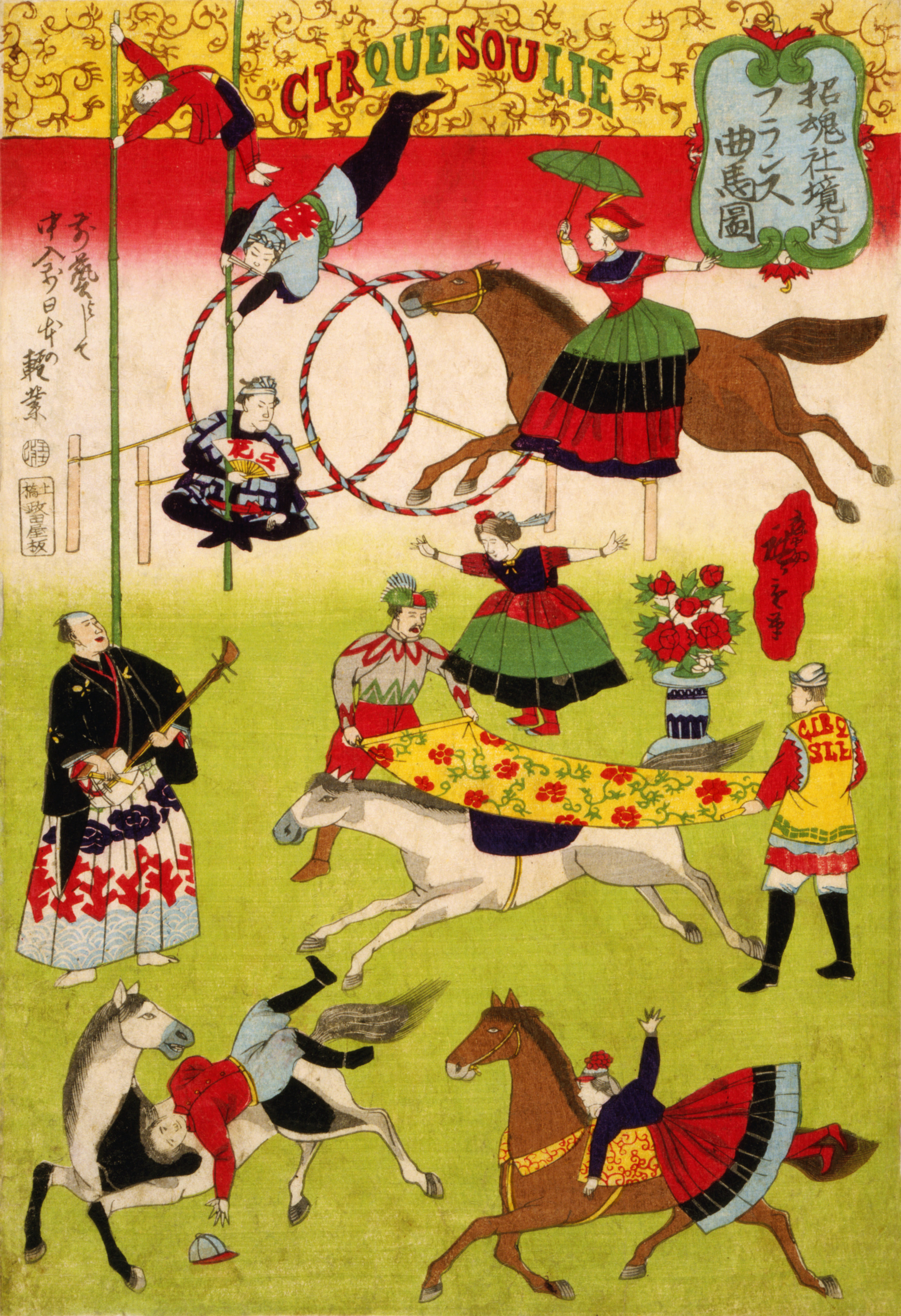
Shōkonsha keidai Furansu ōkyokuba [no] zu Yokohama-e por Hiroshige III, 1871

## Produção

### Pintura
Artistas do gênero costumeiramente dedicavam-se tanto à pintura quanto à gravura, embora alguns se especializassem numa ou noutra. Em contraste às tradições artísticas anteriores, os pintores de ukiyo-e favoreciam o brilho e a nitidez das cores, e frequentemente delineavam contornos com tinta em bastão, que proporcionava um aspecto similar ao do traço de gravuras. Sem sofrer das limitações da xilogravura, os pintores gozavam de maior variedade disponível de técnicas, pigmentos e superfícies. Os pigmentos usados eram geralmente compostos a partir de substâncias minerais ou orgânicas, tais quais cártamo, chumbo e cinábrio, por exemplo, e posteriormente corantes sintéticos do ocidente, como verde-paris ou azul da prússia. Diferentes tipos de pergaminho, como kakemono ou makimono, além dos byōbu, estiveram entre as superfícies mais comuns de trabalho.

Pinturas do ukiyo-e
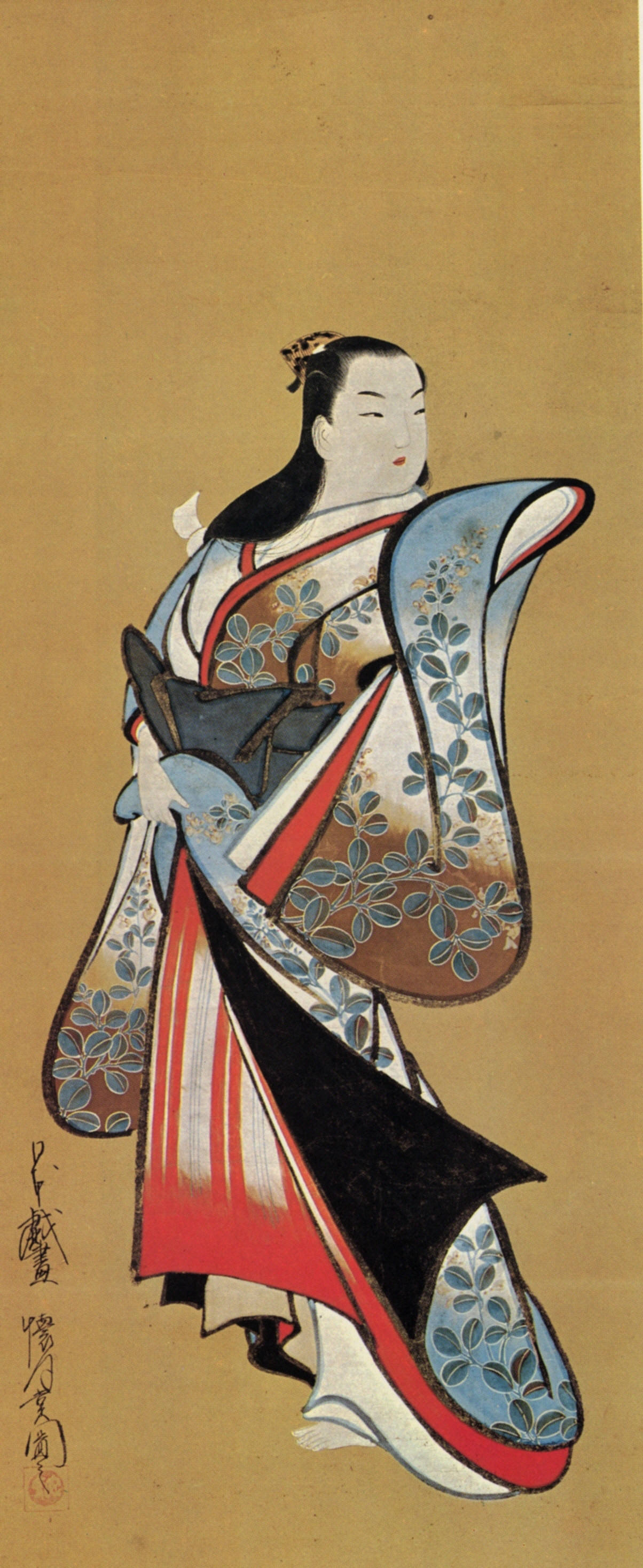
美人 Ando, c. 1700 – 20
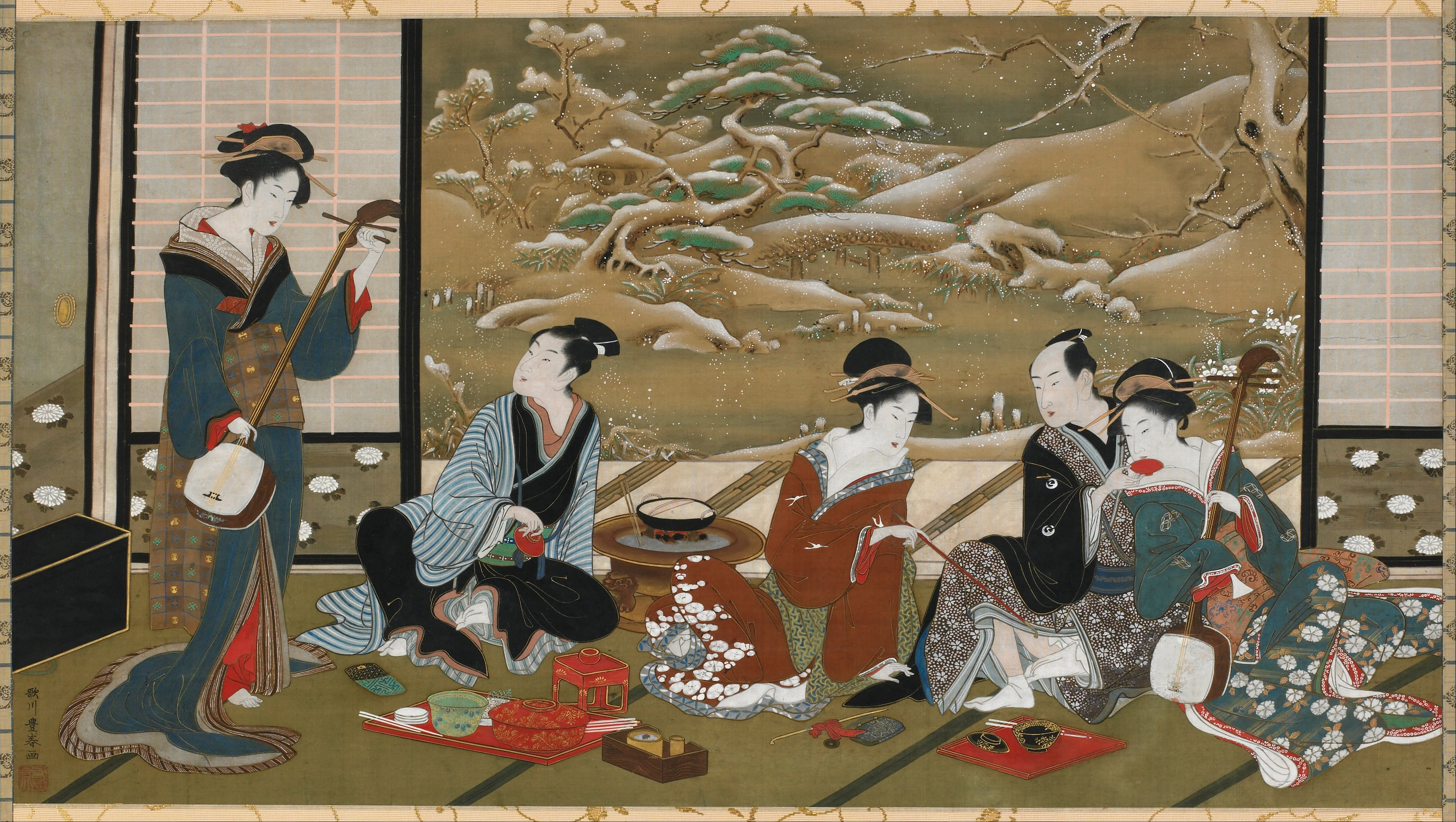
Uma festa no inverno Toyoharu, c. metade do século XVIII – final do século XIX
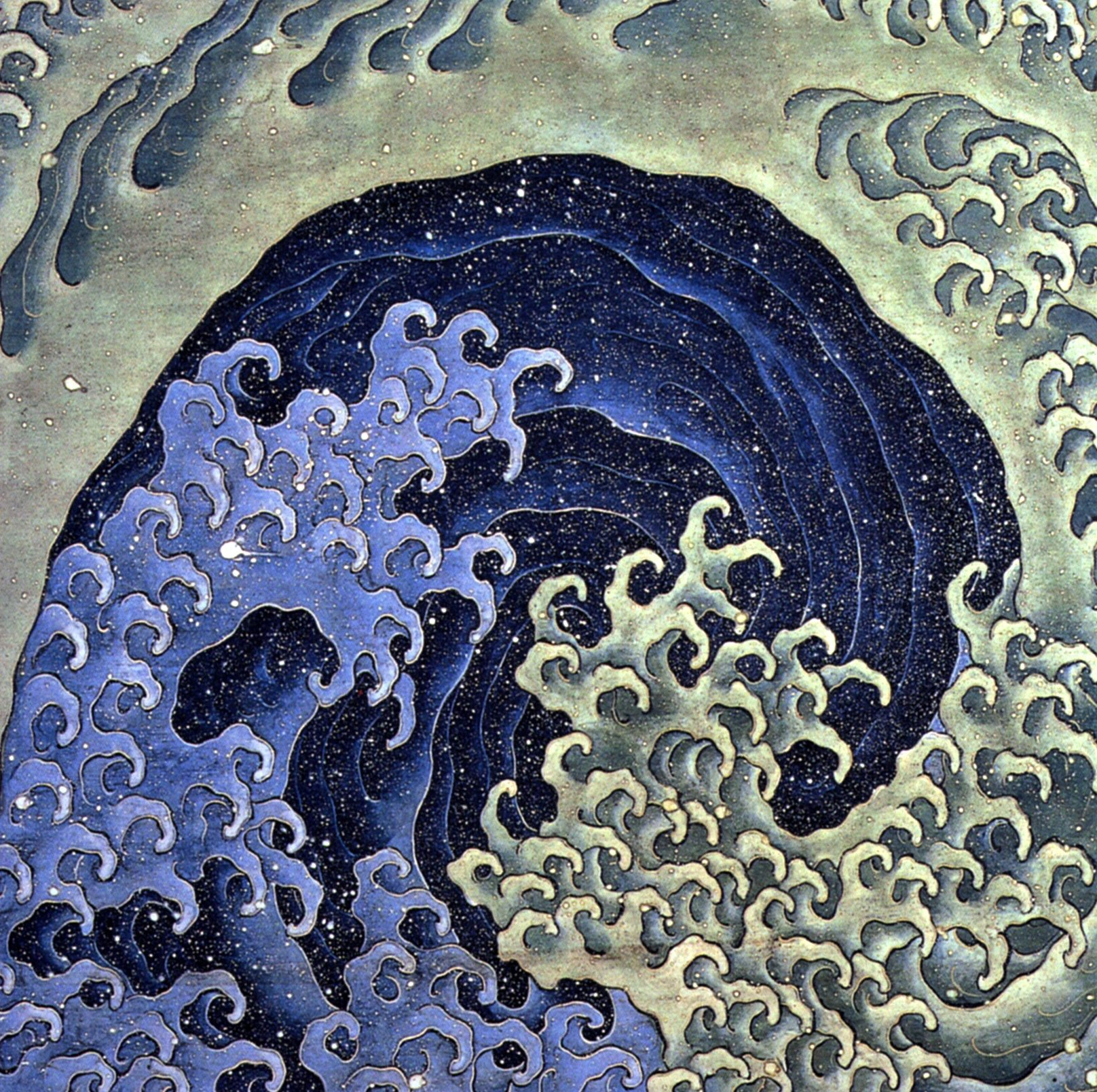
女浪 Hokusai, c. metade do século XIX
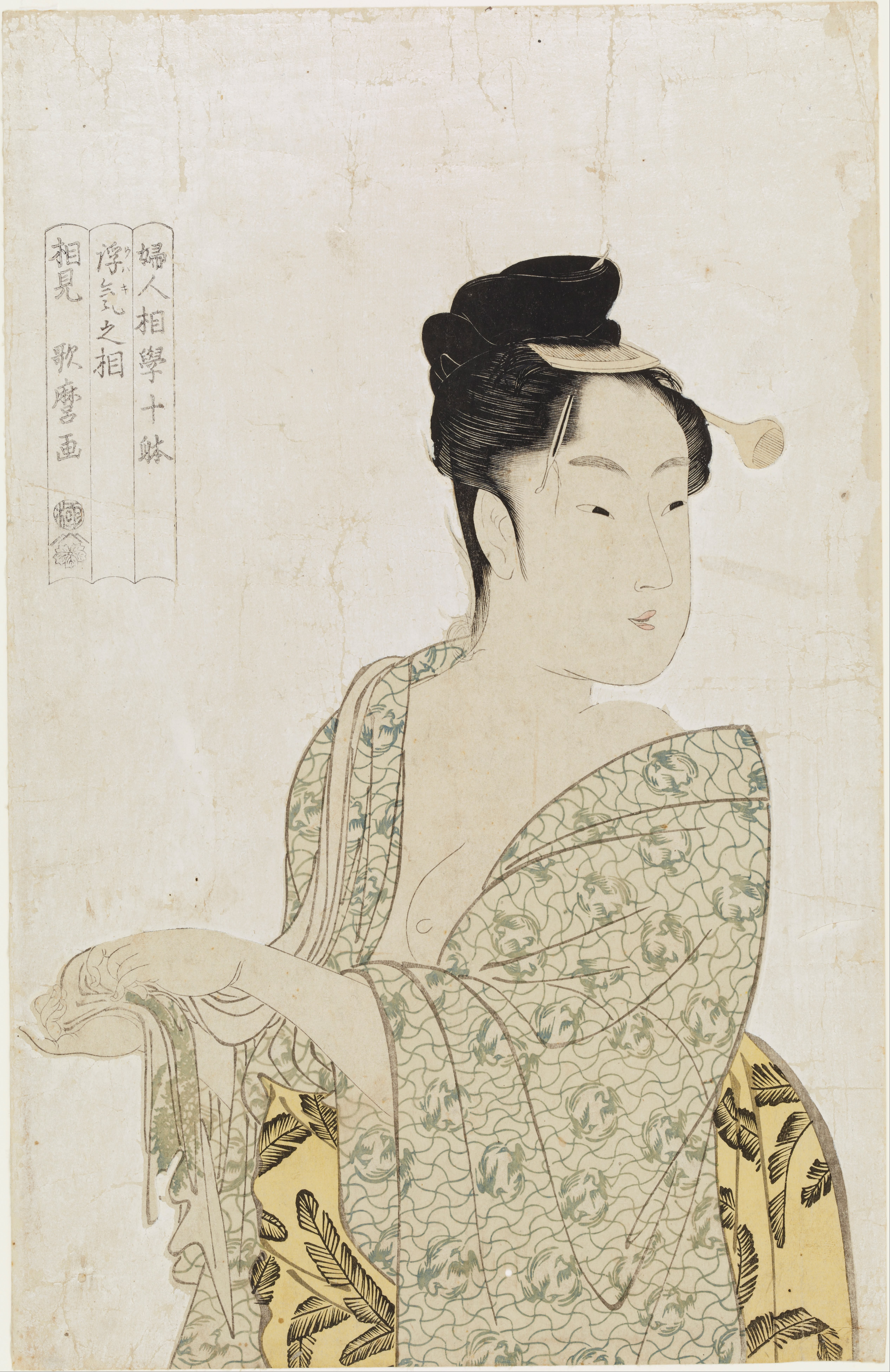
Dez tipos fisionômicos de mulher: tipo provocante Utamaro, c. século XVIII

### Gravura

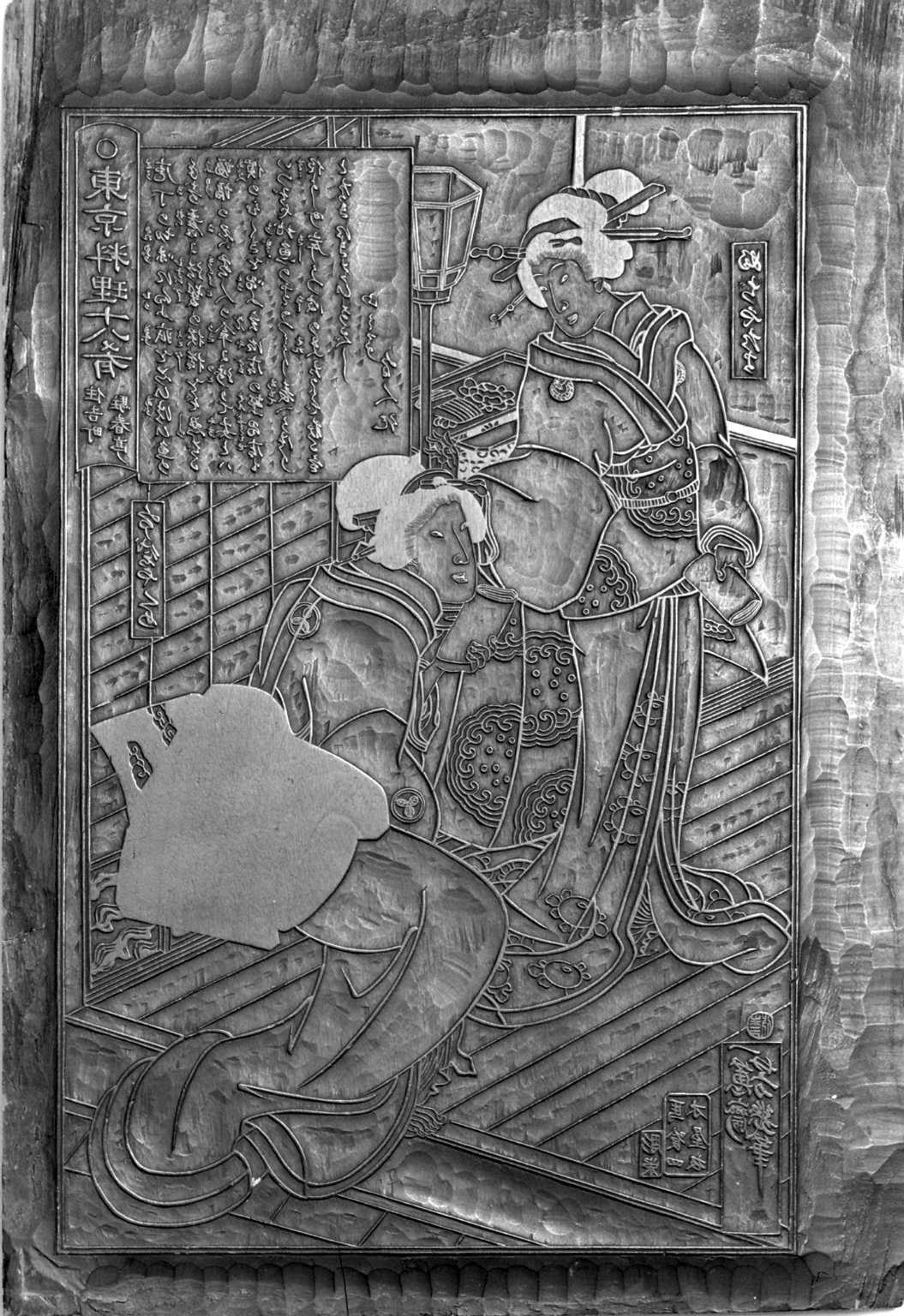
Matriz para gravura ukiyo-e, Utagawa Yoshiiku, 1862.

As gravuras de ukiyo-e eram fruto do trabalho de times de artesãos em oficinas. Era raro que o artista responsável talhasse ele mesmo os blocos de madeira. A atividade era dividida em quatro grupos de profissionais: o publicador, que licenciava, promovia e distribuía as peças; os artistas, que proviam o desenho; os talhadores, que preparavam os blocos para a impressão; e os impressores, que transferiam os desenhos gravados para o papel. Via de regra, somente os nomes do artista e do publicador recebiam os créditos no trabalho finalizado.
Tais peças eram impressas em washi (和紙), um tipo de papel artesanal, manualmente, em vez de por prensagem mecânica, método comum no ocidente. O artista fornecia um desenho de tinta em papel fino, que era colado a um bloco de madeira de cerejeira e friccionado com óleo até que as camadas superiores do papel pudessem ser destacadas, deixando uma camada translúcida que o cortador de blocos usava como guia. Ele cortava e descartava as áreas não negras da imagem, deixando as de relevo, pintadas, para que pudessem realizar a impressão. O desenho original era destruído no processo.
Os blocos eram dispostos de face para cima, para que o impressor pudesse variar a pressão na busca por diferentes efeitos, e para observar enquanto o papel absorvia a tintura sumi à base de água, aplicada rapidamente em horizontal. Entre os mais praticados truques de impressão, destacavam-se a aplicação de relevo à imagem, feira por meio da pressão de um bloco sem tinta contra o papel, assim obtendo diferentes texturas, como de padrões de vestimenta ou de redes de pesca. Outros efeitos incluíam polimento por meio de fricção com ágata para dar aspecto iluminado às cores; vernização; mistura de cores por meio de repetidas impressões no mesmo material; limpeza com o uso de metal ou mica; e sprays aplicados para criar efeito de neve caída.
A gravura foi uma forma comercial de arte, na qual o publicador desempenhava importante papel, pois esta era uma tarefa de alta competição. Mais de mil publicadores são conhecidos de todo o período. O número chegou a atingir o pico de cerca de 250 somente entre as décadas de 1840 e 1850, 200 deles em Edo. Esse número lentamente encolheu após a abertura política do Japão, até restarem cerca de quarenta no início do século XX. Tais publicadores detinham os direitos sobre os blocos e autorais, sendo que, a partir do final do século XVIII, esse direito autoral tornou-se compulsório por meio da Jihon Toiya (地本問屋), a associação vigente de representação de classe. Trabalhos que passavam por várias prensagens eram particularmente lucrativos, de forma que o publicador podia reusar os blocos sem pagamentos adicionais ao artista ou ao talhador. Tais blocos eram também costumeiramente trocados ou vendidos para outros publicadores ou casas de penhores. O profissional também costumava exercer a atividade de revendedor por meio da negociação de produtos de colegas em seus estabelecimentos. Em adição ao selo do artista, publicadores estampavam suas marcas nas peças, algumas na forma de um logotipo simples, outras bastante elaboradas, incorporando também endereços e outras informações.

Metalinguagem no ukiyo-e
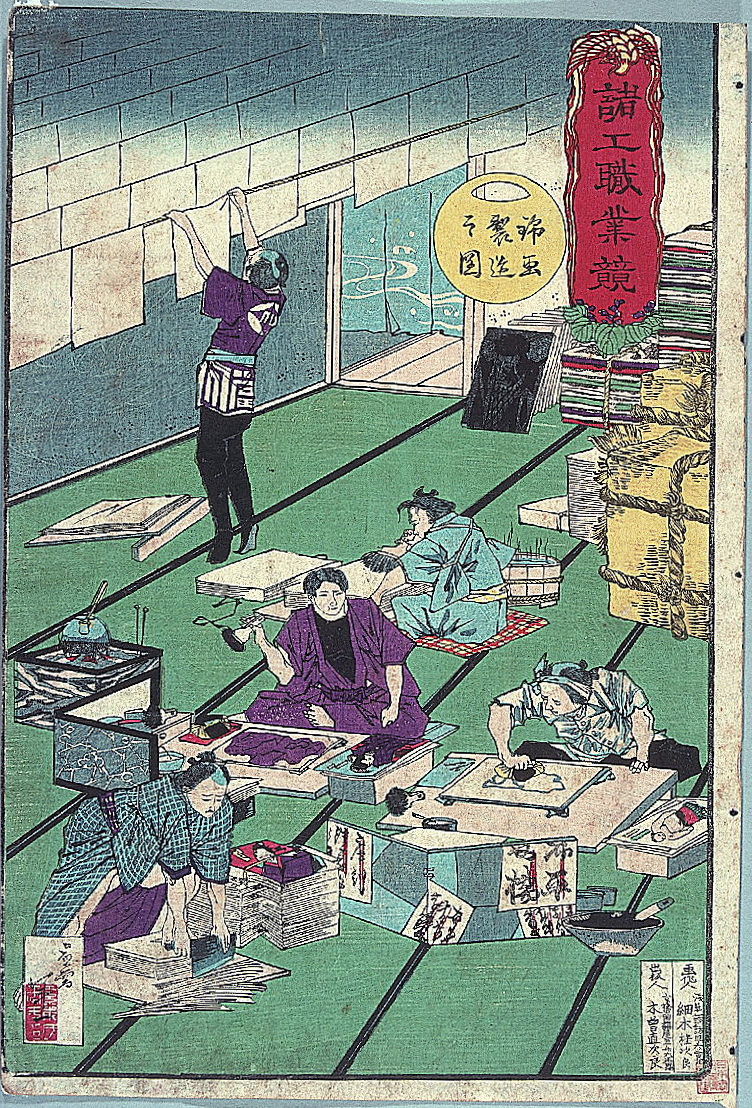
錦画製造之図 Hosoki Toshikazu, 1879
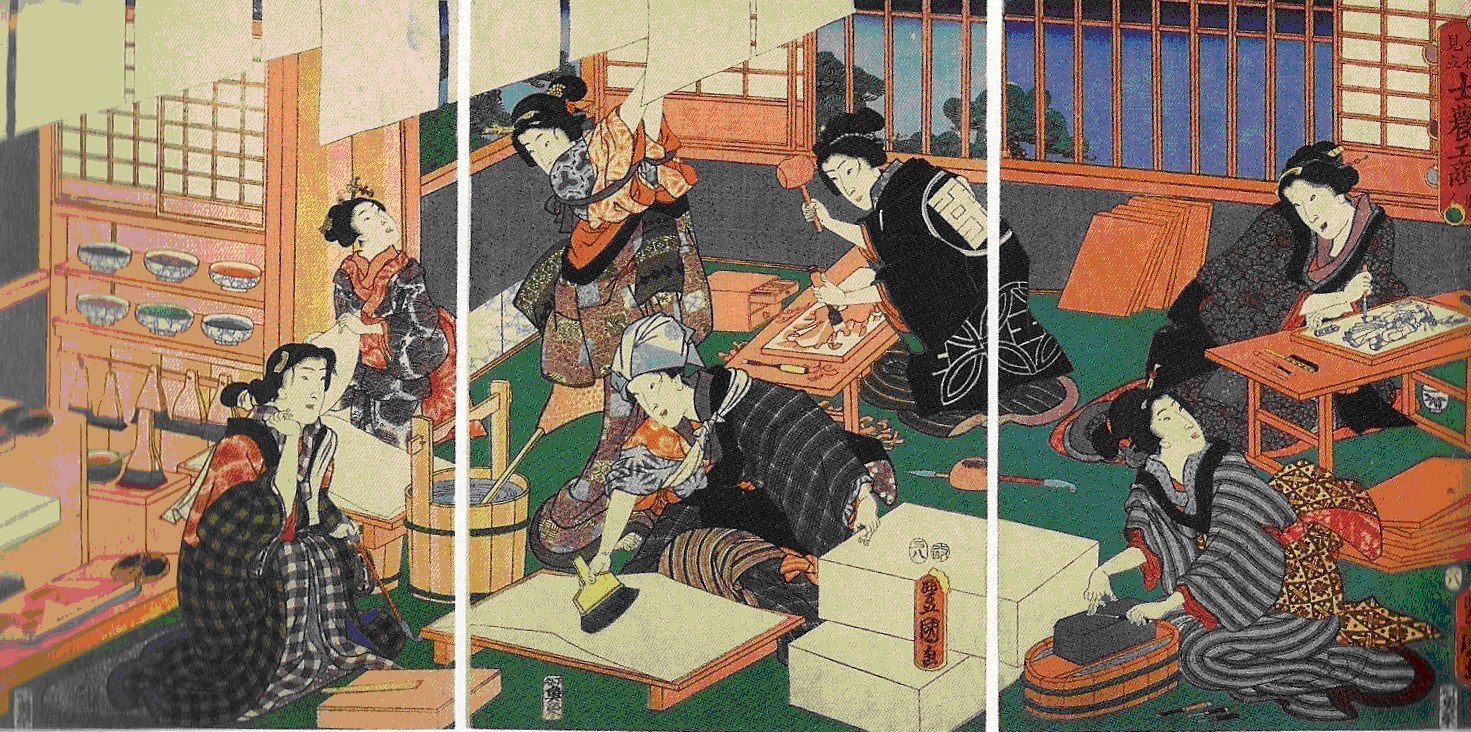
Gravura de c. metade do século XIX, por Kunisada, retratando o processo de criação de xilogravura (Um estabelecimento real não teria em seu quadro de funcionários mulheres com tal aparência e sofisticadas vestimentas)

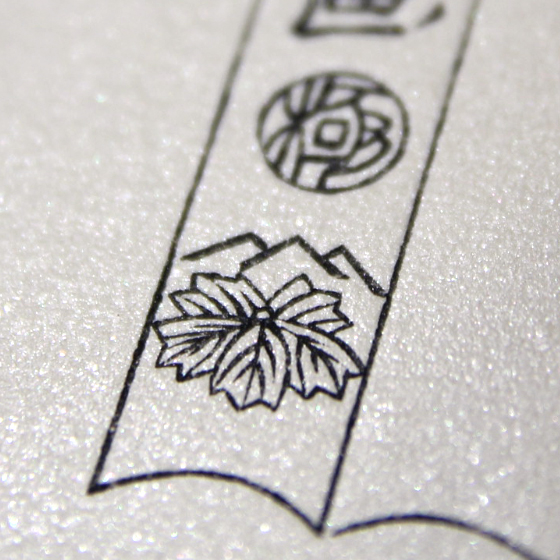
Selo de Tsutaya Jūzaburō, publicador dos trabalhos de Utamaro e Sharaku na década de 1790. O símbolo é caracterizado por uma flor abaixo de um monte Fuji estilizado.

Via de regra, produtores de impressos passavam por processos de aprendizagem antes de receberem o direito de produzir suas próprias peças e assiná-las com seus nomes. Era comum que jovens artesãos custeassem parte ou completamente suas talhas de madeira. Ao construírem carreira e obterem fama, eles passavam a cobrar honorários maiores e os publicadores passavam a cobrir os custos da talha.
No Japão pré-moderno, os cidadãos podiam adotar vários nomes ao longo de suas vidas, com, por exemplo, nome na infância (yōmyō) diferente de nome de adulto (zokumyō). Um nome artístico era composto por um sobrenome (gasei) seguido por um nome pessoal (azana). O gasei era frequentemente vindo da denominação da escola à qual o artista pertencia, como Utagawa ou Torii, por exemplo, e o azana normalmente era criado a partir de um caractere chinês do nome artístico de seu mestre, a exemplo do fato de que muitos estudantes de Toyokuni (豊国) usaram o "kuni" (国), entre eles Kunisada (国貞) e Kuniyoshi (国芳). Tais nomes fantasia e assinaturas foram e são muitas vezes causadores de confusão, já que mudavam ao longo das carreiras dos pintores e gravuristas. Hokusai foi um caso extremo nessa questão, por ter usado mais de uma centena de alcunhas durante mais de sete décadas de vida profissional.
Trabalhos do ramo gravurista eram vendidos de forma massiva. Por volta da metade do século XIX, a circulação total desse tipo de produção podia chegar à casa dos milhares. Eram promovidas por vendedores e mercadores viajantes a preços acessíveis para cidadãos prósperos das cidades. Em alguns casos, tais peças serviam de propaganda para modelos de kimono concebidos por estilistas envolvidos com a produção. A partir da segunda metade do século XVII, gravuras passaram a ser frequentemente comercializadas como parte de séries, com cada peça estampada com o nome e número de seu respectivo grupo. Isso se transformou numa técnica de mercadológica de sucesso, com colecionadores a comprar cada uma dos novos itens no intuito de manter suas séries completas. No século XIX, séries como "As Cinquenta e Três Estações da Tōkaidō", de Hiroshige, renderam dezenas de itens componentes.

Produção do ukiyo-e
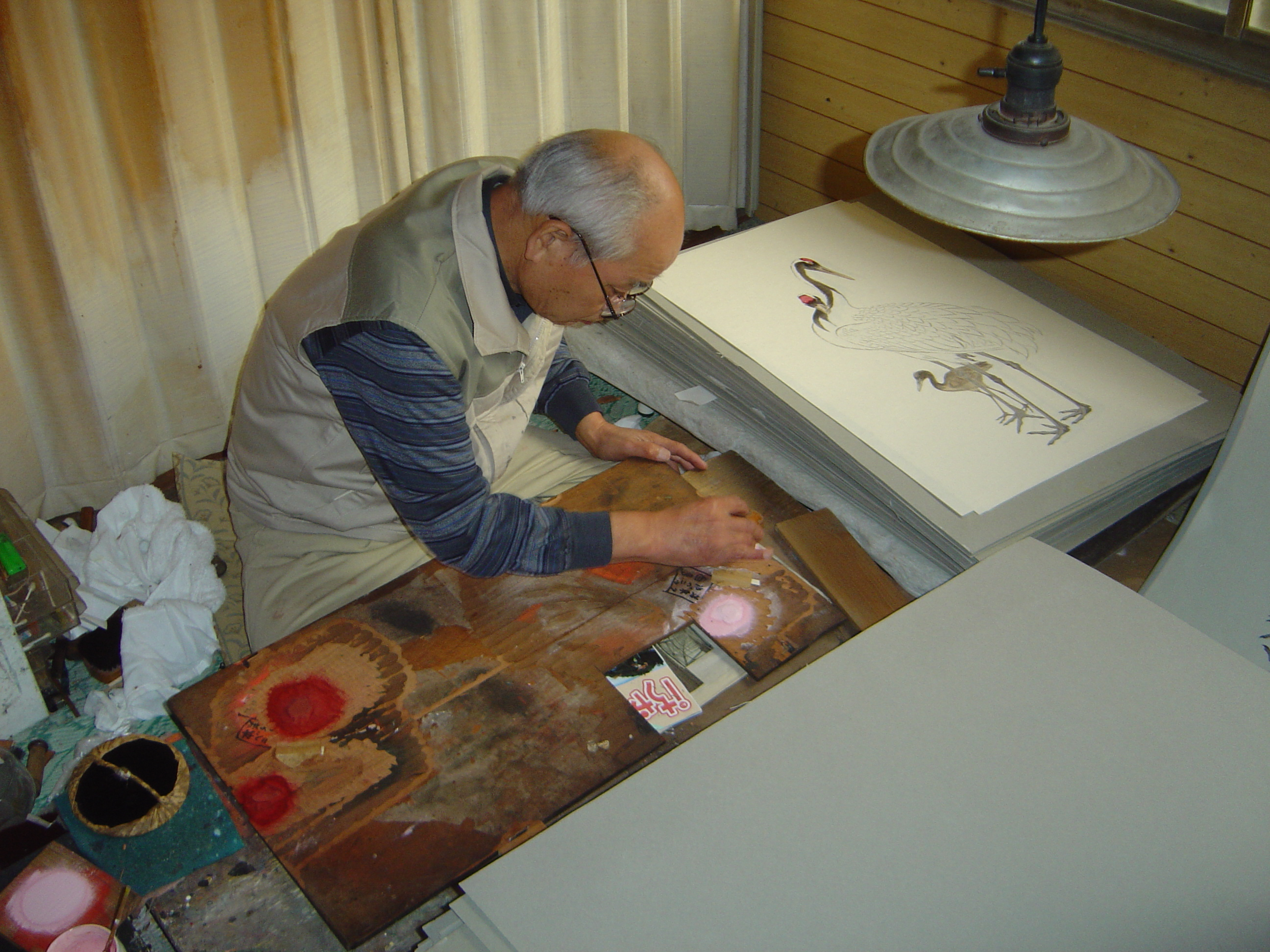
Típica oficina artesanal de gravuras.
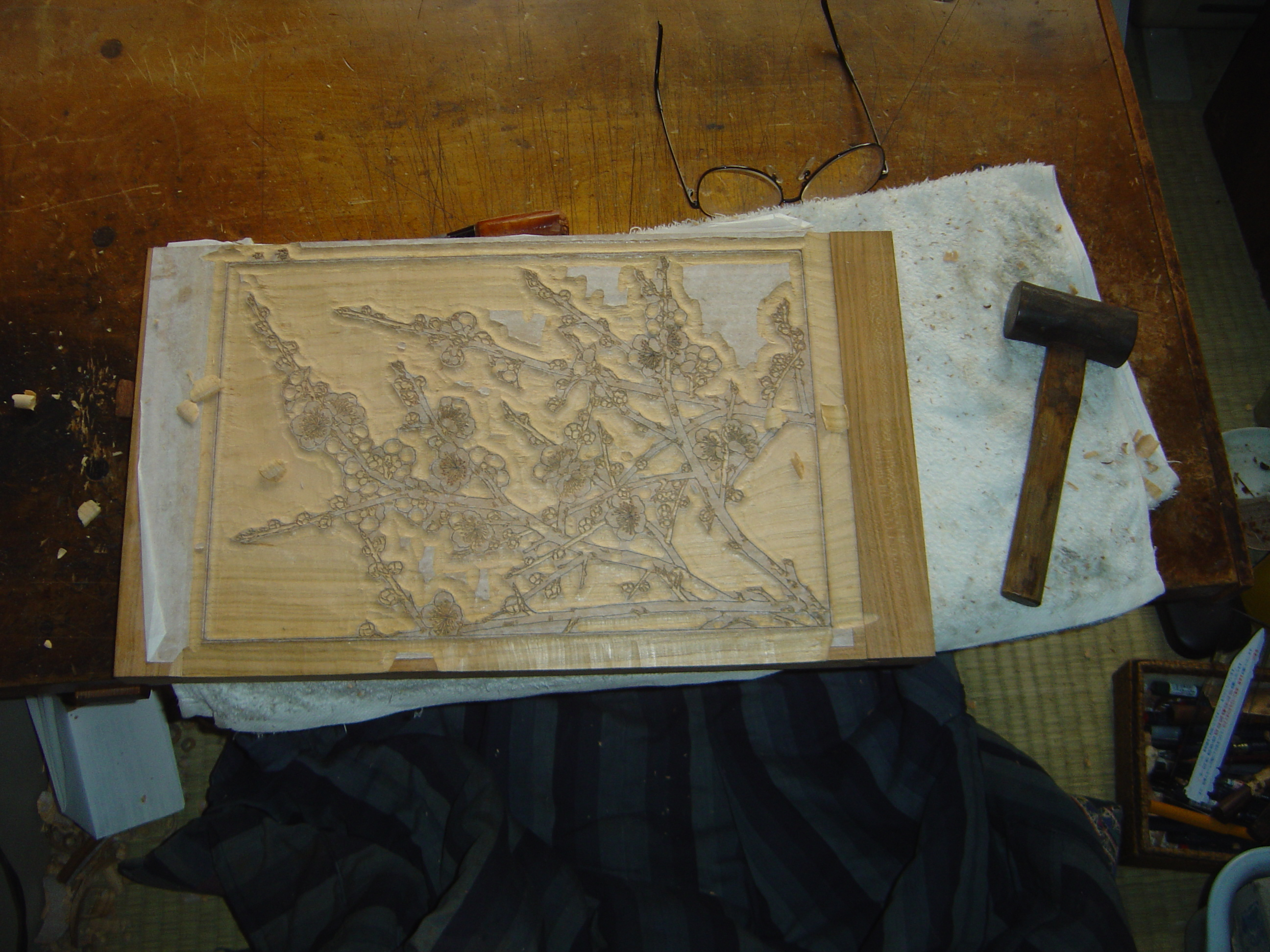
Bloco de madeira talhado.

#### Produção de impressão colorida

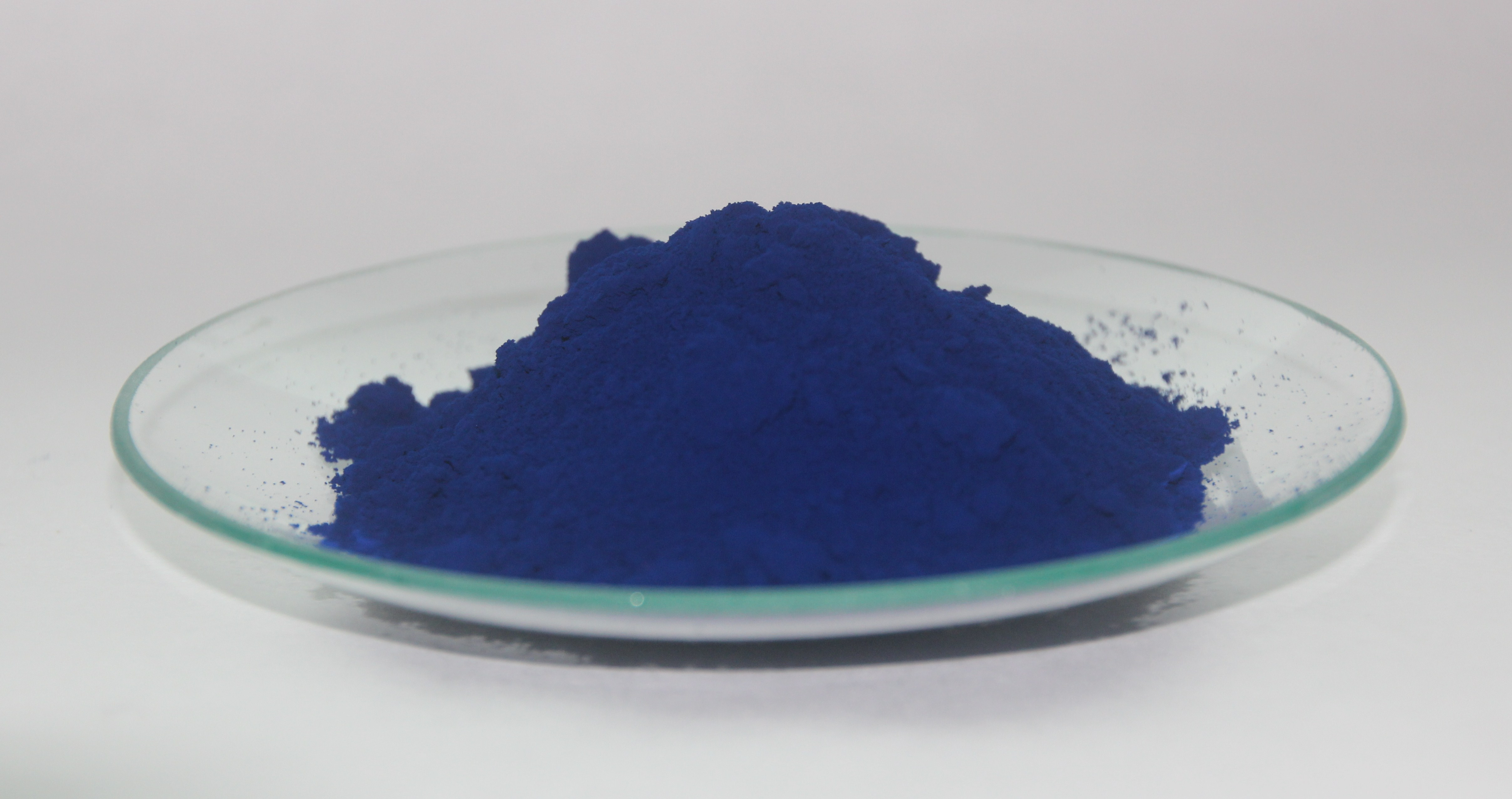
Azul da prússia foi uma coloração sintética de uso comum durante o século XIX.

Embora a impressão colorida no Japão tenha origens datadas na década de 1640, os primeiros trabalhos de ukiyo-e usavam somente tinta preta. Cor era muitas vezes aplicada minuciosamente à mão, usando uma cor vermelha principal em gravuras tan-e, ou posteriormente tintura de cártamo em peças beni-e. Nos livros e-hon, a modalidade colorida teve início na década de 1720, e em impressos de folha única na década de 1740, com blocos e impressões diferentes para cada cor. As primeiras tonalidades limitavam-se ao rosado e esverdeado, porém, as técnicas expandiram-se ao longo das duas décadas seguintes até que se pudesse usar mais de cinco pigmentos. A metade da década de 1760 trouxe as supercoloridas gravuras nishiki-e, feitas a partir de dez ou mais blocos. Para manter o alinhamento de blocos para cada cor corretos, marcas de correlação de cores sobrepostas, chamadas kentō, eram colocadas no canto e lado adjacente.
Os profissionais usavam corantes naturais feitos de recursos minerais e vegetais. Tais pigmentações tinham qualidades translúcidas que permitiam às cores serem misturadas a partir das primárias vermelha, azul e amarela. No século XVIII, o azul da prússia tornou-se bastante popular, sendo particularmente comum nas paisagens de Hokusai e Hiroshige, assim como a bokashi, por meio da qual o pintor produzia gradações de cor ou a mistura entre elas. Mais consistente e barata, a sintética anilina veio do ocidente em 1864. Suas cores eram mais fortes e brilhantes que as pigmentações tradicionais, e os efeitos por ela produzidos podiam ser mais berrantes. O Governo Meiji promoveu seu uso como parte de suas amplas políticas de ocidentalização.

## Criticismo e historiografia
Registros de época de artistas do ukiyo-e são raros. O mais importante deles ainda existente é o "Ukiyo-e Ruikō" (浮世絵類考), livro de coleção de comentários e biografias sobre pintores e gravuristas. A primeira e não mais existente versão foi compilada por volta de 1790, por Ōta Nanpo (大田南畝). Tal trabalho não foi impresso durante a era Edo, mas circulou em edições copiadas à mão que foram objeto de inúmeras adições e alterações, de forma que mais de 120 variantes do "Ukiyo-e Ruikō" são conhecidas.
Antes da Segunda Guerra Mundial, a visão predominante acentuava a centralidade de estudo das gravuras em detrimento das pinturas, atribuindo a fundação do ukiyo-e a Moronobu. Após a guerra, o pensamento direcionou-se à importância da pintura ukiyo-e, fazendo conexões diretas com os trabalhos yamato-e do século XVII. Tal perspectiva via Matabei como o originador do gênero, tese especialmente defendida no Japão, desenvolvendo-se entre os pesquisadores e acadêmicos nativos a partir da década de 1930, embora o governo militar da época a tivesse suprimido, com o intuito de enfatizar a divisão entre as pinturas yamato-e de pergaminho associadas à corte, e as gravuras, mais características da classe mercante, muitas vezes vistas como anti-autoritárias.

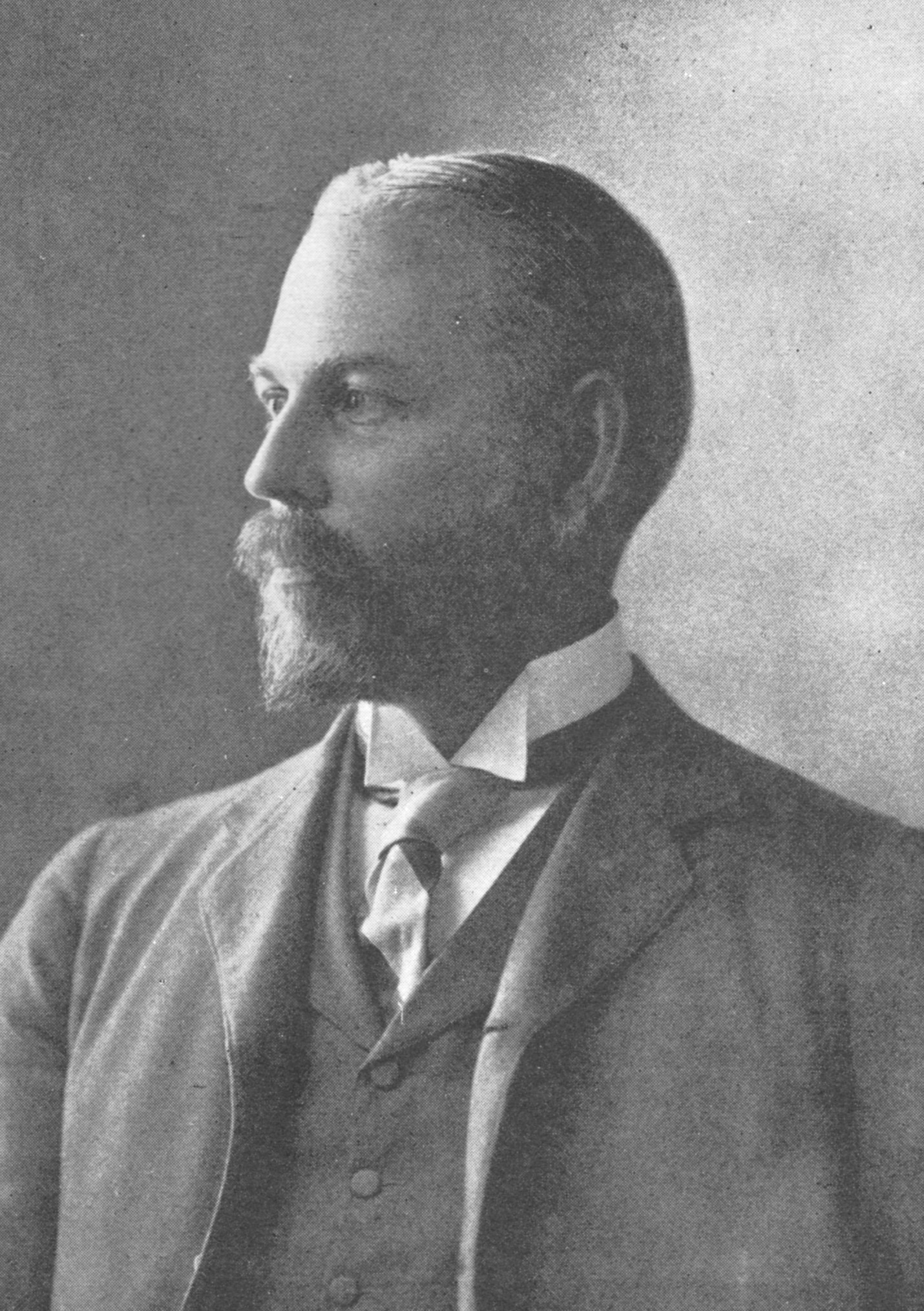
Acadêmico estadunidense especializado em arte japonesa, Ernest Fenollosa foi o primeiro a conceber um estudo crítico sobre a história do ukiyo-e.

Os primeiros estudos críticos sobre a história do ukiyo-e surgiram no mundo ocidental. Ernest Fenollosa foi professor de Filosofia na então  Universidade Imperial de Tóquio (東京帝國大學, Tōkyō teikoku daigaku), hoje Universidade de Tóquio, a partir de 1878, além de comissário de Belas Artes do Governo Japonês a partir de 1886. Seu "Mestres do Ukioye", de 1896, foi o primeiro estudo abrangente da forma artística e formou base para a maior parte das pesquisas posteriores com abordagem histórica em termos de épocas. Tal livro descrevia a trajetória do gênero na era primitiva de Matabei, na evolução que se deu até o final do século XVIII nos anos dourados, no declínio a partir do advento de Utamaro e no breve renascimento com Hokusai e Hiroshige na década de 1830. Laurence Binyon, o então curador de gravuras e desenhos orientais do Museu Britânico, escreveu um relato em "Painting in the Far East", de 1908, que era similar à abordagem historiográfica de Fenollosa, mas colocava Utamaro e Sharaku entre os mestres. Arthur Davison Ficke construiu, sob influência dos trabalhos de Fenollosa e Binyon, um mais amplo estudo no livro "Chats on Japanese Prints", de 1915. O "The Floating World",  por James A. Michener, de 1954, seguiu as cronologias das pesquisas anteriores, embora apresentasse classificações a partir de períodos e reconhecesse os primeiros artistas não como primitivos, mas como mestres formados que emergiram a partir das primeiras tradições de pintura. Para Michener e Richard Lane, o ukiyo-e foi iniciado por Moronobu em vez de Matabei. O livro de Lane "Masters of the Japanese Print", de 1962, manteve a perspectiva de divisões em períodos e posicionou firmemente o gênero na genealogia da arte japonesa. Tal publicação ainda reconheceu artistas como Yoshitoshi e Kiyochika enquanto mestres.
O livro "Traditional Woodblock Prints of Japan", de 1964, por Seiichirō Takahashi (高橋誠一郎), dividia os artistas do ukiyo-e em três períodos: um primitivo, que incluía Harunobu, seguido pela era de ouro de Kiyonaga, Utamaro e Sharaku, e o desfecho com o declínio, que seguia a declaração, na década de 1790, de leis censórias que ditaram temáticas livres e proibidas de abordagem no Japão. Essa publicação, não obstante, reconhece um maior número de mestres na época tardia que nos períodos antecedentes, além de caracterizar a pintura do ukiyo-e  como uma forma renovada da pintura do yamato-e. Tadashi Kobayshi (小林忠) posteriormente aperfeiçoou a análise de Takahashi, identificando o declínio como coincidente às desesperadas tentativas do então shogunato para manter o seu poder por meio da instituição de leis draconianas até a bancarrota do país, culminando na restauração Meiji em 1868.
O ensino acadêmico acerca do ukiyo-e tendia por focar na catalogação de artistas, numa abordagem falha em termos de rigor e originalidade características da análise científica de arte em outras áreas. Tais catálogos apresentavam-se numerosos, mas geralmente concentravam-se em grupos específicos de mestres e gênios reconhecidos. Pouca pesquisa original foi adicionada às primeiras e fundamentais avaliações do gênero e seus artistas, especialmente a respeito dos de menor renome. Embora a natureza comercial das gravuras do  ukiyo-e tenha sempre sido de comum conhecimento, a avaliação dos artistas e de seus trabalhos eram submetidas às preferências estéticas de especialistas e o possível sucesso comercial pouco influía nesse processo.
A inclusão de padrões históricos no cânone do gênero evoluiu rapidamente desde início da literatura a respeito. Utamaro era particularmente controverso, visto por Fenollosa e outros especialistas como um símbolo degenerado do declínio do ukiyo-e, embora ele fosse amplamente aceito como um dos maiores mestres desde aquele tempo. Alguns artistas do século XIX, contudo, entre eles Yoshitoshi, foram ignorados ou marginalizados, atraindo atenção de estudiosos somente ao fim do século XX. Pesquisas acerca da obra de alguns como Kunisada e Kuniyoshi reviveram parte da estima que tais trabalhos desfrutaram em seu tempo. Alguns estudos recentes têm examinado as condições sociais, entre outras, por trás da produção artística.
O novelista Jun'ichirō Tanizaki era crítico a respeito da atitude de superioridade de ocidentais que alegavam deter estética superior ao descobrirem o ukiyo-e. Tanizaki acreditava que esse gênero era meramente a mais simples forma de arte nipônica de se entender a partir da perspectiva ocidental, que a sociedade japonesa de todas as classes a apreciava, embora a moral confucionista daquele tempo tenha mantido a população longe da livre discussão a respeito dessa forma de expressão visual, e que os valores morais foram violados pela descoberta por parte dos ocidentais.

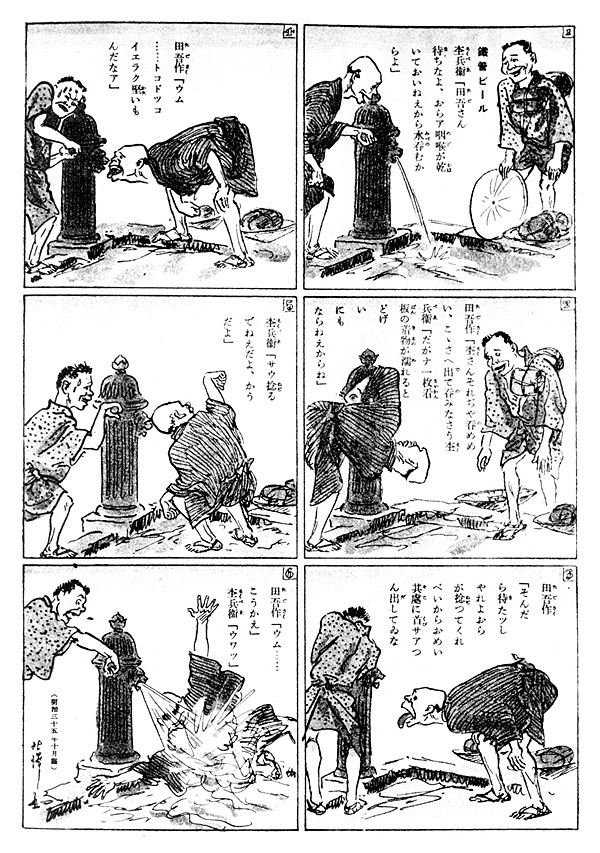
As histórias em mangá têm como ancestral o Hokusai Manga.
Rakuten Kitazawa, Tagosaku to Mokube no Tōkyō Kenbutsu, 1902.

Desde o início do século XIX, historiadores do manga — histórias em quadrinhos do Japão —desenvolveram teses conectando essa forma de expressão à arte nacional pré-século XX. Particular ênfase recaía sobre o Hokusai Manga enquanto seu precursor, embora o livro de Hokusai não fosse narrativo, tampouco tivesse sido o primeiro a mencionar o termo. Em português e em outras línguas, a palavra manga é usada no senso restrito dos quadrinhos japoneses ou de quadrinhos em estilo japonês, embora, no seu país de origem, seja utilizada para indicar tais narrativas em qualquer formato ou de qualquer origem, além de cartoons e caricaturas.

## Coleção e preservação
Grupos sociais dominantes limitavam de forma estrita o espaço permitido para a construção de imóveis de classes de base, e o relativamente pequeno espaço dessas casas era propício para o uso de trabalhos ukiyo-e, geralmente de pequena dimensão, como itens de decoração. Poucos registros acerca do patronato de pinturas do gênero sobreviveram ao tempo. Sabe-se, contudo, que tais peças eram comercializadas a altos preços, muito mais caros que os das gravuras. Assim sendo, acredita-se que eram vendidas somente para abastados, como mercadores ou indivíduos de classes samurai.
As gravuras da era tardia são as que sobreviveram em maior número, por terem sido produzidas em maior escala durante o século XIX, sendo as de épocas anteriores, sobretudo as primitivas, mais raras. O ukiyo-e era fortemente associado à cultura de Edo, e visitantes da cidade frequentemente compravam o chamado azuma-e (東絵, retratos da capital do oriente) como suvenires. Lojas que vendiam tais peças geralmente eram especializadas em itens populares e característicos da cultura oriental, como leques, por exemplo. O mercado de gravuras era altamente diversificado e tinha um público heterogêneo, que ia dos trabalhadores comuns aos ricos burgueses. Pouco de concreto se sabe a respeito desses hábitos de consumo. Registros detalhados de Edo sobre cortesãs, atores e lutadores de sumô são fartos, mas poucos são os específicos sobre o gênero artístico. Determinar o que pode ser entendido como a demografia do consumo de ukiyo-e tem exigido de estudiosos o uso de meios indiretos de pesquisa.
A aferição de preços é igualmente desafiadora para os acadêmicos, já que os registros também são escassos e havia grande variedade em termos de produção, qualidade, tamanho, fornecedores, demanda, e métodos mutáveis, como a introdução do uso apurado de cor nas gravuras. Quão caros podem ser considerados os preços também é de difícil estima em decorrência das condições sociais e econômicas, que estiveram em constante fluxo ao longo dos períodos. No século XIX, registros remanescentes que tratavam a respeito de gravuras denotavam que a venda se dava geralmente entre 16 e 100 mon para edições especiais. Jun'ichi Ōkubo sugere que preços nas casas de 20 e 30 mon eram provavelmente mais aceitáveis para gravuras comuns. A título de comparação, uma tigela de sobá no começo do século XIX eram tipicamente vendida por 16 mon.

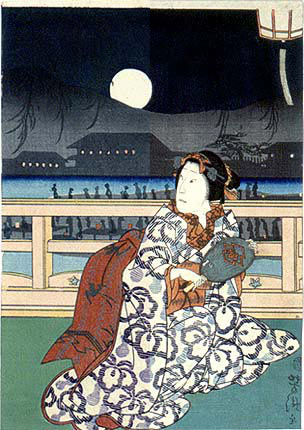
Gravuras de ukiyo-e são sensíveis à luz. O lado esquerdo da imagem mostra o trabalho em 1989, e o direito, a mesma peça após ter saído de exposição em 2001.
Utagawa Yoshitaki, c. século XIX.

Os corantes utilizados nas gravuras ukiyo-e são suscetíveis ao desvanecimento quando expostos até mesmo a baixos níveis de luz. Isso faz com que exibições de longa duração em galerias de arte sejam inviáveis. O papel de uso comum pode se deteriorar ao entrar em contato com materiais ácidos, de forma que caixas e pastas para armazenamento, por exemplo, precisam ser de pH neutro ou alcalinas. Gravuras necessitam de inspeção regular na busca por possíveis problemas e armazenadas a uma umidade relativa de 70% ou menos, para que descolorações por fungos possam ser prevenidas.
Papeis e pigmentos da pintura ukiyo-e são sensíveis à luz e a mudanças sazonais de umidade, e arquivos precisam ser flexíveis, já que as folhas podem se despedaçar a partir de tais mudanças. Na era Edo, as folhas eram amontoadas em papeis de forte fibra e preservadas enroladas em caixas de paulownia, que, por sua vez, eram colocadas dentro de outra caixa de madeira coberta em laca. Em museus, planejamentos de exposição precisam ser limitados, com o intuito de evitar a deterioração por intempéries e poluição. O enrolamento inadequado de peças também pode causar a criação de concavidades no papel, além de vincos no ato de enrolar e desenrolar. A umidade relativa ideal para pergaminhos é de 50% ou 60%, e níveis muito secos resultam em fragilização do material.
Por serem produções de massa, colecionar as gravuras é consideravelmente diferente de executar a mesma atividade com pinturas do gênero. Há ampla variação em termos de estado de conservação, raridade, custo e qualidade de peças remanescentes. Gravuras podem possuir manchas, escurecimentos, buracos, rasgos ou vincos, e as cores podem estar desbotadas ou terem sido retocadas. Em gravuras com múltiplas edições, a composição pode também ter sito alterada por talhadores. Quando recortadas após a impressão, tais profissionais podem ainda realizar aparos nas margens. Os valores de tais peças dependem de uma variedade de fatores, incluindo a reputação do artista, condição física, raridade ou pertencer a edições originais — até mesmo reimpressões de superior qualidade custam menos que exemplares de primeira impressão. Até 2009, o preço recorde de uma gravura ukiyo-e foi de € 389 000, em leilão pelo retrato do ator de kabuki Arashi Ryuzo, feito por Sharaku em 1794.
Os trabalhos eram frequentemente sujeitos a múltiplas edições, algumas com mudanças nos blocos de madeira originais. Edições criadas a partir de segundos talhamentos, entretanto, circulam tão comumente quanto versões pirateadas ou falsas. Takamizawa Enji (1870–1927), um produtor de reedições de ukiyo-e, desenvolveu um método de talha para imprimir cores revigoradas a originais desbotados, na qual ele usava cinzas de tabaco para dar um ar envelhecido às novas colorações. Tais gravuras recoloridas ainda eram vendidas como originais. Entre os colecionadores de peças fraudulentas, esteve o arquiteto estadunidense Frank Lloyd Wright, que, partindo após visita ao Japão, levou cerca de 1 500 peças consigo, muitas da quais foram vendidas antes que a verdade acerca da legitimidade fosse descoberta.
A referência a artistas do ukiyo-e é feita no tradicional estilo japonês, com o sobrenome precedendo o nome pessoal. Muitos dos mais aclamados, entretanto, como Utamaro e Hokusai, usavam somente o primeiro nome. Negociantes normalmente referem-se às gravuras do gênero pelos nomes dos tamanhos padronizados, mais comumente por aiban (34,5×22,5 cm ou 13,6×8,9 pol), chūban (22,5×19 cm ou 8,9×7,5 pol) e ōban (38×23 cm ou 15,0×9,1 pol), embora as dimensões precisas variem e o papel seja aparado após a impressão.

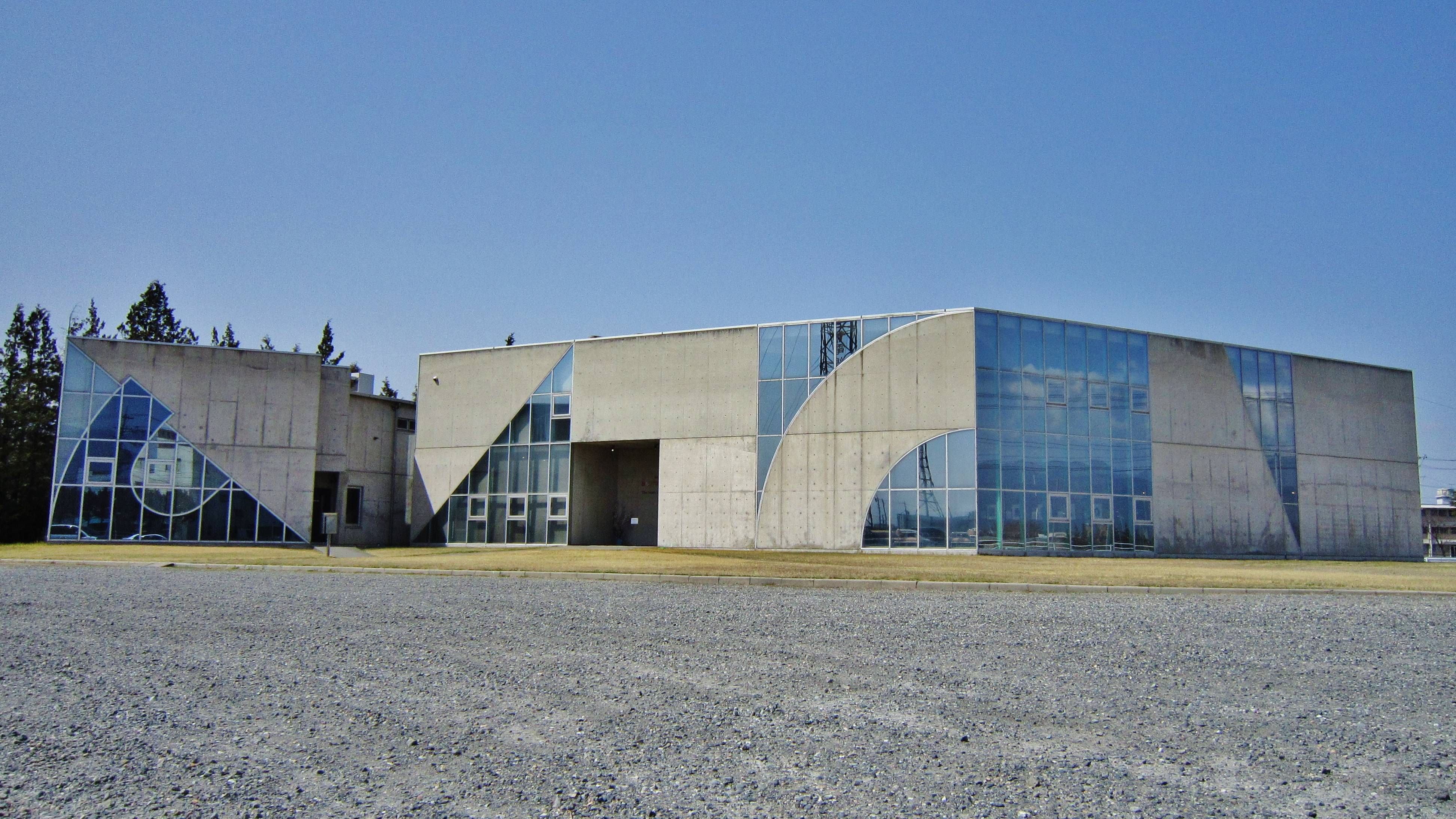
Museu Japonês de Ukiyo-e.

Muitas das maiores coleções de alta qualidade de ukiyo-e estão localizadas fora do Japão. Exemplares da arte entraram na coleção da Biblioteca Nacional da França na primeira metade do século XIX. O Museu Britânico começou a colecionar ukiyo-e em 1860 e, ao final do século XX, era proprietário de mais de 70 000 itens. A maior, ultrapassando 100 000 peças, reside no Museu de Belas Artes de Boston, e foi iniciada quando Ernest Fenollosa doou sua coletânea em 1912. A primeira exibição de gravuras do gênero no Japão foi a apresentada por Kōjirō Matsukata em 1925, que acumulou seu conjunto de peças em Paris durante a Primeira Guerra Mundial e depois a ofereceu ao Museu Nacional de Arte Moderna de Tóquio. O maior arquivo no Japão é composto por cerca de 100 000 peças e faz parte do acervo do Museu Japonês de Ukiyo-e, em Nagano.

#### Trabalhos acadêmicos
- Fitzhugh, Elisabeth West (1979). «A Pigment Census of Ukiyo-E Paintings in the Freer Gallery of Art». Freer Gallery of Art, The Smithsonian Institution and Department of the History of Art, University of Michigan. Ars Orientalis. 11: 27–38. JSTOR 4629295
- Fleming, Stuart (novembro–dezembro de 1985). «Ukiyo-e Painting: An Art Tradition under Stress». Archaeological Institute of America. Archaeology. 38 (6): 60–61, 75. JSTOR 41730275
- Hickman, Money L. (1978). «Views of the Floating World». Museu de Belas Artes de Boston. MFA Bulletin. 76: 4–33. JSTOR 4171617
- Meech-Pekarik, Julia (1982). «Early Collectors of Japanese Prints and the Metropolitan Museum of Art». University of Chicago Press. Metropolitan Museum Journal. 17: 93–118. JSTOR 1512790
- Kita, Sandy (setembro de 1984). «An Illustration of the Ise Monogatari: Matabei and the Two Worlds of Ukiyo». Cleveland Museum of Art. The Bulletin of the Cleveland Museum of Art. 71 (7): 252–267. JSTOR 25159874
- Singer, Robert T. (março–abril de 1986). «Japanese Painting of the Edo Period». Archaeological Institute of America. Archaeology. 39 (2): 64–67. JSTOR 41731745
- Tanaka, Hidemichi (1999). «Sharaku Is Hokusai: On Warrior Prints and Shunrô's (Hokusai's) Actor Prints». IRSA s.c. Artibus et Historiae. 20 (39): 157–190. JSTOR 1483579
- Thompson, Sarah (inverno–primavera de 1986). «The World of Japanese Prints». Philadelphia Museum of Art. Philadelphia Museum of Art Bulletin. 82 (349/350, The World of Japanese Prints): 1, 3–47. JSTOR 3795440
- Toishi, Kenzō (1979). «The Scroll Painting». Freer Gallery of Art, The Smithsonian Institution and Department of the History of Art, University of Michigan. Ars Orientalis. 11: 15–25. JSTOR 4629294
- Watanabe, Toshio (1984). «The Western Image of Japanese Art in the Late Edo Period». Cambridge University Press. Modern Asian Studies. 18 (4): 667–684. JSTOR 312343. doi:10.1017/s0026749x00016371
- Weisberg, Gabriel P. (abril de 1975). «Aspects of Japonisme». Cleveland Museum of Art. The Bulletin of the Cleveland Museum of Art. 62 (4): 120–130. JSTOR 25152585
- Weisberg, Gabriel P.; Rakusin, Muriel; Rakusin, Stanley (primavera de 1986). «On Understanding Artistic Japan». Florida International University Board of Trustees on behalf of The Wolfsonian-FIU. The Journal of Decorative and Propaganda Arts. 1: 6–19. JSTOR 1503900

#### Livros
- Addiss, Stephen; Groemer, Gerald; Rimer, J. Thomas (2006). Traditional Japanese Arts And Culture: An Illustrated Sourcebook. [S.l.]: University of Hawaii Press. ISBN 978-0-8248-2018-3
- Bell, David (2004). Ukiyo-e Explained. [S.l.]: Global Oriental. ISBN 978-1-901903-41-6
- Belloli, Andrea P. A. (1999). Exploring World Art. [S.l.]: Getty Publications. ISBN 978-0-89236-510-4
- Benfey, Christopher (2007). The Great Wave: Gilded Age Misfits, Japanese Eccentrics, and the Opening of Old Japan. [S.l.]: Random House. ISBN 978-0-307-43227-8
- Brown, Kendall H. (2006). «Impressions of Japan: Print Interactions East and West». In:  Javid, Christine. Color Woodcut International: Japan, Britain, and America in the Early Twentieth Century. [S.l.]: Chazen Museum of Art. pp. 13–29. ISBN 978-0-932900-64-7
- Buser, Thomas (2006). Experiencing Art Around Us. [S.l.]: Cengage Learning. ISBN 978-0-534-64114-6
- Checkland, Olive (2004). Japan and Britain After 1859: Creating Cultural Bridges. [S.l.]: Routledge. ISBN 978-0-203-22183-9
- Faulkner, Rupert; Robinson, Basil William (1999). Masterpieces of Japanese Prints: Ukiyo-e from the Victoria and Albert Museum. [S.l.]: Kodansha International. ISBN 978-4-7700-2387-2
- Frédéric, Louis (2002). Japan Encyclopedia. [S.l.]: Harvard University Press. ISBN 978-0-674-01753-5
- Garson, Alfred (2001). Suzuki Twinkles: An Intimate Portrait. [S.l.]: Alfred Music. ISBN 978-1-4574-0504-4
- Gerstle, C. Andrew; Milner, Anthony Crothers (1995). Recovering the Orient: Artists, Scholars, Appropriations. [S.l.]: Psychology Press. ISBN 978-3-7186-5687-5
- Harris, Frederick (2011). Ukiyo-e: The Art of the Japanese Print. [S.l.]: Tuttle Publishing. ISBN 978-4-8053-1098-4
- Hibbett, Howard (2001). The Floating World in Japanese Fiction. [S.l.]: Tuttle Publishing. ISBN 978-0-8048-3464-3
- Hillier, Jack Ronald (1954). Japanese Masters of the Colour Print: A Great Heritage of Oriental Art. [S.l.]: Phaidon Press. OCLC 1439680 (Assinatura necessária)
- Hockley, Allen (2003). The Prints of Isoda Koryūsai: Floating World Culture and Its Consumers in Eighteenth-century Japan. [S.l.]: University of Washington Press. ISBN 978-0-295-98301-1
- Honour, Hugh; Fleming, John (2005). A World History of Art. [S.l.]: Laurence King Publishing. ISBN 978-1-85669-451-3
- Hughes, Glenn (1960). Imagism & the Imagists: A Study in Modern Poetry. [S.l.]: Biblo & Tannen Publishers. ISBN 978-0-8196-0282-4
- Ishizawa, Masao; Tanaka, Ichimatsu (1986). The Heritage of Japanese art. [S.l.]: Kodansha International. ISBN 978-0-87011-787-9
- Ives, Colta Feller (1974). The Great Wave: The Influence of Japanese Woodcuts on French Prints (PDF). [S.l.]: Metropolitan Museum of Art. OCLC 1009573
- Johnson-Woods, Toni (2010). Manga: An Anthology of Global and Cultural Perspectives. [S.l.]: Continuum International Publishing Group. ISBN 978-0-8264-2938-4
- Jobling, Paul; Crowley, David (1996). Graphic Design: Reproduction and Representation Since 1800. [S.l.]: Manchester University Press. ISBN 978-0-7190-4467-0
- Kikuchi, Sadao; Kenny, Don (1969). A Treasury of Japanese Wood Block Prints (Ukiyo-e). [S.l.]: Crown Publishers. OCLC 21250
- King, James (2010). Beyond the Great Wave: The Japanese Landscape Print, 1727–1960. [S.l.]: Peter Lang. ISBN 978-3-0343-0317-0
- Kita, Sandy (1999). The Last Tosa: Iwasa Katsumochi Matabei, Bridge to Ukiyo-e. [S.l.]: University of Hawaii Press. ISBN 978-0-8248-1826-5
- Kita, Sandy (2011). «Japanese Prints». In:  Nietupski, Paul Kocot; O'Mara, Joan. Reading Asian Art and Artifacts: Windows to Asia on American College Campuses. [S.l.]: Rowman & Littlefield. pp. 149–162. ISBN 978-1-61146-070-4
- Kobayashi, Tadashi; Ōkubo, Jun'ichi (1994). 浮世絵の鑑賞基礎知識 [Fundamentals of Ukiyo-e Appreciation] (em japonês). [S.l.]: Shibundō. ISBN 978-4784301508
- Kobayashi, Tadashi (1997). Ukiyo-e: An Introduction to Japanese Woodblock Prints. [S.l.]: Kodansha International. ISBN 978-4-7700-2182-3
- Lane, Richard (1962). Masters of the Japanese Print: Their World and Their Work. [S.l.]: Doubleday. OCLC 185540172 (Assinatura necessária)
- Lewis, Richard; Lewis, Susan I. (2008). The Power of Art. [S.l.]: Cengage Learning. ISBN 978-0-534-64103-0
- Link, Howard A.; Takahashi, Seiichirō (1977). Utamaro and Hiroshige: In a Survey of Japanese Prints from the James A. Michener Collection of the Honolulu Academy of Arts. [S.l.]: Ōtsuka Kōgeisha. OCLC 423972712
- Mansfield, Stephen (2009). Tokyo A Cultural History. [S.l.]: Oxford University Press. ISBN 978-0-19-972965-4
- Marks, Andreas (2012). Japanese Woodblock Prints: Artists, Publishers and Masterworks: 1680–1900. [S.l.]: Tuttle Publishing. ISBN 978-1-4629-0599-7
- Meech-Pekarik, Julia (1986). The World of the Meiji Print: Impressions of a New Civilization. [S.l.]: Weatherhill. ISBN 978-0-8348-0209-4
- Merritt, Helen (1990). Modern Japanese Woodblock Prints: The Early Years. [S.l.]: University of Hawaii Press. ISBN 978-0-8248-1200-3
- Michener, James Albert (1954). The Floating World. [S.l.]: University of Hawaii Press. ISBN 978-0-8248-0873-0
- Michener, James A. (1959). Japanese Print: From the Early Masters to the Modern. [S.l.]: Charles E. Tuttle Company. OCLC 187406340
- Morita, Naoko (2010). «Cultural Recognition of Comics and Comics Studies: Comments on Thierry Groensteen's Keynote Lecture». In:  Berndt, Jaqueline. Comics worlds & the world of comics : towards scholarship on a global scale. Col: Global Manga Studies. 1. [S.l.]: International Manga Research Center, Kyoto Seika University. pp. 31–39. ISBN 978-4-905187-03-5
- Munsterberg, Hugo (1957). The Arts of Japan: An Illustrated History. [S.l.]: Charles E. Tuttle Company. ISBN 9780804800426
- Neuer, Roni; Libertson, Herbert; Yoshida, Susugu (1990). Ukiyo-e: 250 Years of Japanese Art. [S.l.]: Studio Editions. ISBN 978-1-85170-620-4
- Noma, Seiroku (1966). The Arts of Japan: Late Medieval to Modern. [S.l.]: Kodansha International. ISBN 978-4-7700-2978-2
- Ōkubo, Jun'ichi (2008).  カラー版 浮世絵 [Ukiyo-e: Colour Edition] (em japonês). [S.l.]: Iwanami Shoten. ISBN 978-4-00-431163-8
- Ōkubo, Jun'ichi (2013).  浮世絵出版論 [On Ukiyo-e Publishing] (em japonês). [S.l.]: Fujiwara Printing. ISBN 978-4-642-07915-0
- Penkoff, Ronald (1964). Roots of the Ukiyo-e; Early Woodcuts of the Floating World (PDF). [S.l.]: Ball State Teachers College. OCLC 681751700
- Salter, Rebecca (2001). Japanese Woodblock Printing. [S.l.]: University of Hawaii Press. ISBN 978-0-8248-2553-9
- Salter, Rebecca (2006). Japanese Popular Prints: From Votive Slips to Playing Cards. [S.l.]: University of Hawaii Press. ISBN 978-0-8248-3083-0
- Screech, Timon (1999). Sex and the Floating World: Erotic Images in Japan, 1700–1820. [S.l.]: Reaktion Books. ISBN 978-1-86189-030-6
- Seton, Alistair (2010). Collecting Japanese Antiques. [S.l.]: Tuttle Publishing. ISBN 978-4-8053-1122-6
- Sims, Richard (1998). French Policy Towards the Bakufu and Meiji Japan 1854–95. [S.l.]: Psychology Press. ISBN 978-1-873410-61-5
- Statler, Oliver (1959). Modern Japanese Prints: An Art Reborn. [S.l.]: Charles E. Tuttle Company. ISBN 978-1-4629-0955-1
- Stewart, Basil (1922). A Guide to Japanese Prints and Their Subject Matter. [S.l.]: Courier Corporation. ISBN 978-0-486-23809-8
- Stewart, Ronald (2014). «Manga as Schism: Kitazawa Rakuten's Resistance to "Old-Fashioned" Japan». In:  Berndt, Jaqueline; Kümmerling-Meibauer, Bettina. Manga's Cultural Crossroads. [S.l.]: Routledge. pp. 27–49. ISBN 978-1-134-10283-9
- Sullivan, Michael (1989). The Meeting of Eastern and Western Art. [S.l.]: University of California Press. ISBN 978-0-520-05902-3
- Suwa, Haruo (1998).  日本人と遠近法 [The Japanese and Graphical Perspective] (em japonês). [S.l.]: Chikuma Shobō. ISBN 978-4-480-05768-6
- Takeuchi, Melinda (2004). The Artist as Professional in Japan. [S.l.]: Stanford University Press. ISBN 978-0-8047-4355-6
- Winegrad, Dilys Pegler (2007). Dramatic Impressions: Japanese Theatre Prints from the Gilbert Luber Collection. [S.l.]: University of Pennsylvania Press. ISBN 978-0-8122-1985-2
- Yashiro, Yukio (1958). 2000 Years of Japanese Art. [S.l.]: H. N. Abrams. OCLC 1303930
- Yoshimoto, Mitsuhiro (2003). «Reexamining the East and the West: Tanizaki Jun'ichiro, 'Orientalism', and Popular Culture». In:  Lau, Jenny Kwok Wah. Multiple Modernities: Cinemas and Popular Media in Transcultural East Asia. [S.l.]: Temple University Press. pp. 53–75. ISBN 978-1-56639-986-9

#### Web
- AFP staff (16 de outubro de 2009). «Print by Japan's Toshusai Sharaku sold for record price». AFP. Consultado em 17 de dezembro de 2013. Cópia arquivada em 3 de março de 2014
- Fiorillo, John. «Kindai Hanga». Viewing Japanese Prints. Consultado em 17 de dezembro de 2013. Arquivado do original em 8 de dezembro de 2013
- Fiorillo, John. «FAQ: Care and Repair of Japanese Prints». Viewing Japanese Prints. Consultado em 17 de dezembro de 2013. Arquivado do original em 4 de novembro de 2014
- Fiorillo, John. «FAQ: "Original" Prints». Viewing Japanese Prints. Consultado em 17 de dezembro de 2013. Arquivado do original em 24 de junho de 2013
- Fiorillo, John. «FAQ: How do you grade quality and condition?». Viewing Japanese Prints. Consultado em 17 de dezembro de 2013. Arquivado do original em 3 de novembro de 2012
- Fiorillo, John. «Deceptive Copies (Takamizawa Enji)». Viewing Japanese Prints. Consultado em 17 de dezembro de 2013. Arquivado do original em 7 de dezembro de 2013

### Leitura complementar
- Calza, Gian Carlo (2007). Ukiyo-E. [S.l.]: Phaidon Press. ISBN 978-0-7148-4794-8
- Kanada, Margaret Miller (1989). Color Woodblock Printmaking: The Traditional Method of Ukiyo-e. [S.l.]: Shufunomoto. ISBN 978-4-07-975316-6
- Lane, Richard (1978). Images from the Floating World, The Japanese Print. [S.l.]: Oxford University Press. ISBN 978-0-19-211447-1
- Newland, Amy Reigle (2005). Hotei Encyclopedia of Japanese Woodblock Prints. [S.l.]: Hotei. ISBN 978-90-74822-65-7
- Stewart, Basil (1922). A Guide to Japanese Prints and Their Subject Matter. [S.l.]: Courier Dover Publications. ISBN 978-0-48-623809-8